# Église Saint-Denis de Remy
L'église Saint-Denis est une église catholique paroissiale située à Remy, dans l'Oise, en France. C'est un vaste édifice de style gothique flamboyant et Renaissance, qui se substitue à un édifice plus ancien du début du XIIIe siècle, dont certains éléments subsistent, notamment les murs d'extrémité de l'ancien transept. Assez marquant pour le paysage est le clocher-porche du XVIe siècle haut de 35 m, dont les principaux éléments stylistiques, réseaux des baies de l'étage de beffroi, balustrade et flèche, sont des aménagements des années 1861-1873. Il y a, surtout à l'extérieur, une nette séparation entre nef des fidèles et chœur liturgique. Les murs gouttereaux des bas-côtés, un peu rustiques et de faible hauteur, sont en fort contraste avec l'élégance et la hauteur des parties orientales, et le raffinement de son décor Renaissance. À l'intérieur, le style flamboyant prévaut, et les différences entre nef et chœur sont moindres. Ils sont surtout de la même hauteur et de la même largeur. Cependant, les voûtes de la nef et de son bas-côté sud datent seulement du XIXe siècle, et sont dénuées d'intérêt artistique. Seul le bas-côté nord conserve son beau plafond lambrissé du XVIe siècle. Plus impressionnant est le double transept, qui forme un ensemble homogène avec l'abside à pans coupés, et est assez unique dans son genre en raison du type de piliers à huit ondulations et autant d'arêtes, et des frises Renaissance en guise de chapiteaux. Tout en puisant ses sources dans l'architecture antique, ils ne reproduisent pour autant aucun des ordres classiques. L'on peut seulement déplorer le manque de soin apporté à certains éléments de la modénature. Exceptionnelle pour une église rurale, qui n'a jamais été que simple église paroissiale, l'église Saint-Denis offre aussi un mobilier riche et varié, avec notamment un ensemble de vingt-six stalles du milieu du XVIe siècle, et neuf verrières de l'abbé Deligny. Curé de Remy de 1863 à 1883, il s'était improvisé vitrailliste dès son premier ministère à Jonquières, et laisse une œuvre à la marge des conventions, préfigurant l'Art nouveau. L'église Saint-Denis a été classée au titre des monuments historiques par arrêté du 5 février 1920. Elle est aujourd'hui affiliée à la paroisse Saint-Joseph de la plaine d'Estrées, et accueille des messes dominicales anticipées, certains samedis, à 18 h 30.

## Localisation

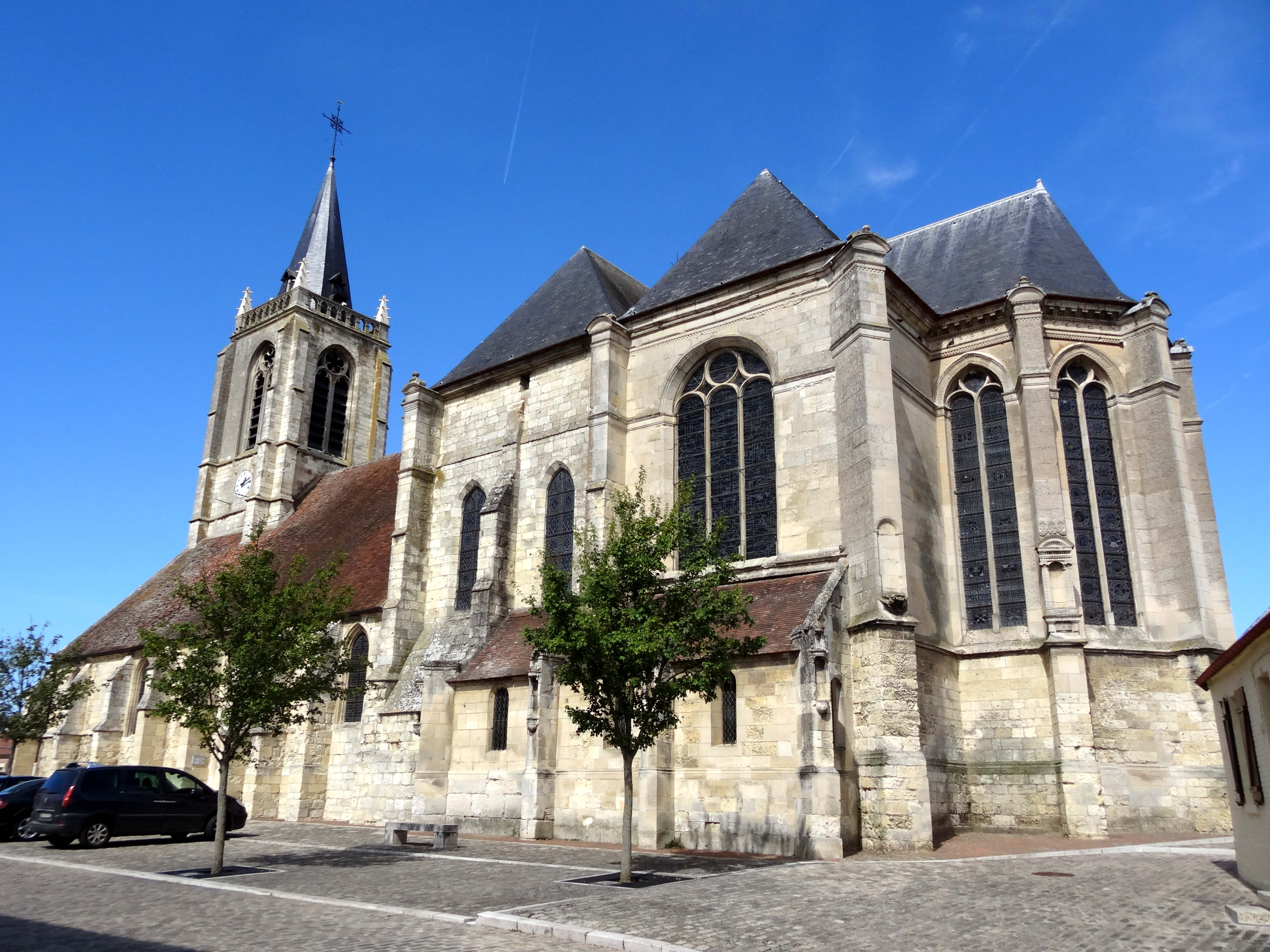
Vue générale depuis le sud-est.

L'église est située en France, en région Hauts-de-France et dans le département de l'Oise, non loin de Compiègne, dans la plaine d'Estrées, sur la commune de Remy. Elle est implantée à l'extrémité nord-est du village, rue de l'Église (RD 122), dans l'axe de la rue, que son haut clocher-porche domine largement. Ensuite, la rue de l'Église contourne l'édifice par le nord, tandis que la rue du Poncelet, qui commence au parvis de l'église, longe toute l'élévation méridionale, avant de dévier vers le sud. Une ruelle relie ces deux axes. Le monument est ainsi bien dégagé de toute construction mitoyenne, et l'on peut en faire le tour. L'on manque toutefois de recul pour apprécier le chevet dans son intégralité.

## Historique

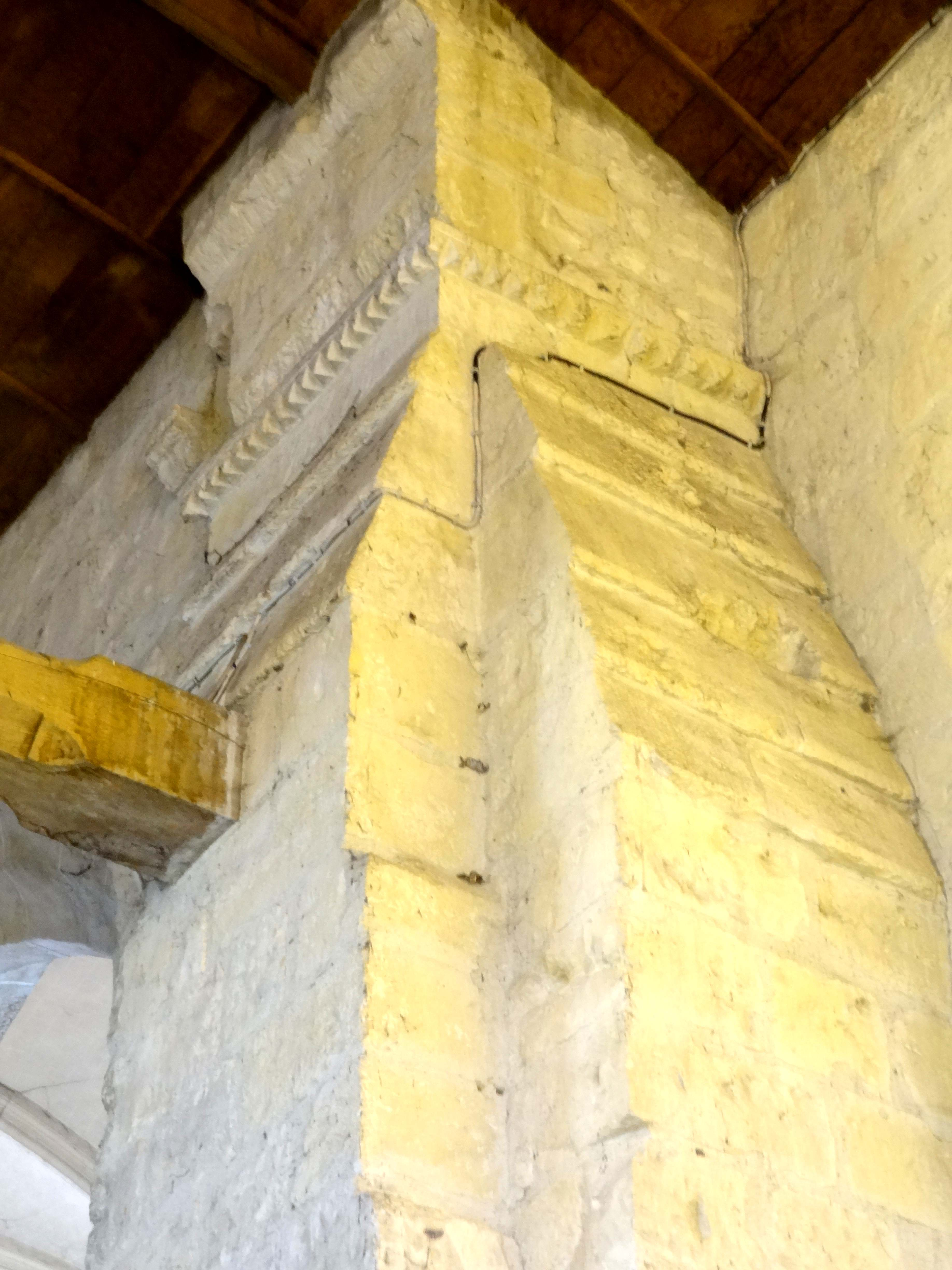
Contreforts nord-ouest de l'ancienne façade.

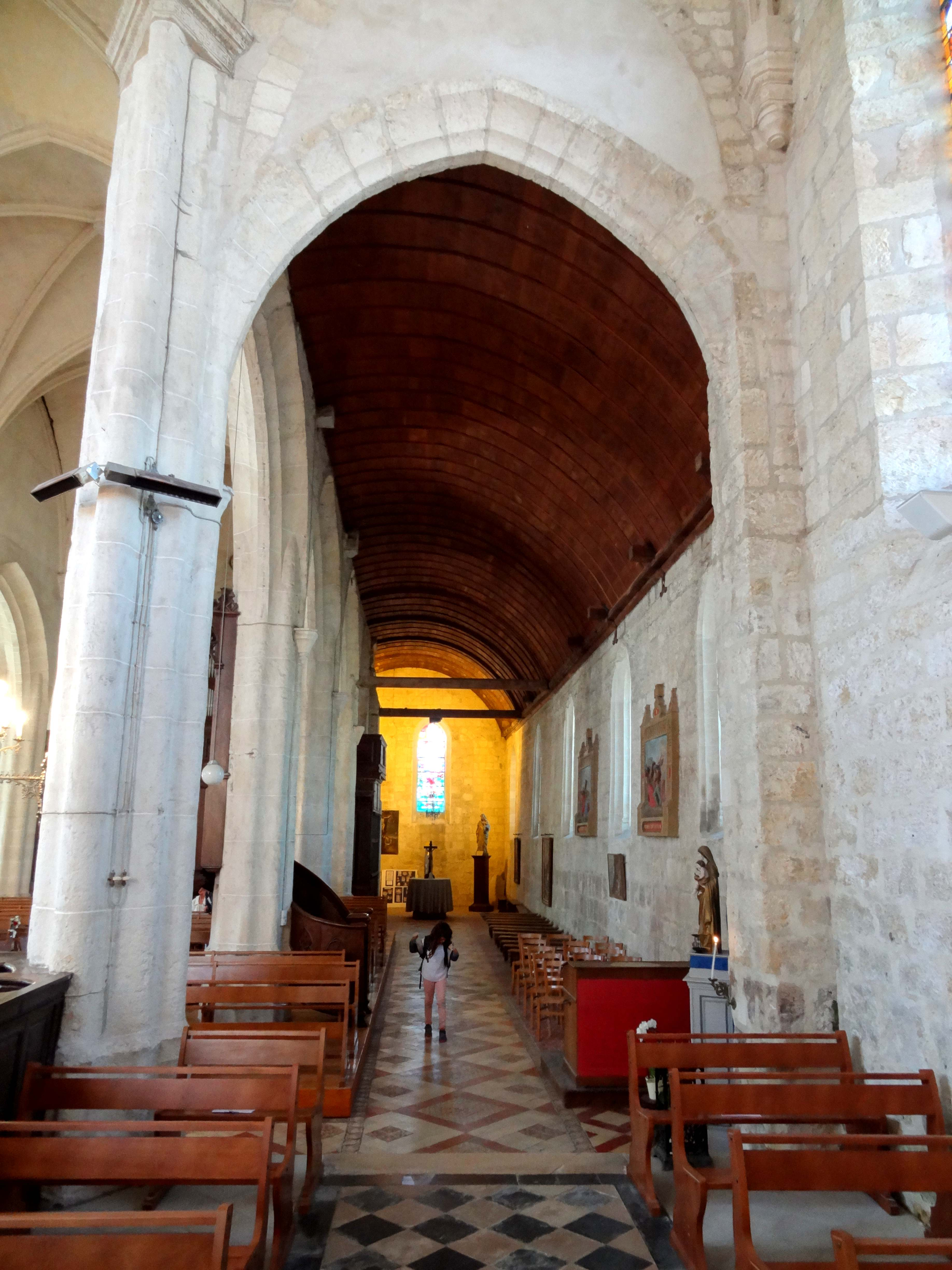
Vue dans le bas-côté nord.

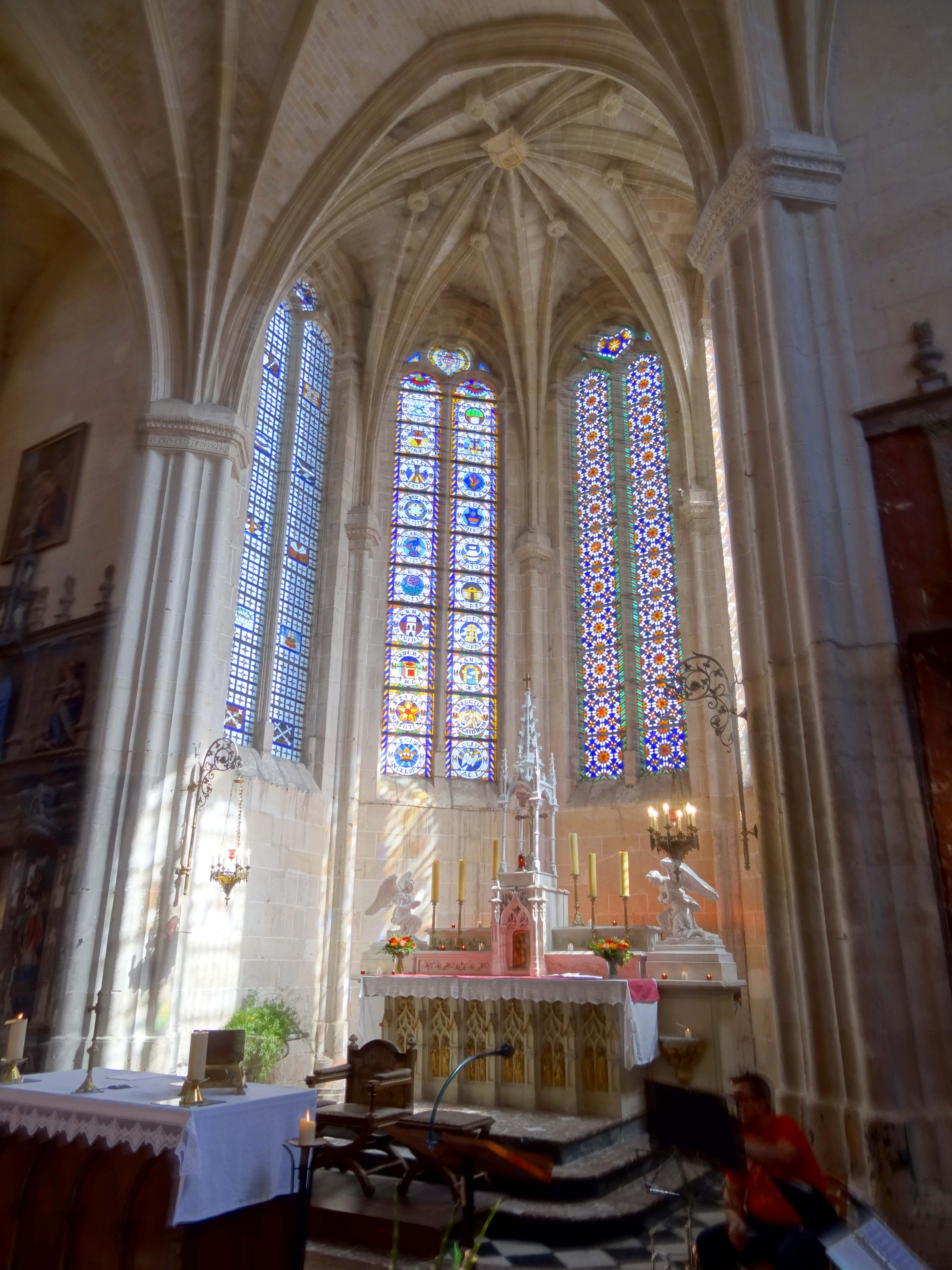
Abside, côté nord-est.

La date de fondation de la paroisse n'est pas connue. Elle n'est pas attestée avant le XIIIe siècle, ce qui n'exclut pas des origines beaucoup plus anciennes. Son saint patron est en effet saint Denis, vocable renvoyant généralement vers les premières fondations. Il évoque également un lien avec la localité voisine d'Estrées-Saint-Denis, et par ce biais, avec l'abbaye de Saint-Denis. Sous l'Ancien Régime, la paroisse relève du doyenné de Coudun, de l'archidiaconé de Breteuil, et du diocèse de Beauvais. Le collateur de la cure est l'évêque de Beauvais. Là aussi, l'on peut voir un indice de l'ancienneté de la paroisse, sachant que les paroisses fondées à partir du XIIe siècle sont généralement contrôlées par un établissement religieux, chapitre, prieuré ou abbaye. Il y a dans l'église quatre chapelles qui constituent des bénéfices séparés. Elles sont dédiées à Saint-Jean, Saint-Jacques, Saint-Nicolas et Saint-Michel. Leurs chapelains sont également à la nomination de l'évêque diocésain. L'église actuelle ne conserve plus guère d'éléments antérieurs au XVe siècle. Ce sont les contreforts à l'angle nord-ouest de l'ancienne façade, donnant sur l'intérieur de l'église ; les murs des bas-côtés en partie ; les murs hauts de la nef ; et les deux murs d'extrémité du transept. Ces parties sont datables du début du XIIIe siècle. L'étude de ces vestiges permet de conclure que l'église de cette époque ne possède probablement pas encore de clocher-porche, et comporte une nef basilicale non voûtée munie de petites fenêtres hautes (toujours conservées dans les combles), et un transept simple, d'une hauteur moindre que le transept actuel. Tout le reste de l'église a été reconstruit à partir de la fin du XVe siècle, en commençant par le clocher, la nef et ses bas-côtés, qui sont de style gothique flamboyant, et en terminant par le chœur, qui est d'un style flamboyant tardif assimilant quelques influences de la Renaissance.
Dans la nef, les grandes arcades sont retaillées, comme à Clermont, mais les piliers sont entièrement refaits à neuf grâce à une reprise en sous-œuvre rendue possible par un étaiement. Cette opération complexe est apparemment moins onéreuse que la construction d'une nouvelle nef de toutes pièces, et offre la possibilité de conserver la charpente et la toiture, et d'assurer la continuité de la célébration du culte. Le transept du XIIIe siècle est en revanche totalement évidé, comme la base de clocher de Litz et le croisillon sud de Verberie, et les parties orientales sont reconstruites en s'affranchissant des contraintes imposées par les limites de l'édifice médiéval, en augmentant sa hauteur et en le prolongeant vers l'est, avec un dédoublement du transept. Le millésime de 1564 gravé sur un mur extérieur, accompagnée de la signature d'un maçon nommée de Sains, est considéré par Louis Graves et Eugène Müller comme date de début de la reconstruction du chœur. Ce dernier auteur en déduit un achèvement vers 1568. Or, contrairement aux apparences, l'achèvement complet se fait probablement encore attendre. Le testament d'Abraham Ravaud, dit Remy (1600-1648), cité d'après Louis Graves, réserve en effet « quatre mille livres tournois pour être employées au bâtiment et construction du nouveau chœur de l'église de remy, suivant les devis et marchés arrêtés par le doyen et principaux habitans dudit lieu avec un architecte de Compiègne ». Abraham Remy avait dans l'église Saint-Denis un mausolée de marbre démoli à la Révolution française. L'apport des différentes campagnes de construction est difficile à apprécier en raison de la grande homogénéité stylistique des parties orientales de l'église, et n'a pas encore fait l'objet d'une étude. Des doutes pèsent même sur la date des voûtes du bas-côté sud de la nef, qui sont en tout cas bien postérieures à la reconstruction flamboyante, et affichent des profils propres à la Renaissance. Mais leur régularité trop parfaite, leur sécheresse et leur absence de tout décor sculpté sont symptomatiques d'une réalisation tardive du XIXe siècle. Des voûtes de la haute-nef, l'on sait avec exactitude qu'elles ont été réalisées en matériaux légers au XIXe siècle, sous le ministère de l'abbé Théodore-Cyrille Deligny, qui débute le 20 octobre 1861.
Venu de Jonquières, il remplace son confrère l'abbé Beaufils, dont l'état de santé est fragile, et qui meurt le 9 novembre de la même année. Comme auparavant à Jonquières, l'abbé Deligny se lance dans la restauration de l'église, et ne se laisse pas dissuader par le manque de moyens. En accord avec le conseil de fabrique et le conseil municipal, il entreprend une restauration intérieure, qu'il paie entièrement sur ses propres deniers (17 380 francs), et extérieure, qui porte notamment sur l'amélioration de l'aspect du clocher, et est partagée entre la commune (7 317 francs) et la fabrique (1 766 francs). Depuis sa destruction par un ouragan en 1725, le clocher n'avait plus de flèche. Elle reçoit maintenant une flèche octogonale en charpente, recouverte d'ardoise, et une balustrade autour de la plate-forme à son sommet. Les baies de l'étage de beffroi sont agrémentés de réseaux d'inspiration gothique rayonnante, et une rosace est percée au-dessus du portail. En outre, quatre fenêtres sont bouchées dans les murs des bas-côtés, car jugées mal placées, et sept nouvelles fenêtres sont percées. Mais ce que l'on retient surtout de l'abbé Deligny, sont les huit verrières du transept et de l'abside, réalisées par ses propres soins, et totalisant 180 m2 de surface vitrée. Elles sont facturées trente francs le mètre carré. Malgré sa faible participation, la fabrique doit se déclarer insolvable au début de l'année 1873. L'abbé Deligny continue de desservir la paroisse jusqu'à quelques mois après ses soixante-quinze ans. En septembre 1883, il devient aumônier du Carmel de Compiègne, ce qui revient à une prise de retraite. Il laisse le presbytère, construit sur ses propres deniers, à son successeur. Quatre ans plus tard, il meurt, et laisse par son testament 200 francs pour les pauvres de Remy, un ostensoir en vermeil d'une valeur de 250 francs, et le presbytère. Mais avec l'acceptation du presbytère, la commune doit s'engager à l'utiliser exclusivement à titre de presbytère, et engager annuellement la somme de 400 francs pour le bureau de bienfaisance, un prix de vertu et vingt-six messes basses. L'indemnité de logement à verser à un curé n'étant que de 200 francs, le préfet ordonne de décliner ce legs. Le presbytère devient ainsi la propriété du diocèse, qui le vend rapidement à la commune pour le prix de 7 000 francs.
Sous la Première Guerre mondiale, Remy se trouvant près du front, l'église est touchée par des obus en 1914 et 1918. Afin de tenir compte du besoin de travaux de réparation et de permettre leur prise en charge par l'État, l'église Saint-Denis est classée au titre des monuments historiques par arrêté du 5 février 1920. Elle constitue, au-delà, un édifice remarquable pour ses dimensions exceptionnellement généreuses, et pour le style original de ses parties orientales. Sous la Seconde Guerre mondiale, l'église est une nouvelle fois endommagée par des obus en juin 1940, et des restaurations d'urgence sont entreprises à l'instigation de l'architecte en chef des monuments historiques, Jean-Pierre Paquet. Mais le 2 août 1944, une explosion occasionne des dégâts encore plus lourds, et plusieurs verrières sont soufflées. Elles sont restaurées au cours des années 1950. Depuis cette date, l'église Saint-Denis a bénéficié d'une restauration presque intégrale. Remy n'est plus une paroisse indépendante. Si la paroisse (ou succursale selon la terminologie officielle de l'Empire) de Remy intègre la paroisse voisine de Lachelle dès le XIXe siècle, elle se trouve maintenant à son tour affiliée à celle d'Estrées-Saint-Denis, qui a pour vocable Saint-Joseph, et s'étend sur quatorze communes. Des messes dominicales anticipées sont célébrées à Remy certains samedis à 18 h 30.

## Description

### Aperçu général

Plan de l'église.

Régulièrement orientée, l'église répond à un plan cruciforme presque symétrique, rendu irrégulièrement seulement par la différence des plafonds des deux bas-côtés de la nef, et la présence d'une sacristie de trois travées au sud du transept, qui fait pendant à un ancien enfeu de deux travées au nord du deuxième transept. Hormis ces deux annexes et l'abside à cinq pans qui déborde à l'est, le plan de l'église s'inscrit dans un rectangle. Il se compose d'un narthex, qui est la base du clocher-porche occidental ; d'une nef aveugle de quatre travées, accompagnée de deux bas-côtés, qui commencent une travée plus loin à l'ouest, au même niveau que le clocher ; de deux transepts successifs ; d'une abside à pans coupés ; d'une petite sacristie au sud du transept ; et d'un ancien enfeu ou peut-être loge seigneuriale au nord du deuxième transept. L'édifice est de dimensions considérables : il atteint 39 m de longueur et 17 m de largeur. La nef, le transept et l'abside sont voûtés d'ogives à la même hauteur. Le bas-côté sud est également voûté d'ogives, tandis que le bas-côté nord demeure recouvert d'un plafond lambrissé en quart-de-cercle. L'on accède à l'église par le portail occidental dans la base du clocher, par un portail latéral au milieu du bas-côté sud, ou par une petite porte à l'est de l'ancien enfeu. Le clocher est coiffé d'une flèche néo-gothique. Nef et bas-côtés sont recouverts ensemble d'une large toitures à deux rampants, avec deux demi-pignons en façade. Les quatre croisillons du double transept sont couverts en pavillon.

### Intérieur

#### Narthex

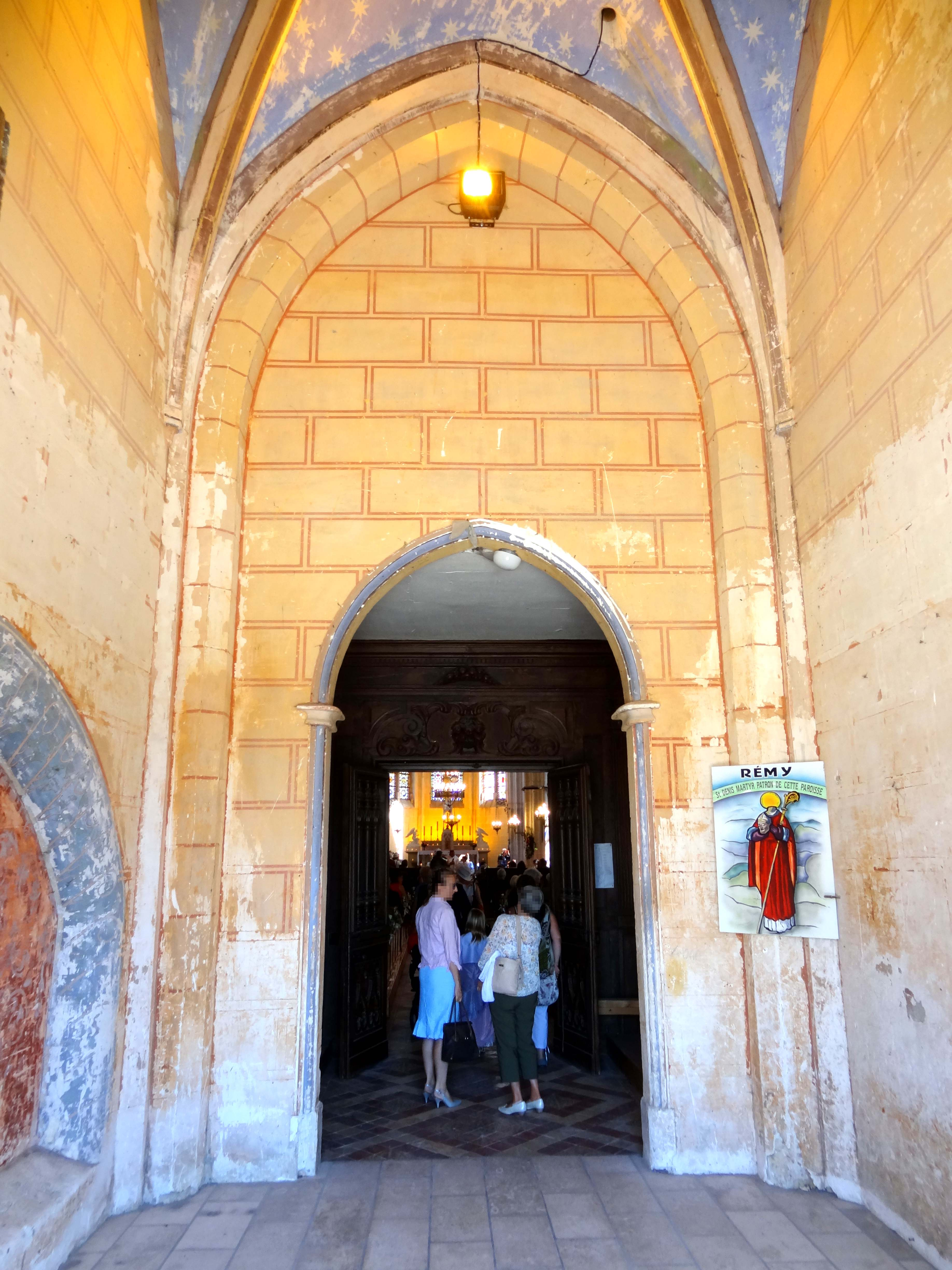
Narthex, vue vers l'est.

En entrant par le portail occidental, on se trouve dans un narthex, affublé d'une polychromie architecturale du XIXe siècle, et séparé de la nef par une arcade en tiers-point, puis par une porte à deux vantaux ajourés dans la tribune occidentale, qui n'est à Remy pas aménagée à l'étage du narthex. Ni l'arcade, ni la voûte, également en tiers-point, montrent un caractère architectural bien précis. Le profil des ogives est angulaire, et très simple, et des arc formerets sous la forme d'un rang de claveaux non moulurés n'existent qu'à l'ouest et à l'est. Les ogives sont reçues sur des culots, mais les formerets descendent jusqu'au sol. Sous le formeret et entre ses deux piliers engagés, le mur oriental est presque entièrement occupé par une grande arcade bouchée, qui suggère que le narthex aurait primitivement été ouvert sur la nef. Par ailleurs, une arcade en plein cintre bouchée, toujours bien visible depuis le bas-côté sud, existe dans le mur méridional du narthex. Si l'on ne peut exclure qu'une telle arcade a également existé au nord, elle a rapidement dû être remplacée par un enfeu, comme le donne à penser une basse arcade bouchée en anse de panier visible au nord du narthex. Quoi qu'il en soit, l'existence d'anciennes arcades de deux côtés tend à démontrer que la base du clocher était initialement ouverte sur la nef et au moins un bas-côté, et par conséquent, le clocher-porche a toujours disposé d'un portail à l'ouest, et été accosté de bas-côtés. Or, les contreforts nord-ouest de l'ancienne façade de la nef font saillie dans le bas-côté nord, à l'intersection des deux premières travées, et le clocher-porche n'a donc pas toujours existé. Par conséquent, il doit être contemporain des bas-côtés actuels, bien que les contreforts latéraux du clocher soient distincts des murs occidentaux des bas-côtés. Comme le souligne déjà Eugène Lefèvre-Pontalis, l'unique clocher-porche du XIIIe siècle dans le Beauvaisis et le Valois est Thourotte.

#### Nef

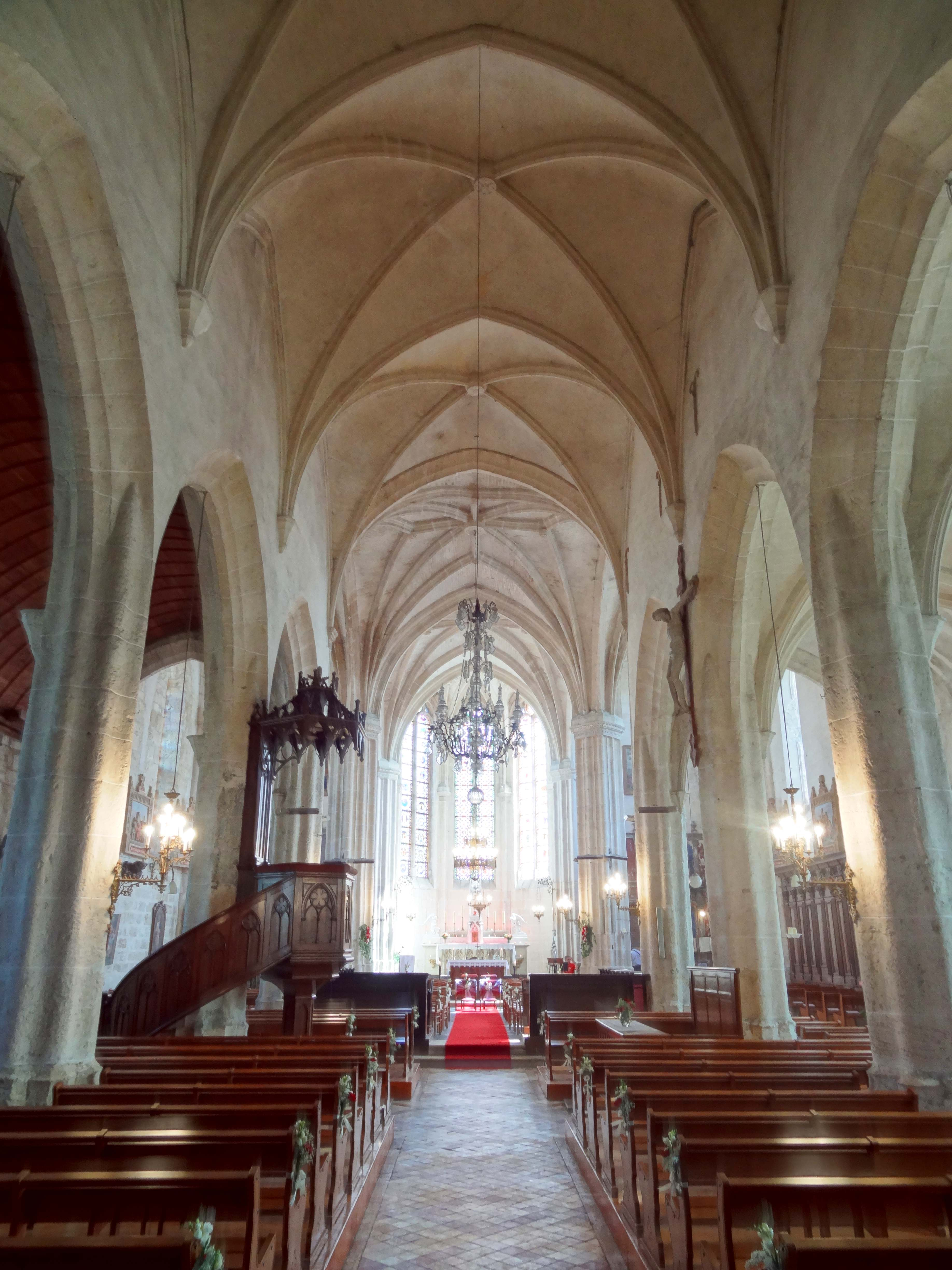
Nef, vue vers l'est.

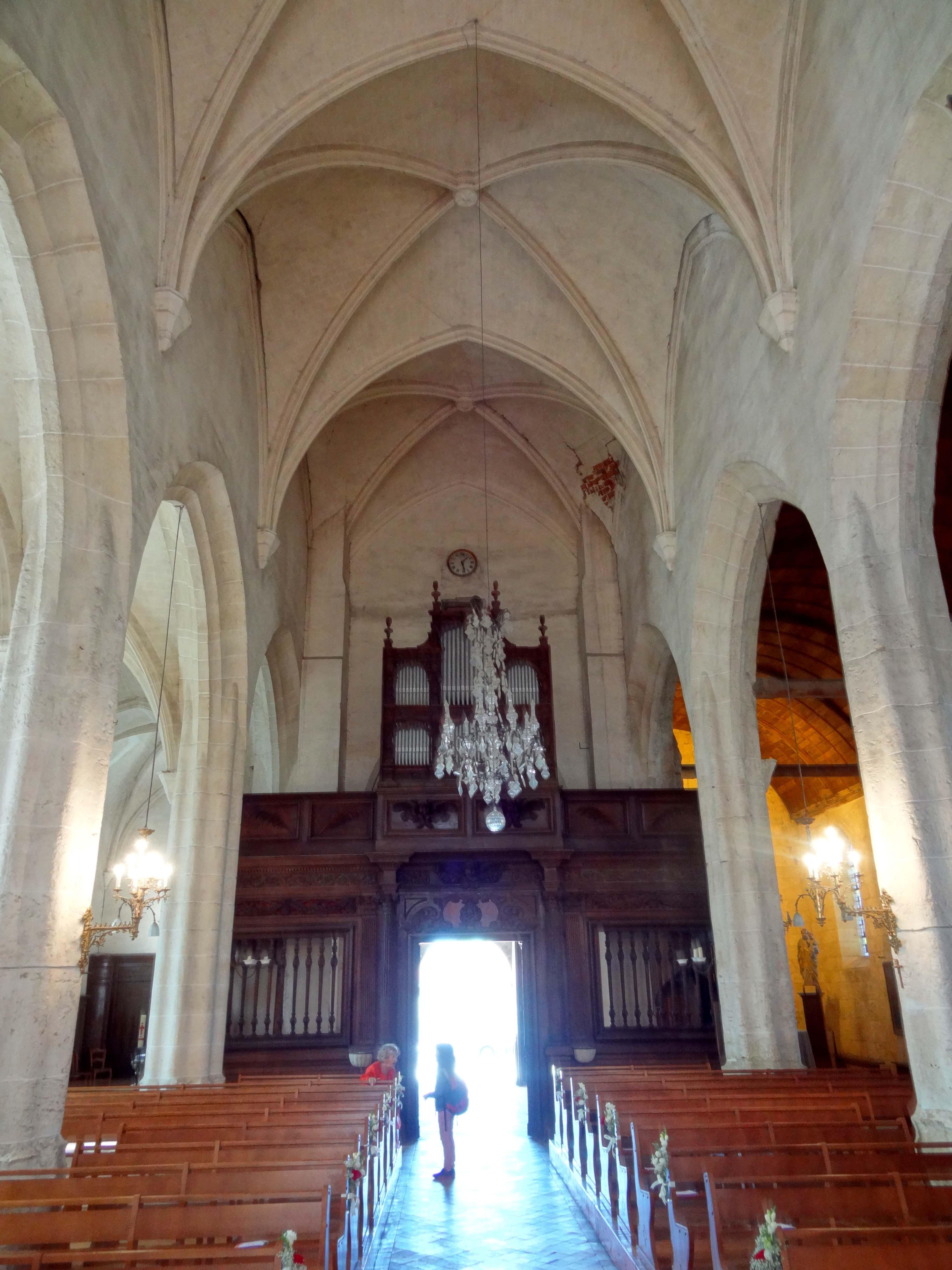
Nef, vue vers l'ouest.

Dans sa forme actuelle, la nef est assez éloignée de ce qu'elle fut après sa reconstruction à partir de la fin du XVe siècle, quand elle devait être recouverte d'une charpente en carène renversée dissimulée en partie par un lambris en forme de voûte en berceau brisé, comme toujours à Bailleval, Catenoy, Heilles, Hodenc-en-Bray, Mogneville, Monchy-Saint-Éloi, Roberval, Saint-Martin-des-Champs (Paris), etc. Elle était ainsi encore plus élevée, car le volume des combles était en grande partie rattaché à l'espace intérieur, alors que les voûtes sont toujours comprises entre les murs gouttereaux. Cependant, la nef conserve des proportions élancées, avec une hauteur équivalente à deux fois la largeur. La moitie de la hauteur correspond aux piliers des grandes arcades, et l'autre moitié est partagée entre les arcades et les lunettes des voûtes, dont la retombée s'effectue au niveau du sommet des arcades. Mais la nef de Remy manque d'éclairage par la lumière naturelle, et est plongée dans une pénombre en permanence. En effet, le clocher-porche empêche le jour d'entrer par la façade occidentale, où les nefs flamboyantes ont souvent leur unique fenêtre. Avec ses fenêtres hautes, même petites, la nef ferait certainement meilleur effet, d'autant plus que les voûtes sont reçues sur des culs-de-lampe assez frustes décorés uniquement de moulures, et que leurs supports ne constituent donc pas un élément structurant. Il est vrai qu'à la seconde moitié du XIXe siècle, peu de paroisses résistent à la tentation du voûtement néo-gothique, facilité par des éléments préfabriqués nouvellement disponibles, et tout ceci motivé par les convictions que les églises non voûtées paraissent inachevées ou pauvres, et manquent de solennité. Les fausses voûtes d'ogives investissent alors un grand nombre d'églises : Ansacq, Balagny-sur-Thérain, Beaumont-sur-Oise, Breuil-le-Vert, Clermont, Fitz-James, Maimbeville, Néry, La Neuville-en-Hez, Nointel, Sacy-le-Grand, Venette, etc.
Les grandes arcades sont au nombre habituel de quatre au nord et au sud, et affectent un tracé en tiers-point. Leur profil est d'une grande simplicité : un intrados méplat entre une moulure concave et une large gorge. Ce profil, que l'on peut qualifier de rudimentaire à une époque qui tend plutôt vers la complication de la modénature, reste généralement limitée à une partie des arcades et nervures dans les églises de la région : croisée du transept d'Avrechy ; ogives et doubleaux de Blaincourt-lès-Précy ; croisée du transept de Berville, grandes arcades retaillées au nord de la nef de Clermont ; doubleaux également retaillés de la nef et de la base du clocher de Cauvigny ; nef de Jonquières ; chœur de Magny-en-Vexin ; arcades sous le clocher de Précy-sur-Oise ; une arcade du collatéral de Presles ; grandes arcades de La Roche-Guyon ; grandes arcades du sud de Saint-Clair-sur-Epte, taillées dans un mur préexistant ; croisée du transept de Vétheuil ; etc. (le nombre des moulures peut varier). Ce n'est qu'à La Chapelle-en-Serval qu'un tel profil a été appliqué sur la totalité de l'église. À Remy, il s'explique, comme si souvent, par la circonstance que les grandes arcades du XIIIe siècle ont simplement été retaillées. Elles ne concordent pas avec le profil des piliers, qui sont ondulés à huit renflements, et non simplement monocylindriques, ce qui est souvent le cas dans les édifices flamboyants construits sous des contraintes économiques. Ces piliers ondulés constituent le type de support le plus fréquent à la première moitié du XVIe siècle, et se rencontre à Armancourt, Clermont, Chevrières, Jaux, Maimbeville, Raray, Roberval, Venette, Verneuil-en-Halatte, etc. Les bases sont indépendantes à chaque ondulation, et présentent deux boudins séparés par une section octogonale. Chaque base repose ainsi sur son propre socle octogonale, qui repose à son tout sur un grand socle octogonale commun à l'ensemble du pilier. Au-dessus des piliers, les moulures des arcades dessinent un triangle aigu, au lieu de laisser la place à une ondulation montant le haut des murs, ce qui démontre l'intention de ne pas voûter la nef. Dans le même sens va l'absence de piliers engagés dans les bas-côtés.

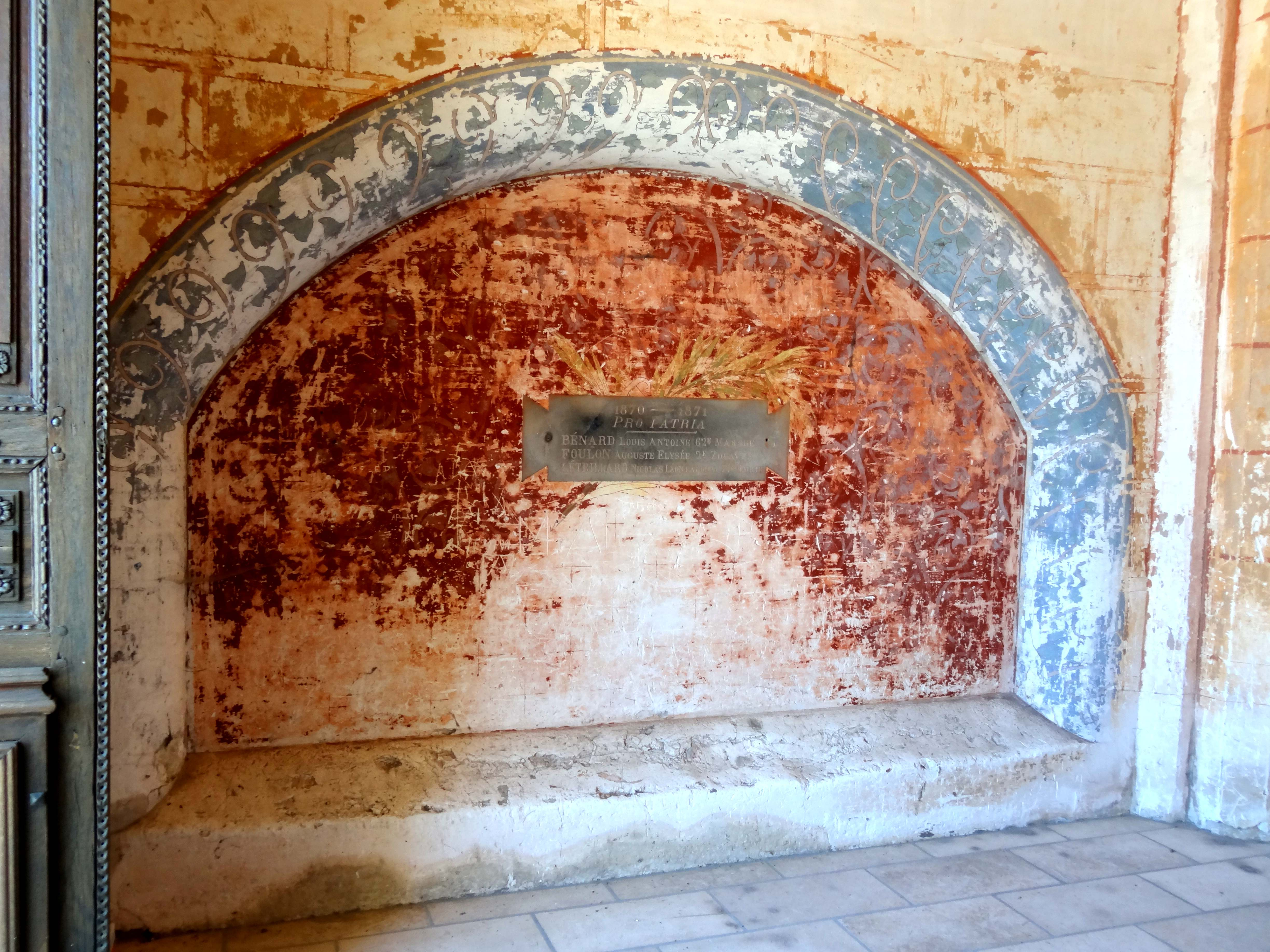
Ancien enfeu (?).
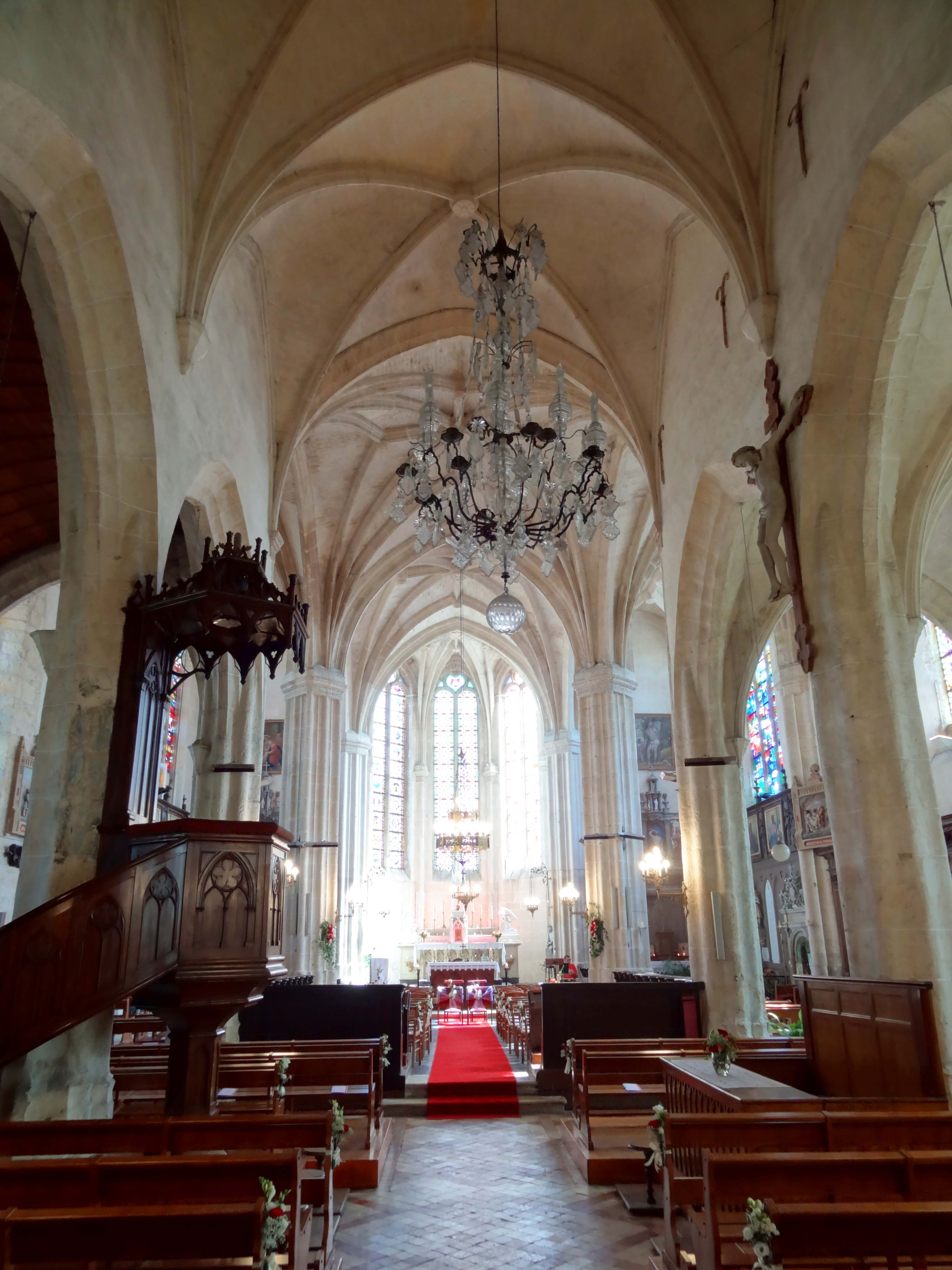
Nef, vue vers l'est.
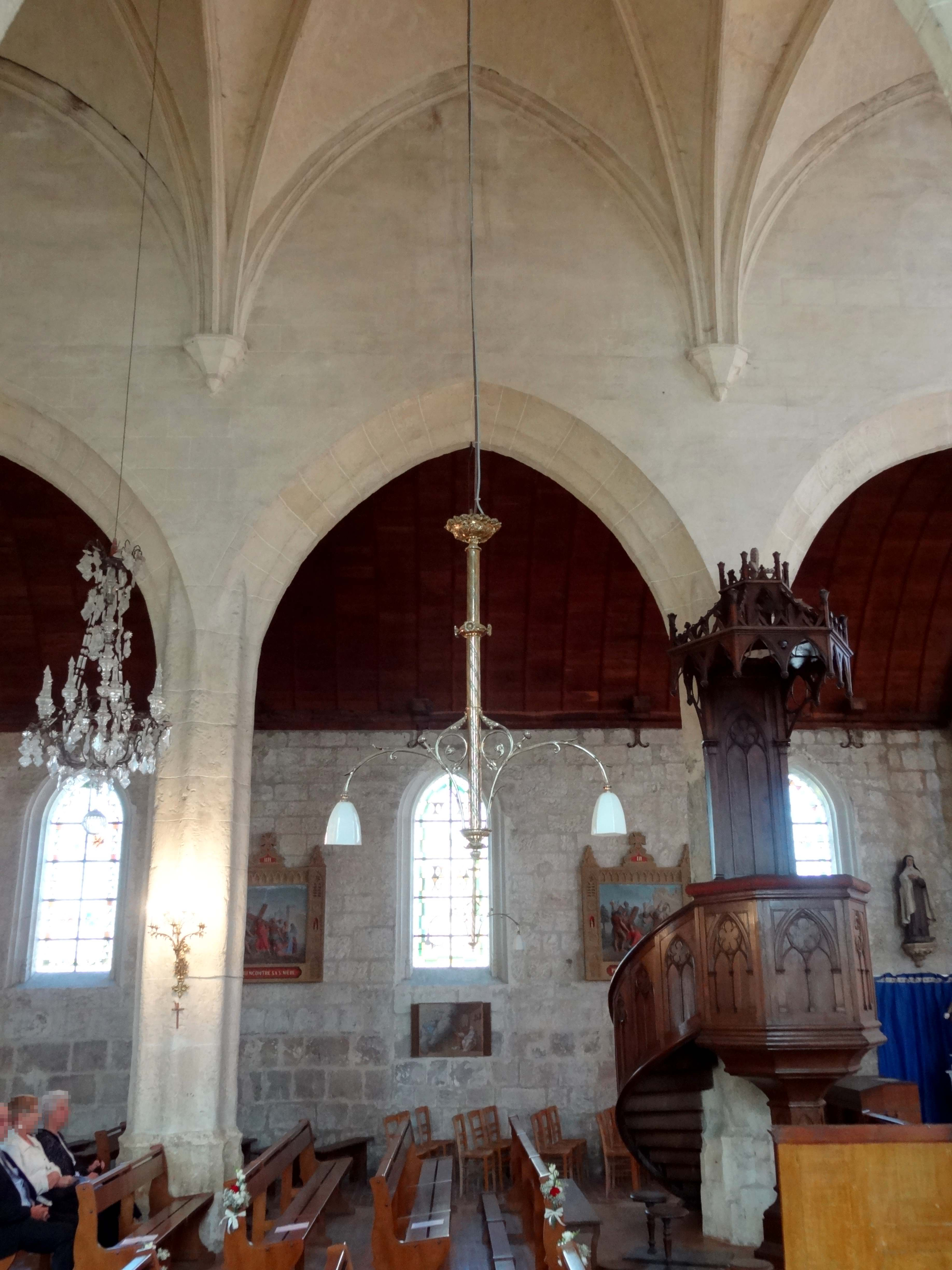
Nef, 3e travée, côté nord.
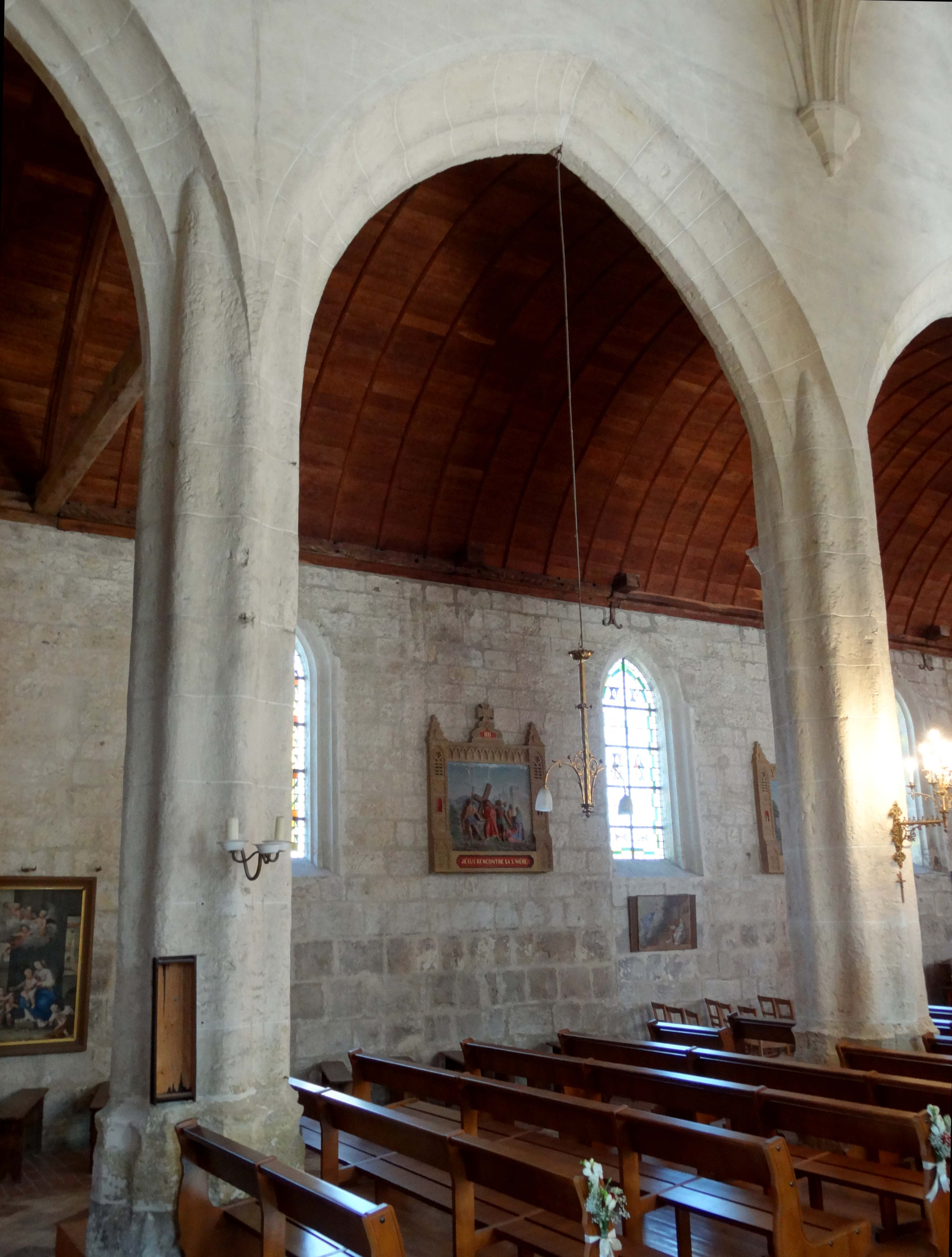
Nef, 2e arcade du nord.
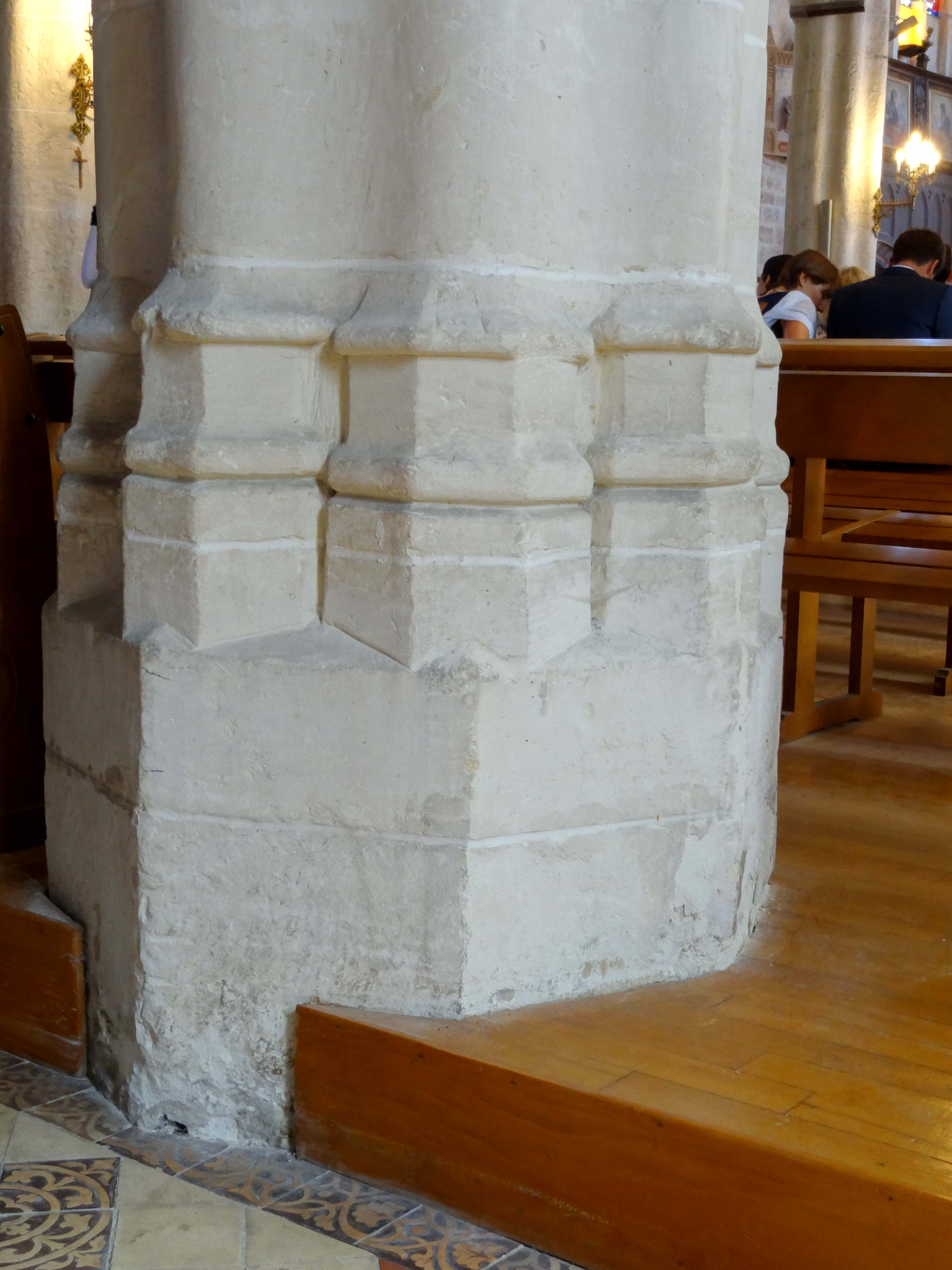
Nef, base des piliers.
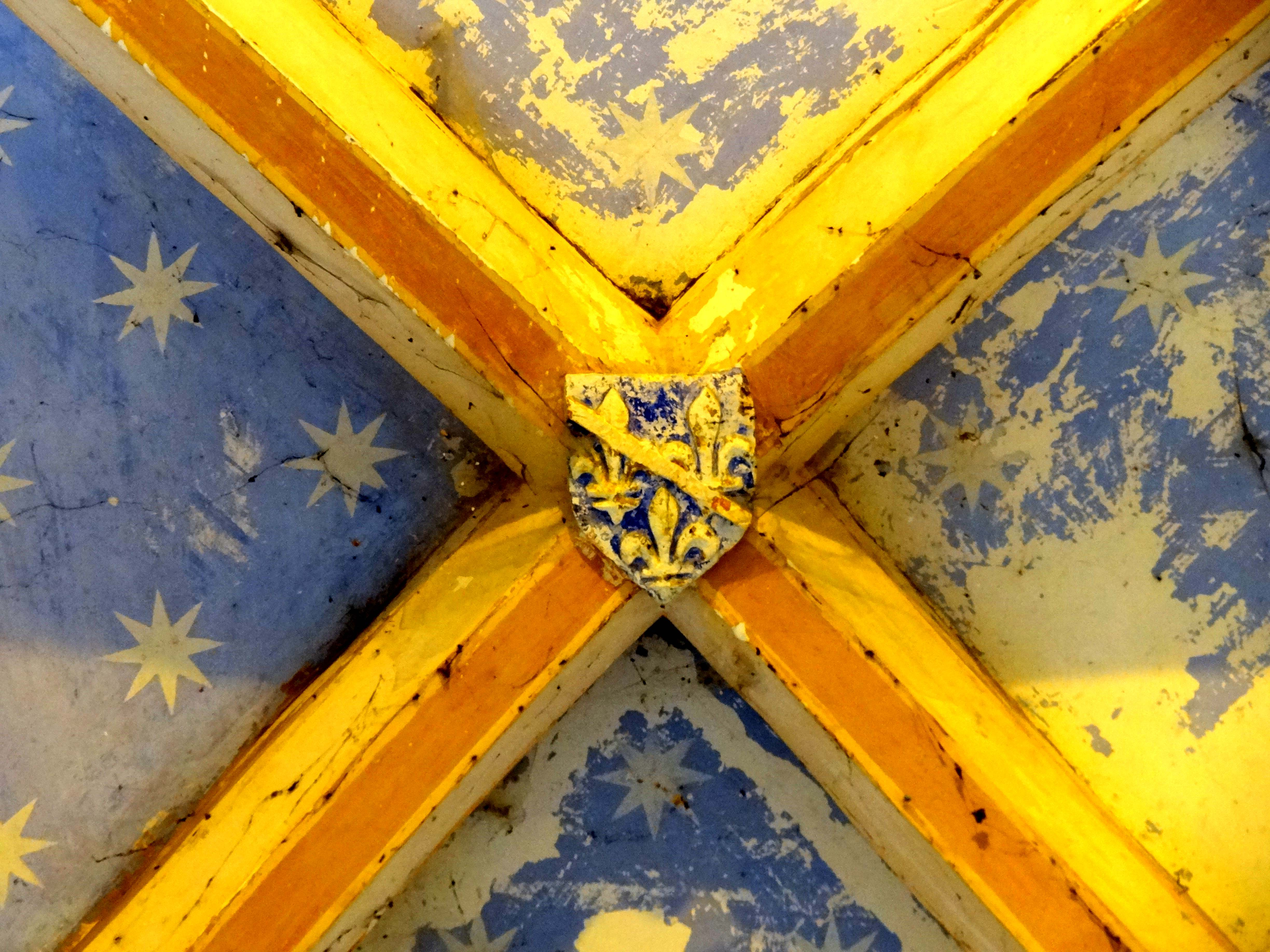
Narthex, clé de voûte.

#### Bas-côtés

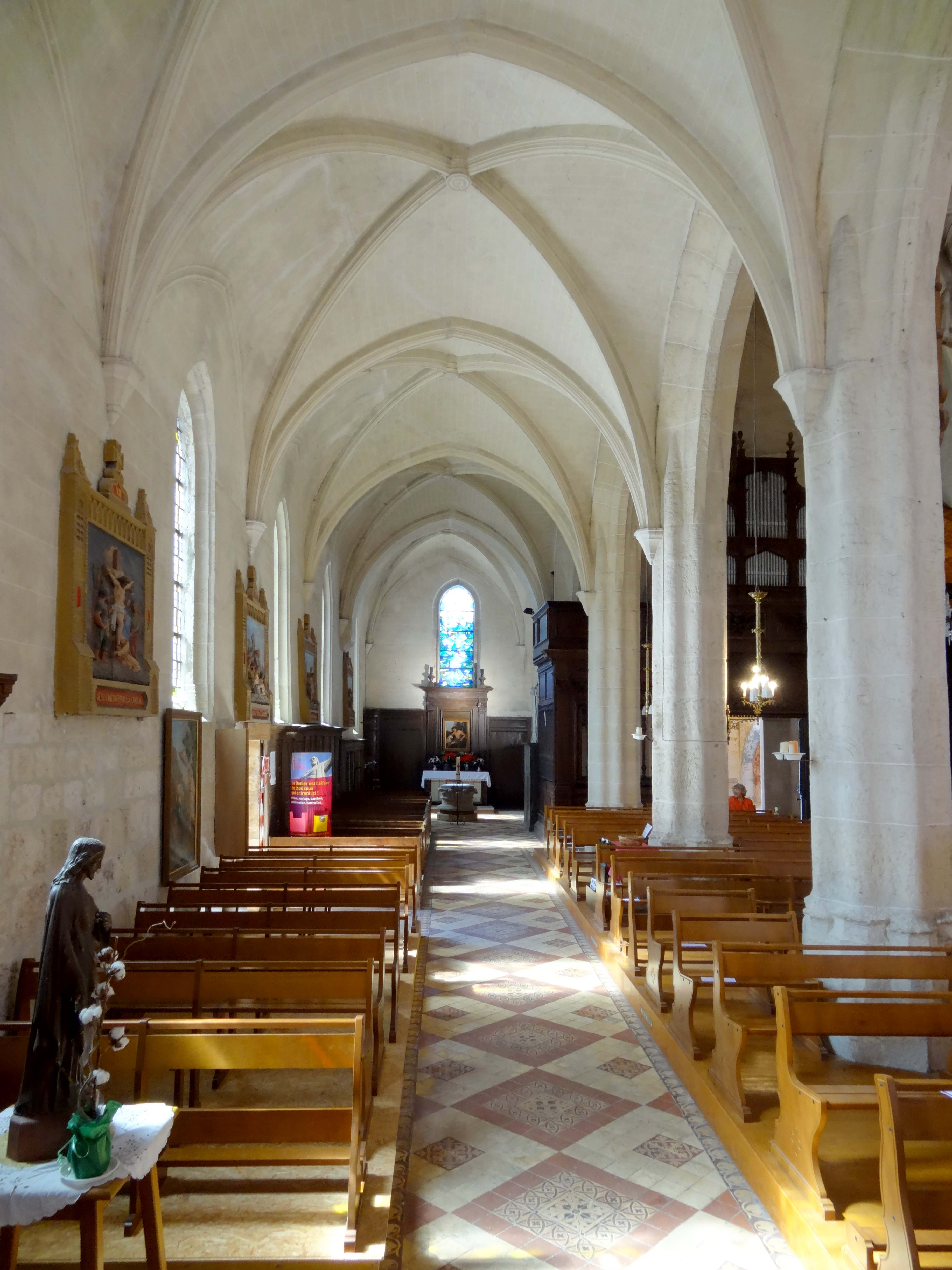
Bas-côté sud.

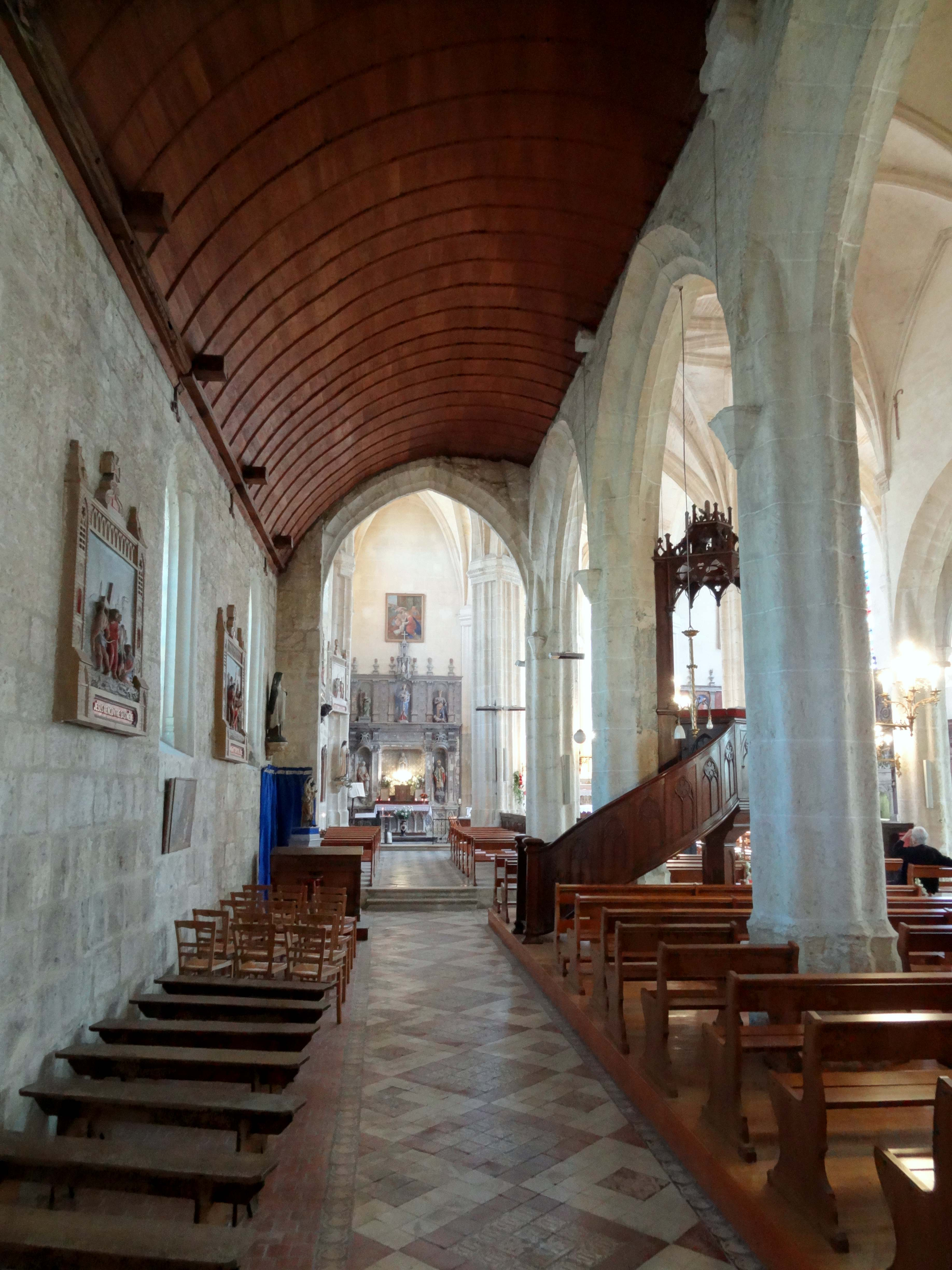
Bas-côté nord.

L'élévation extérieure du bas-côté sud déroute par le nombre important des contreforts, suggérant autant de travées, et leur espacement irrégulier. Cette particularité ne s'explique pas. L'on peut juste retenir qu'en l'absence de voûtement, il n'y a pas de réelle subdivision en travées à l'intérieur, et que les irrégularités perçues à l'extérieur ne se ressentent pas comme telles à l'intérieur. La comparaison entre l'état actuel et un dessin aquarellé de Leré, daté de 1815, et publié par Jean-Marie Caudron, montre que le portail latéral se situait initialement davantage à l'ouest, à l'emplacement de la troisième fenêtre. Cette fenêtre est donc des années 1862 / 1873. C'est aussi le cas de la première fenêtre, qui se situait initialement davantage à l'est, et de la dernière (cinquième) fenêtre. Les contours des deux fenêtres bouchées sont encore bien visibles à l'extérieur, de même que le piédroit gauche de l'ancien portail. La baie occidentale a été exhaussée en la prolongeant vers le bas. Ces modifications n'ont pas été effectuées de manière hâtive ou superficielle, car les baies anciennes et modernes sont entourées des mêmes moulures, à savoir trois moulures concaves de largeur différente, et ces moulures sont même munies de bases. De même, le profil des ogives et doubleaux (qui est identique) est judicieusement choisi, et conforme au style de la seconde moitié du XVIe siècle. L'on s'étonne seulement que toutes les clés de voûte soient identiques, et seulement décorées de disques discrètement sculptés. En plus, le formeret méridional est situé beaucoup plus bas que la grande arcade en face au nord, puisque la hauteur du mur gouttereau était insuffisant pour un voûtement régulier. Pour savoir si ces voûtes sont du XIXe siècle, il conviendrait de vérifier la position des anciennes fenêtres par rapport aux retombées des voûtes, sachant que les fenêtres s'inscrivent largement sous les lunettes des voûtes, et doivent donc être correctement positionnées.
Dans le bas-côté nord, le nombre de contreforts concorde avec le nombre de fenêtres et de travées, et il n'a apparemment pas fait l'objet de remaniements notables au troisième quart du XIXe siècle. Aucune des fenêtres septentrionales n'est entourée de moulures à l'extérieur, en quoi ces fenêtres s'apparentent à celles du transept du XIIIe siècle. À l'intérieur, il en va de même de la baie de la première travée. Les suivantes sont entourées des mêmes moulures que leurs homologues au sud. Le bas-côté nord est d'un grand intérêt historique pour sa charpente lambrissée, car la plupart des nefs lambrissées conservées aujourd'hui dans la région sont des nefs uniques, sans bas-côtés, et le plafond des bas-côtés non voûtés n'est le plus souvent que le revers du toit en appentis. En l'occurrence, le lambris est très soigné, et décrit un quart-de-cercle, ce qui correspond à la moitié d'une charpente en carène renversée. Dans la travée au nord du clocher, qui est plus large, l'hémicycle est presque plein. De la charpente proprement dite, l'on n'aperçoit qu'un dernier entrait laissé en place et la panne sablière, qui est sculptée de différents types de torsades entre deux fines moulures concaves. Malheureusement, les sections remplacées lors des restaurations n'ont pas été refaites à l'identique, et le décor sculpté n'est plus présent sur toute la longueur du mur. En effet, le lambris était à une certaine époque, celle du voûtement du bas-côté sud, voué à la disparition. Le voûtement d'ogives du bas-côté nord a déjà commencé par l'engagement de culots dans les piliers des grandes arcades. Reste encore à signaler les deux contreforts orthogonaux à l'angle nord-ouest de l'ancienne façade occidentale de la nef, qui est visible depuis la première travée du bas-côté. Ces contreforts sont encore relativement peu saillants, et s'amortissent par un glacis pentu sans larmier, ce qui suggère plutôt le XIIe siècle que le XIIIe siècle. Ils sont surmontés d'un rang de têtes de clous.

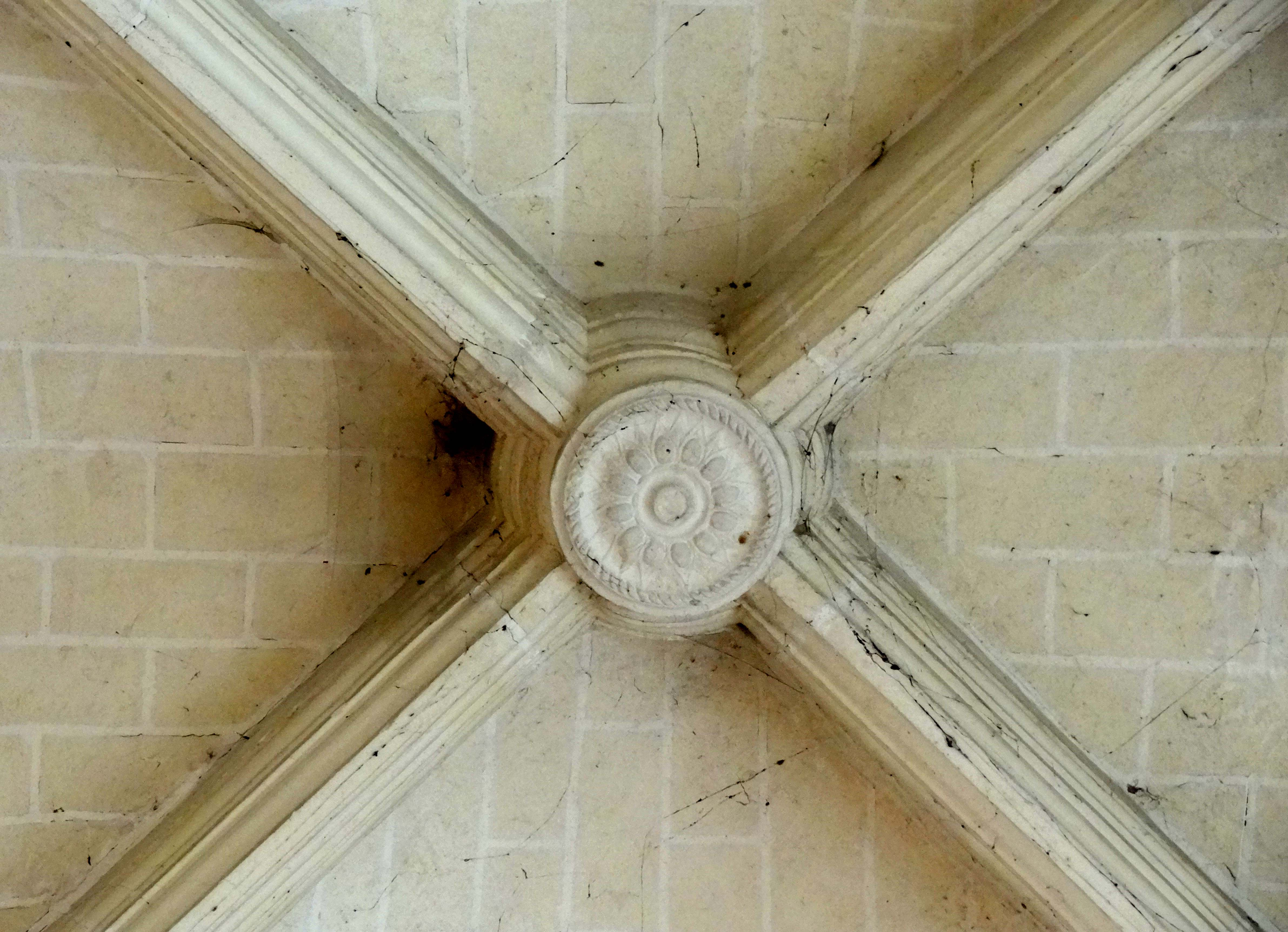
Bas-côté sud, clé de voûte.
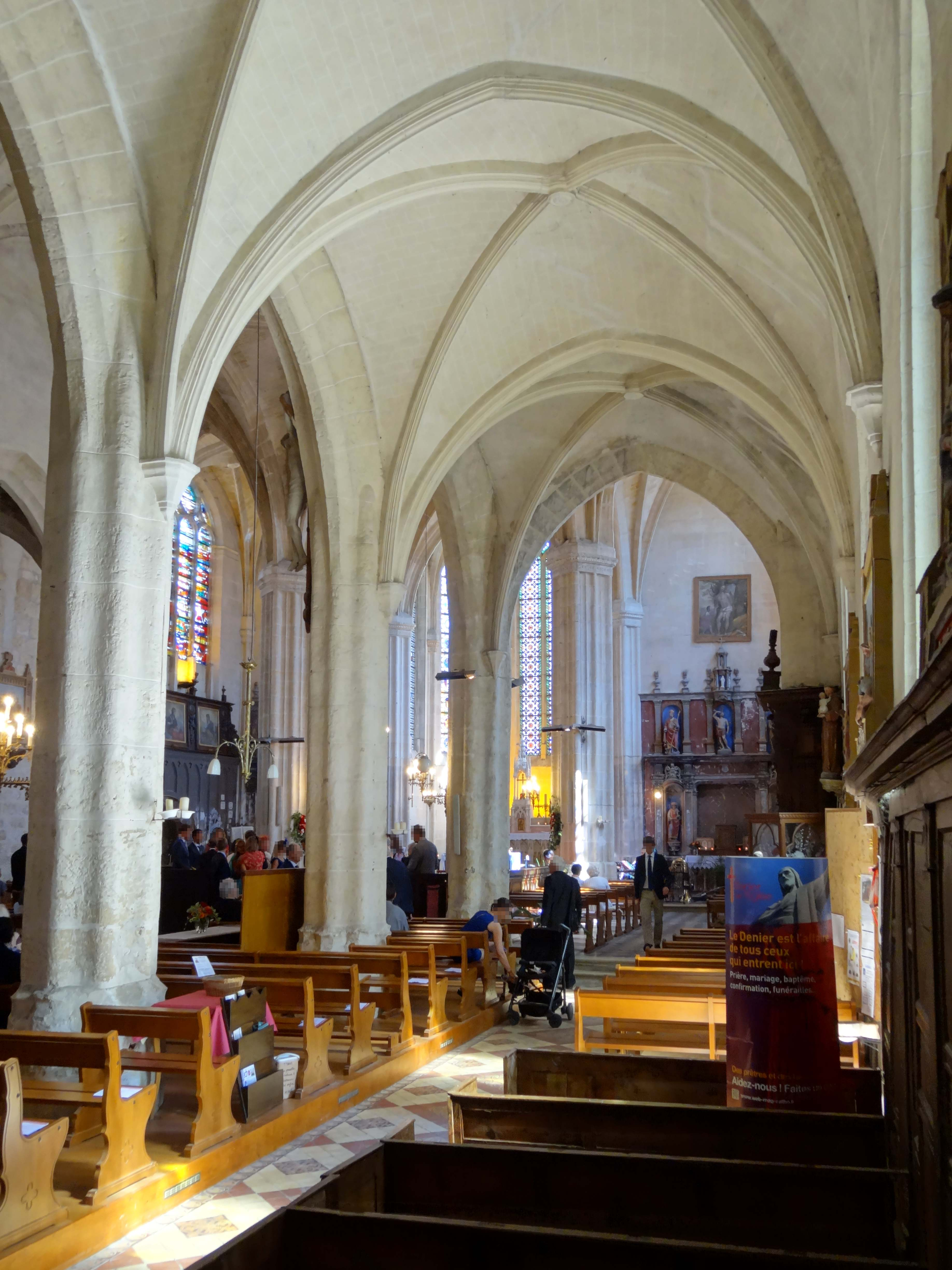
Bas-côté sud, vue vers l'est.
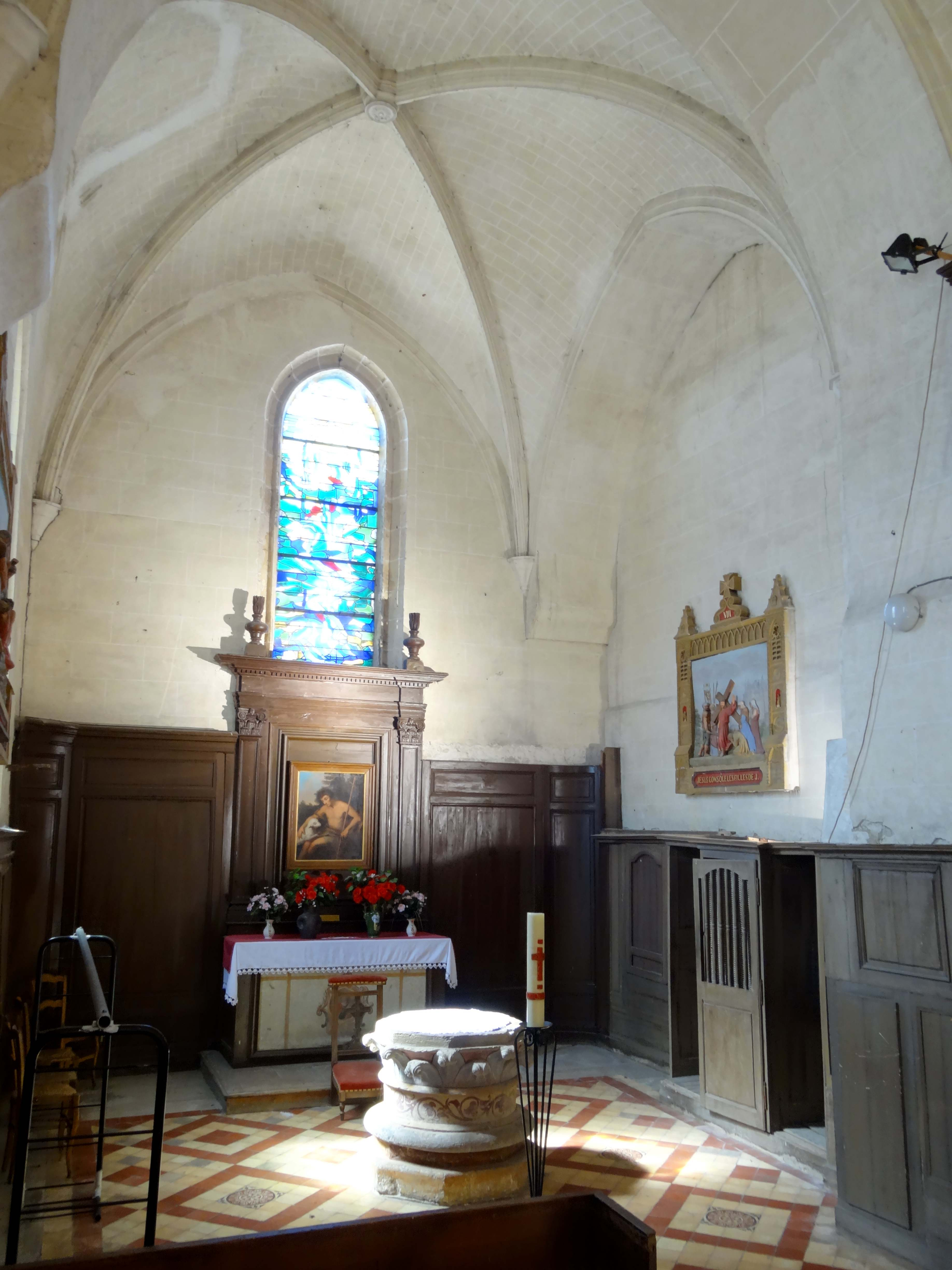
Bas-côté sud, travée à côté du clocher.
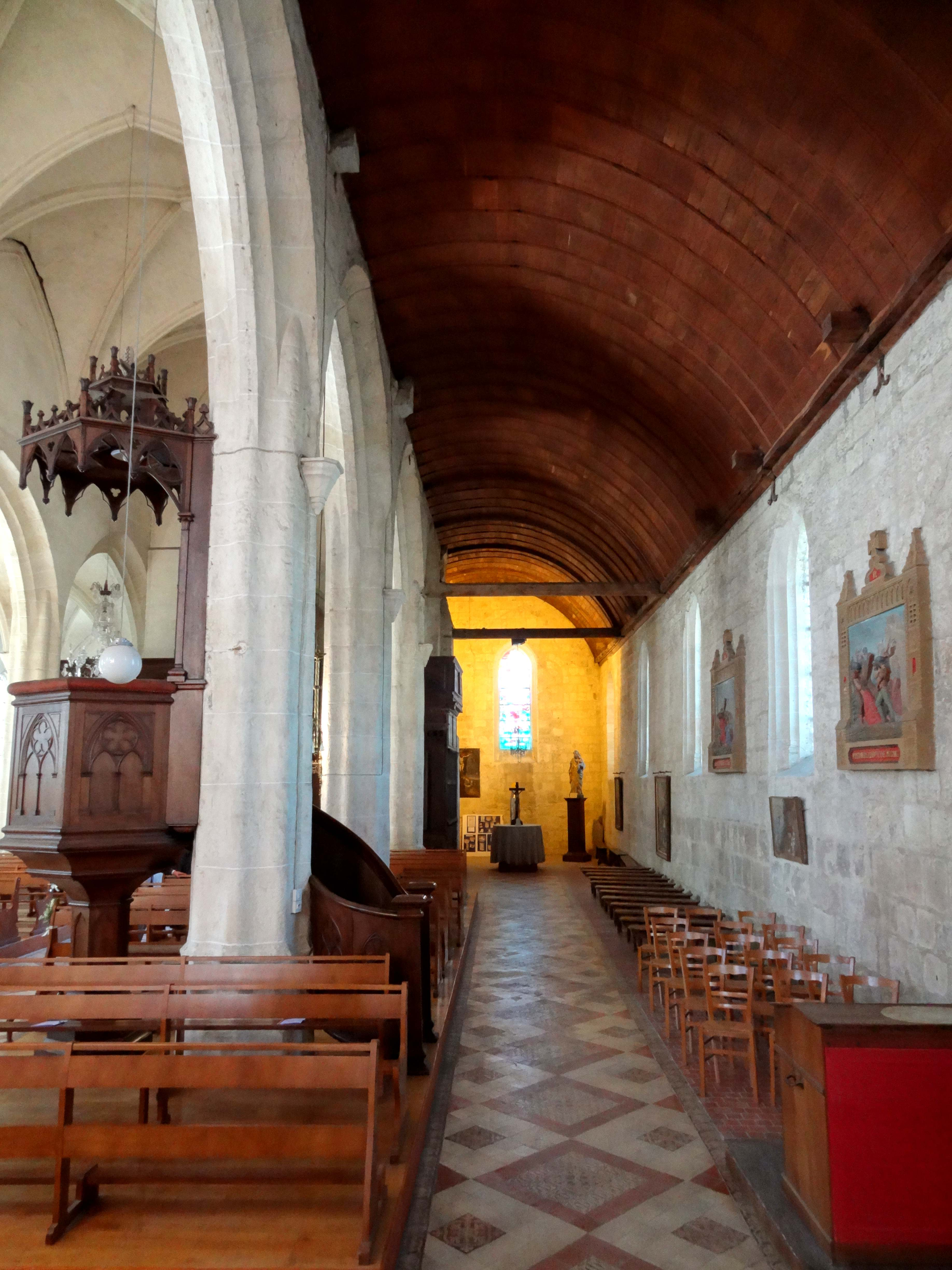
Bas-côté nord, vue vers l'ouest.
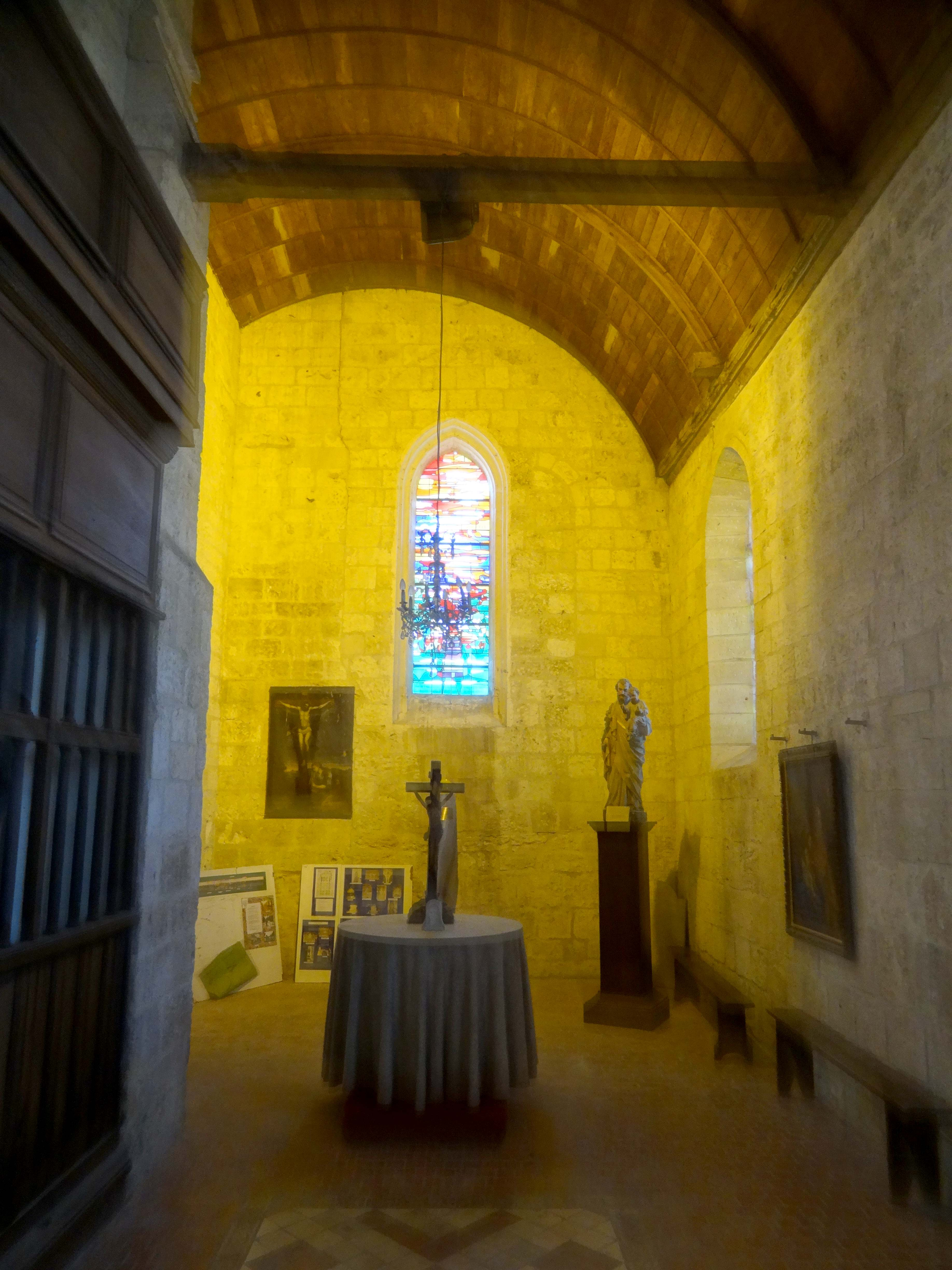
Bas-côté nord, travée à côté du clocher.
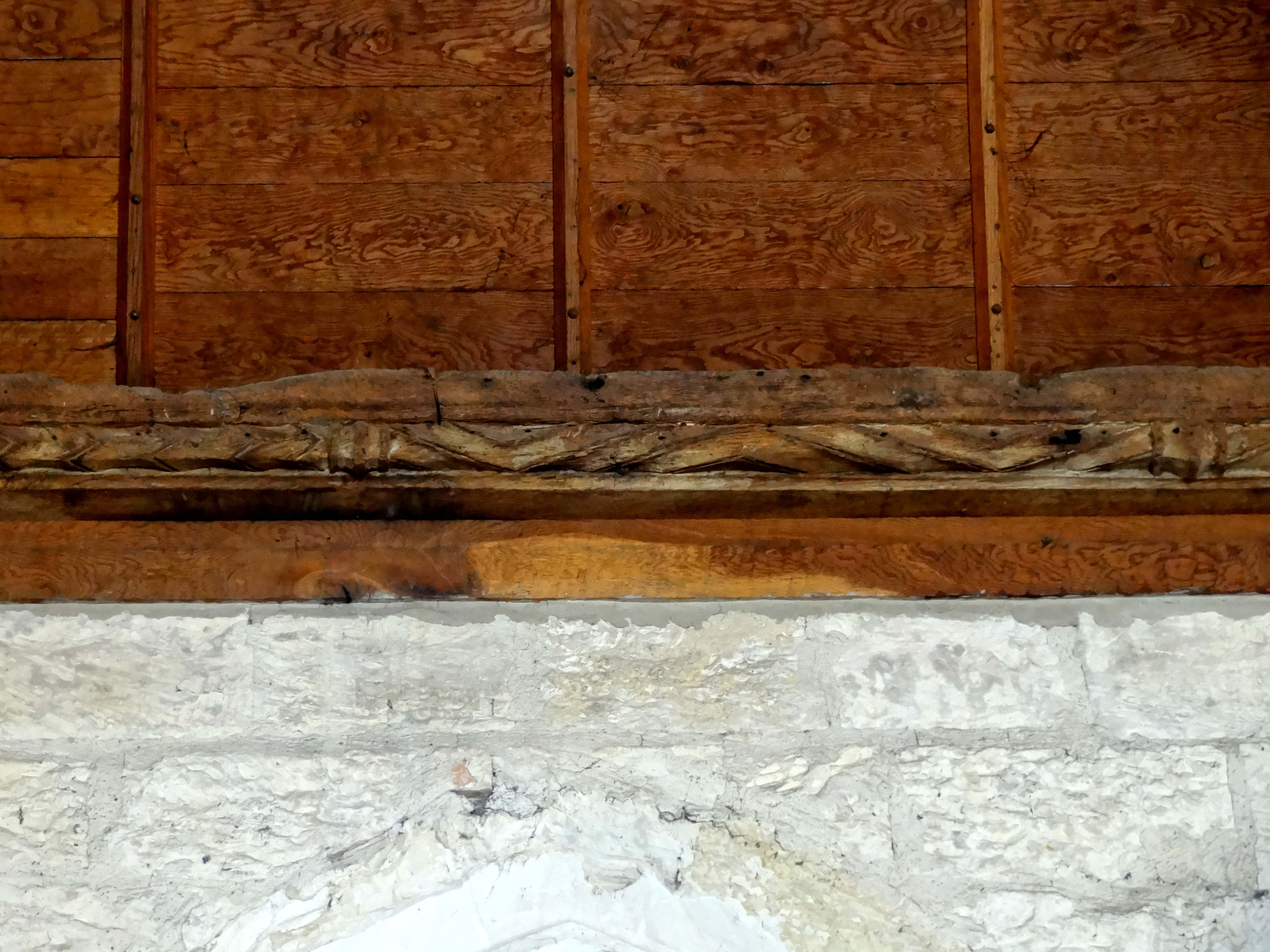
Bas-côté nord, décor sculpté de la sablière.

#### Double transept et abside

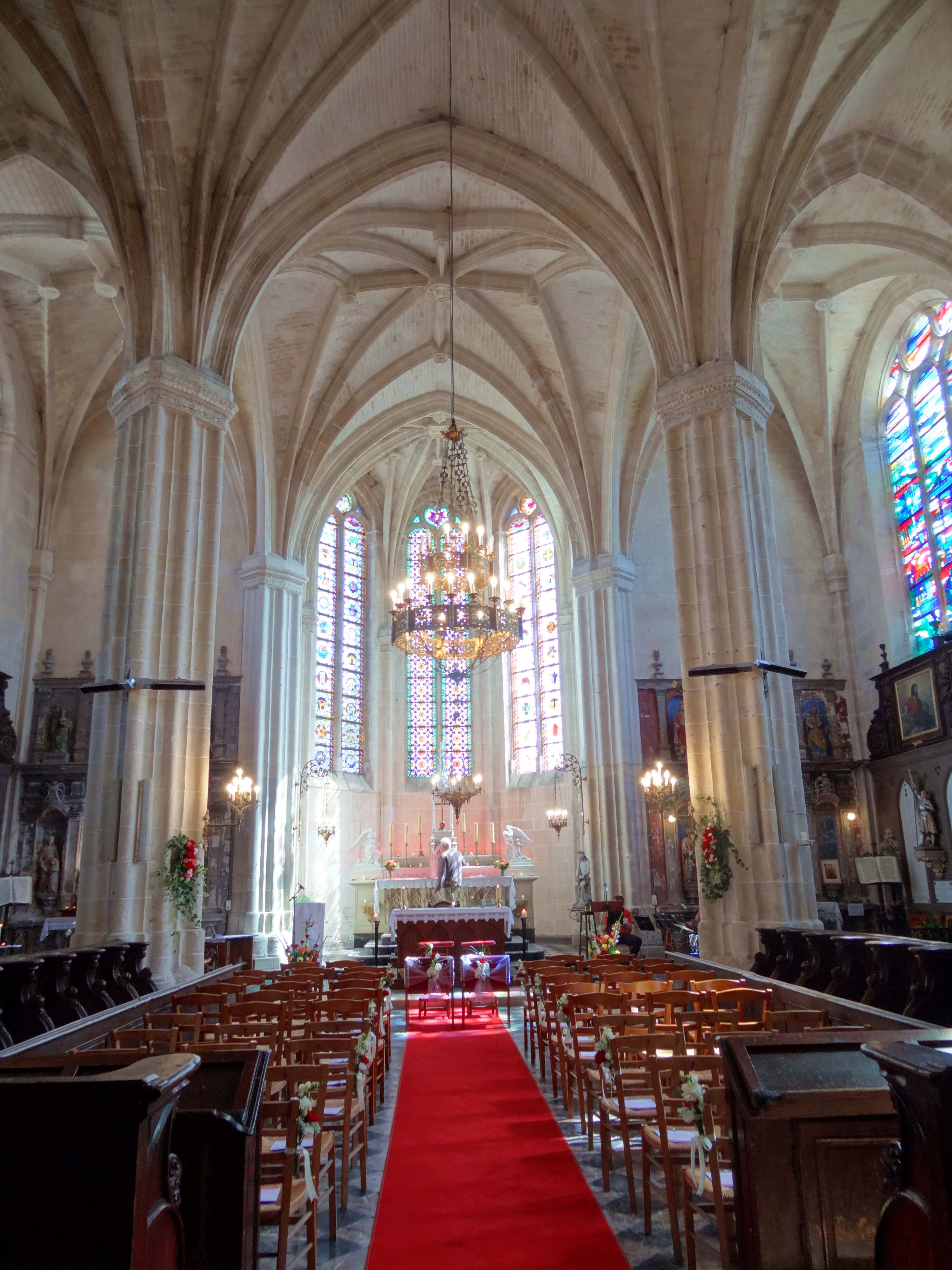
Vue vers l'est.

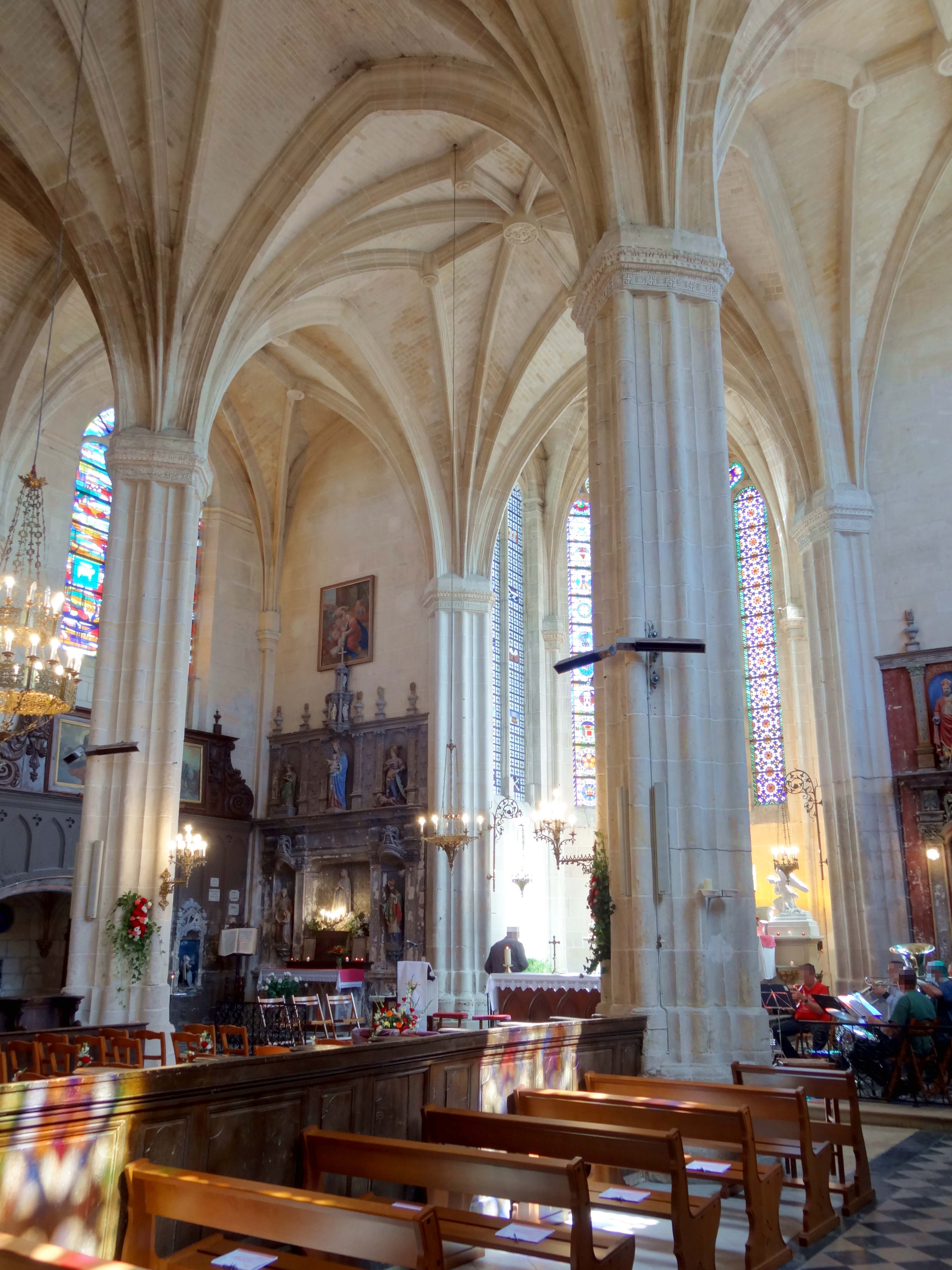
Vue diagonale.

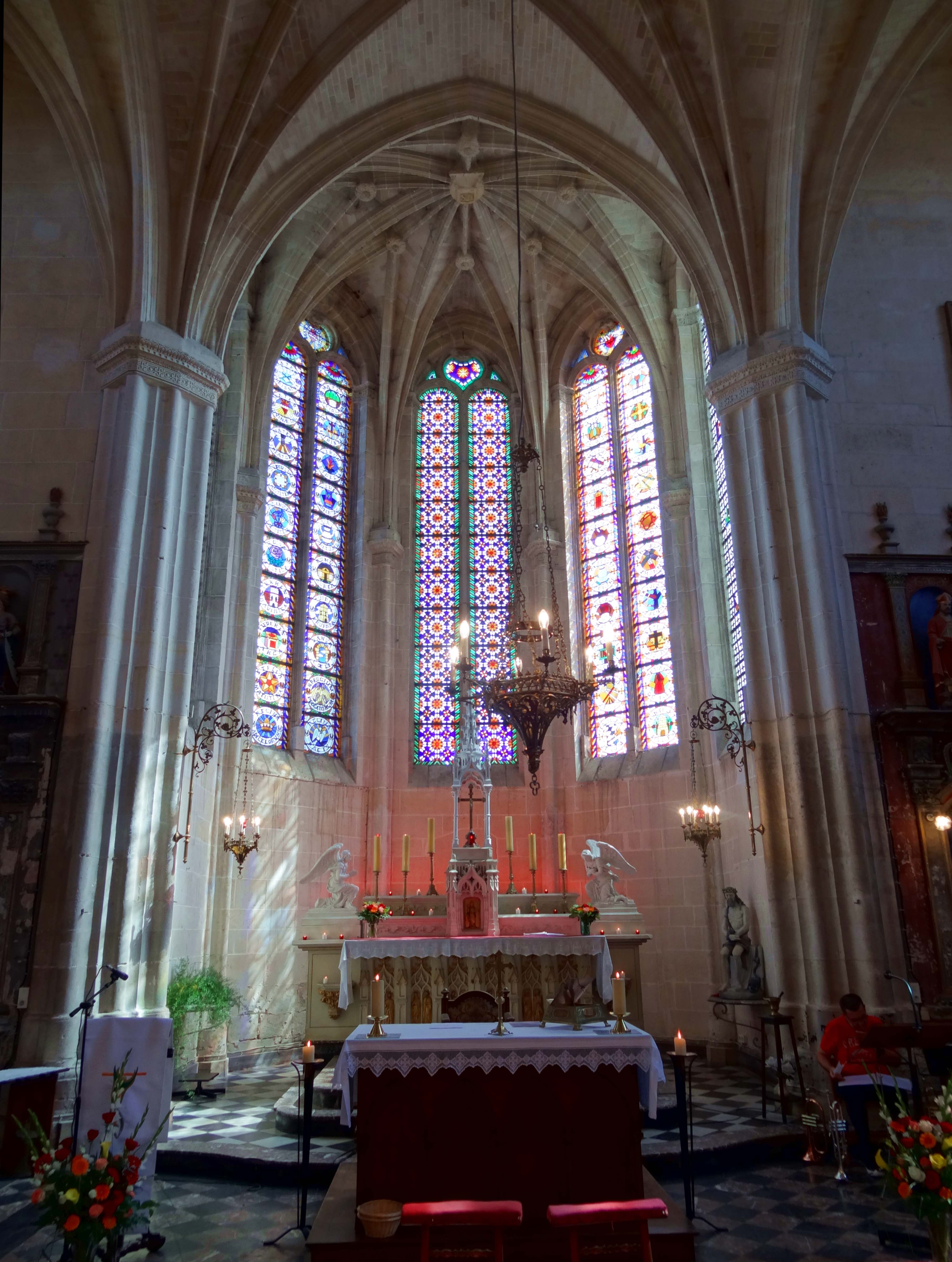
Vue dans l'abside.

Le double transept, que l'on peut également considérer comme les deux travées droites du chœur avec ses collatéraux, et l'abside, sont d'un aspect élancé et léger. L'ensemble oriental se distingue par son plan, mais aussi par la forme particulier des piliers, et les frise Renaissance en guise de chapiteaux. Pour le reste, l'architecture est plutôt banale. — Les collatéraux ont les deux tiers de la largeur du vaisseau central, qui est des mêmes proportions que la nef. À l'ouest, les arcades vers les bas-côtés de la nef sont surmontées d'un arc de décharge en tiers-point à la fois plus aigu et plus élevé. L'appareil est enduit dans l'intervalle entre les deux arcades, alors que ce n'est pas le cas ailleurs dans les travées orientales de l'église. Des fenêtres n'existent qu'au nord et au sud du transept, et sur les cinq pans égaux de l'abside. Dans le premier croisillon, ce sont deux hautes lancettes en arc brisé, sans remplage. Ce nombre de deux fenêtres, qui se trouve curieusement aussi à Verberie, s'explique par l'existence ancienne de voûtes sexpartites (à six branches d'ogives). Dans le deuxième croisillon, l'on trouve une vaste baie en plein cintre, munie d'un remplage Renaissance standard de trois formes en plein cintre surmontées d'un oculus et de deux demi-accolades. Dans l'abside, les fenêtres, quatre fois plus hautes que larges et en arc brisé, affichent un remplage du même genre, avec deux formes en plein cintre surmontées d'un oculus entre deux écoinçons ajourés. Le chevet des croisillons a toujours été aveugle ; même à l'extérieur, l'on ne relève pas de trace de fenêtres. Le plan à double transept est rare, mais il faut considérer ici qu'il s'agissait d'agrandir un chœur déjà existant, ce qui explique en l'occurrence l'originalité de plan, contrairement à un certain nombre d'autres églises. À la même époque, le transept et le chœur de l'église Saint-Denis de Crépy-en-Valois, bâtis de toutes pièces, montrent le même plan, avec une largeur et une hauteur du vaisseau central comparables, mais des croisillons ou collatéraux aussi larges que le vaisseau central. L'on parle ici de la principale église paroissiale d'une ville autrement importante que Remy. À échelle plus modeste, les églises Fresnoy-la-Rivière, Litz et Roberval reprennent ce même plan.
Les deux piliers libres, à l'intersection des deux travées, sont des piliers ondulés à huit renflements, affichant en outre une arête saillante entre deux renflements, ce qui donne un plan complexe. Réduit à quatre ondulations, ce type de pilier existe à  Jambville, Lierville, Oinville-sur-Montcient, Sacy-le-Grand, Saint-Sauveur et Vaudancourt. Chacune des huit ondulations dispose d'une base cylindrique. Celle-ci repose sur un socle, qui déborde légèrement, et reçoit également, pour un socle sur deux, deux des arêtes saillantes. Les huit petits socles reposent, quant à eux, sur un socle octogonal régulier. En haut, la frise déjà mentionnée assume la fonction de chapiteau de l'un des ordres antiques. En effet, l'architecture Renaissance proprement dite ne se marie pas avec les piliers ondulés, mais requiert des piliers cylindriques ou des pilastres, ce qui peut expliquer ce choix original. Chaque frise comporte, du haut vers le bas, un rang d'oves ; un rang de perles ; un rang de denticules à faible relief ; un rang de tulipes ; un autre rang de perles ; et un large rang de grecques entourant des rosettes. La quasi-totalité des supports du double transept sont conçus à partir de ce même modèle. À l'ouest, au nord et au sud, ce sont des demi-piliers engagés, et à l'est, à l'entrée de l'abside, ce sont des trois quarts de piliers. Une ondulation unique avec une section de frise suffisent pour les extrémités nord-est et sud-est du transept et les angles de l'abside, tandis que l'architecte a préféré des culs-de-lampe pour les angles nord-ouest et sud-ouest du transept.
Ces piliers et culs-de-lampe reçoivent des voûtes à liernes et tiercerons, qui présentent tous le dessin classique, comme il apparaît pour la première fois dans le nord de la France à la croisée du transept de la cathédrale d'Amiens peu avant 1270, puis à Chambly et Saint-Riquier. Dans l'abside, le dessin de la voûte à six branches d'ogives est analogue, excepté pour le voûtain occidental, qui, plus étroit, ne comporte pas de tiercerons. À deux exceptions près, les clés de voûte sont indifféremment garnies de disques sculptés de rosettes stéréotypés, ce qui confère aux parties orientales de l'église une certaine monotonie, surtout si l'on considère la grande diversité que connaissent les clés de voûte au XVIe siècle. La clé centrale de la deuxième travée porte l'inscription : « Chœur gratte / 1869 / Nef voûtée ». La clé centrale de l'abside, apparemment incomplète, arbore les initiale SD. Comme particularité, le doubleau à l'entrée de l'abside est munie d'une clé d'arc décorée à l'instar des clés de voûte, afin de parer à l'absence d'une clé de voûte secondaire de ce côté (qui résulte de l'absence de liernes). Tant les ogives, liernes et tiercerons, que les doubleaux, sont moulurés de facettes concaves de même largeur, ce qui apporte une certaine sécheresse, les profils habituels étant beaucoup plus complexes. Globalement, cette modénature reflète encore nettement l'esprit flamboyant, et évoque celle des grandes arcades de la nef. La Renaissance favorise une modénature méplate, et fait largement appel aux listels et quarts-de-rond. Sur les pourtours des fenêtres, l'on note l'absence totale de mouluration, ce qui contraste avec la richesse de la décoration à l'extérieur. Il y a néanmoins des entablements ébauchés au niveau des impostes des deux baies Renaissance.

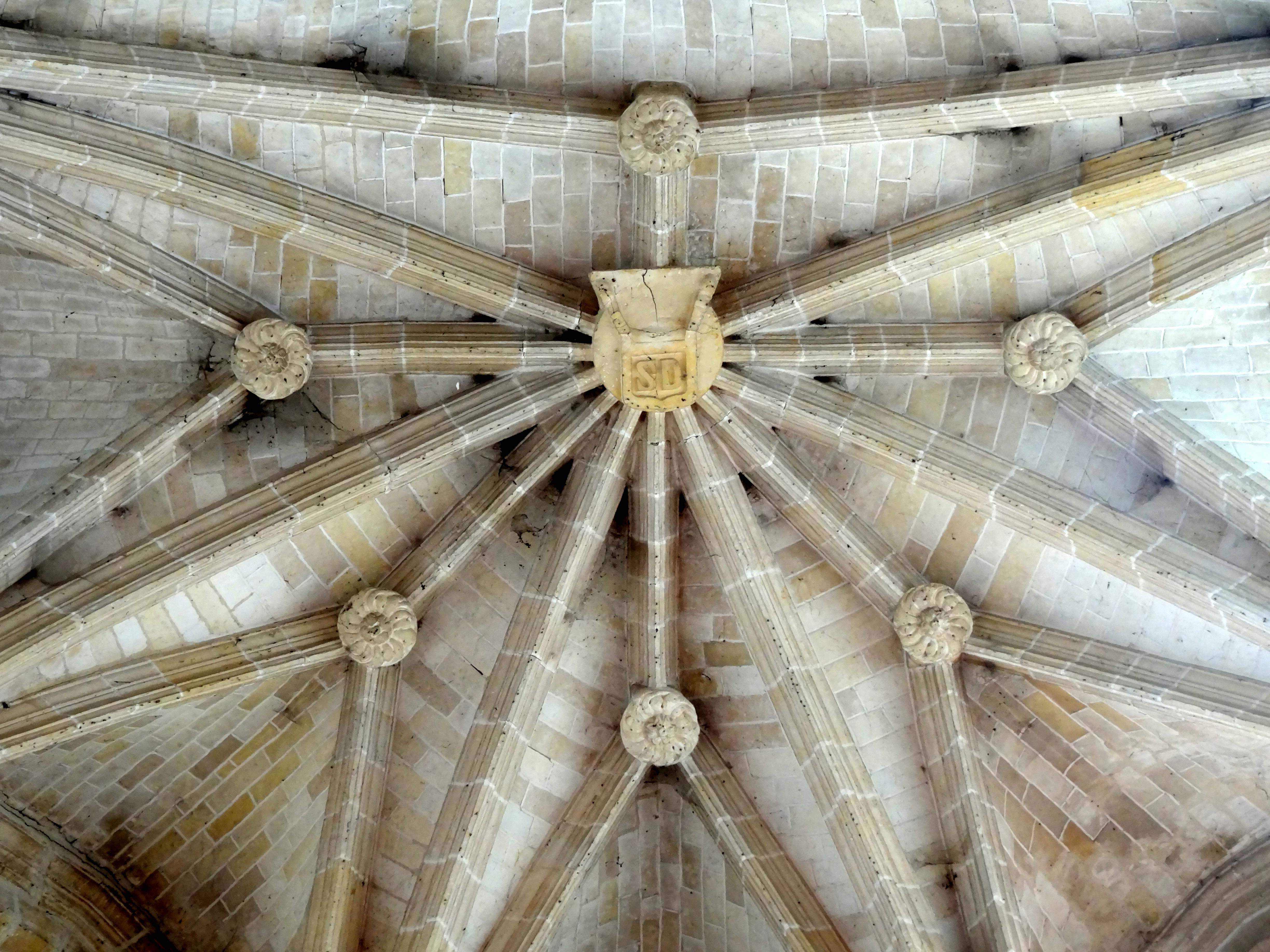
Voûte de l'abside.
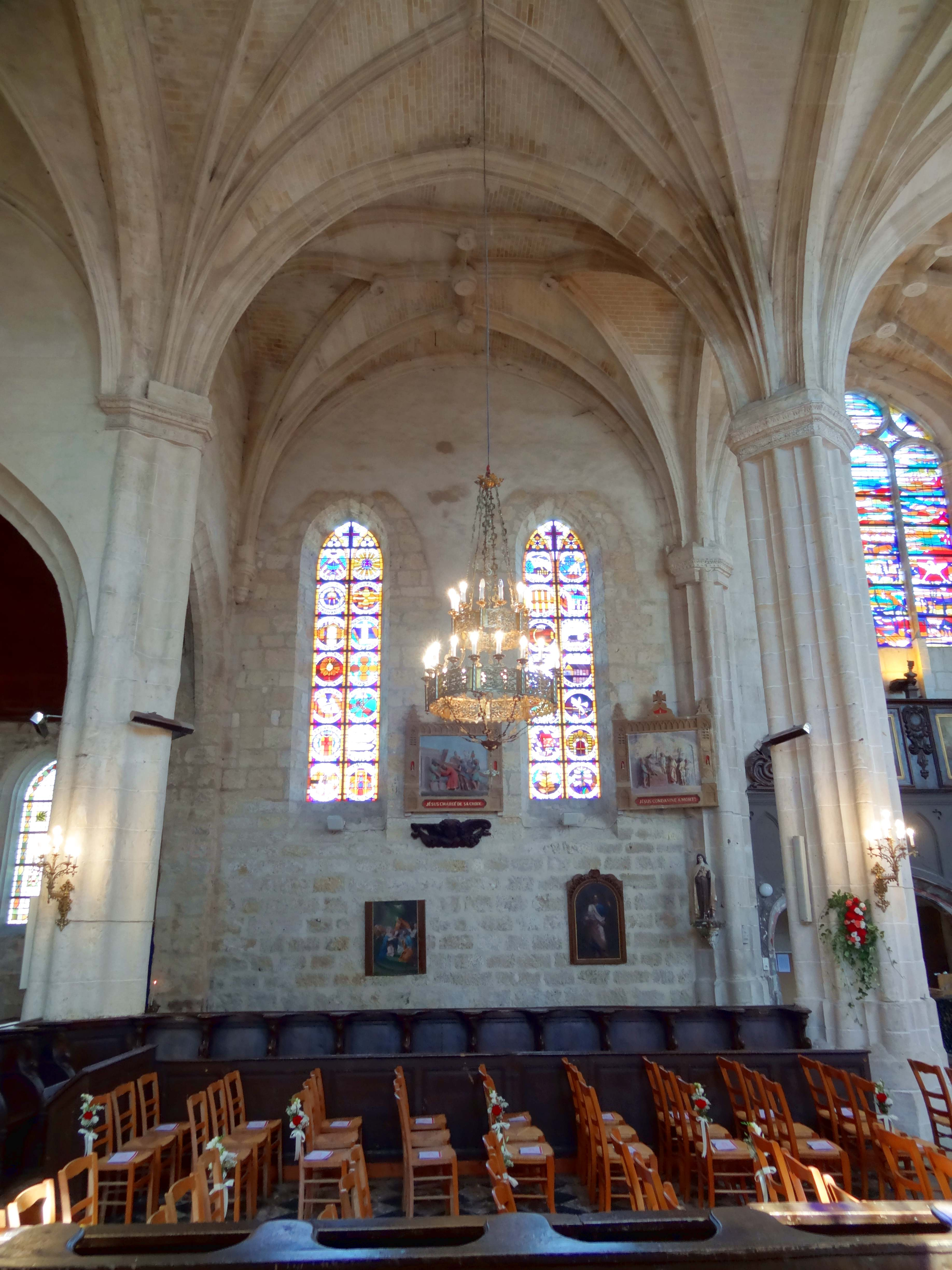
1re travée, vue vers le nord.
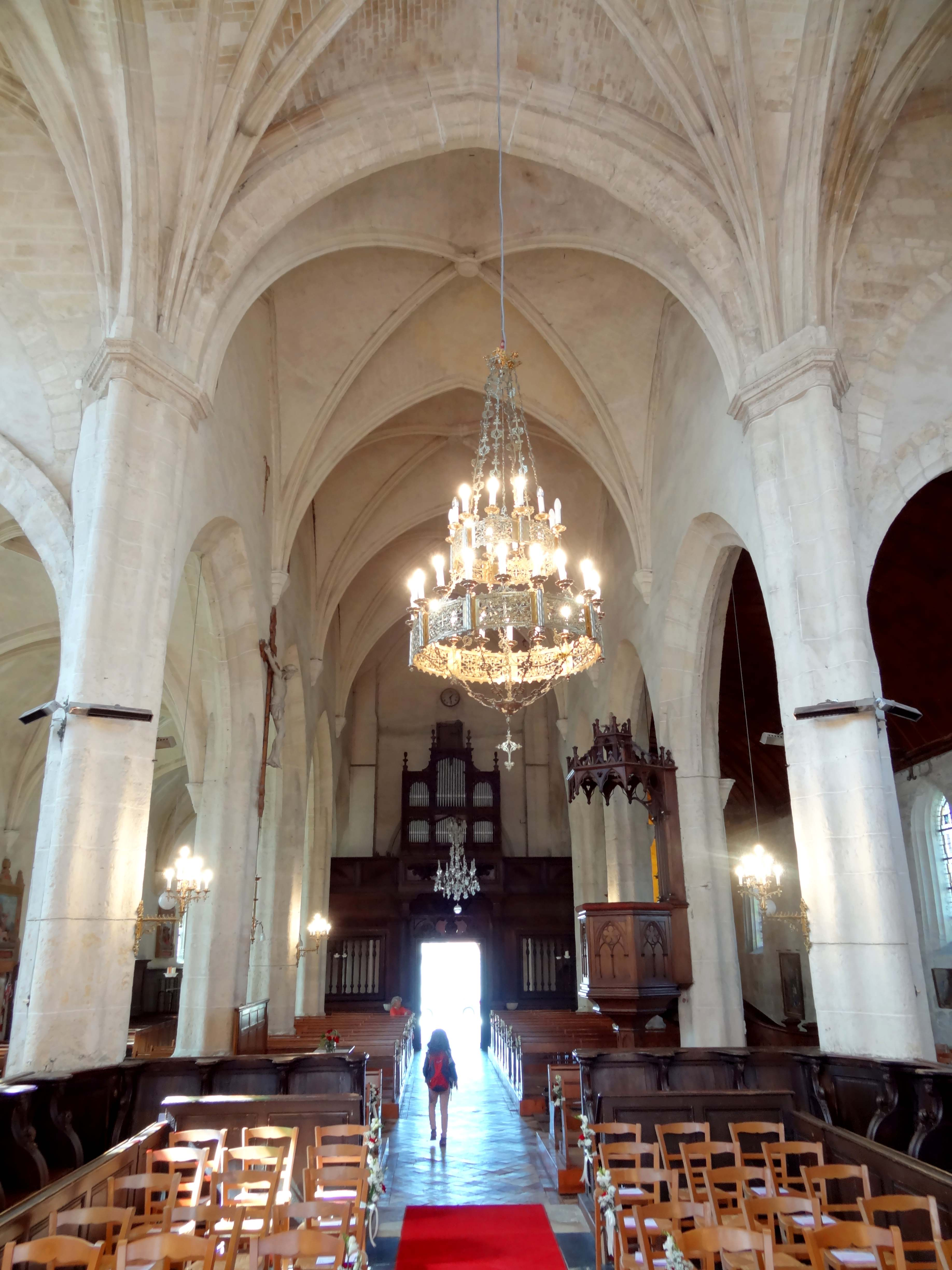
Croisée du transept, vue vers l'ouest.
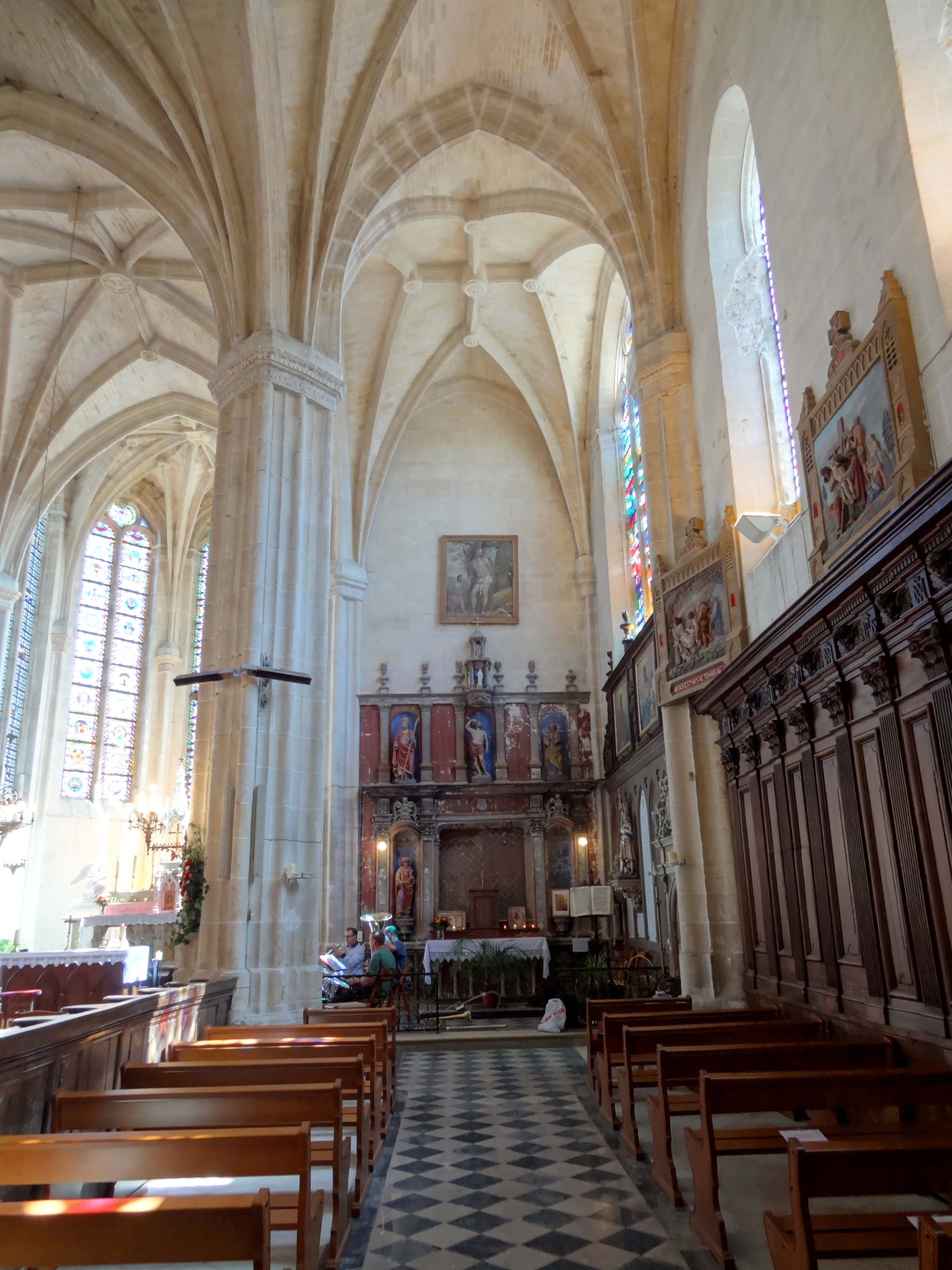
Collatéral sud, vue vers l'est.
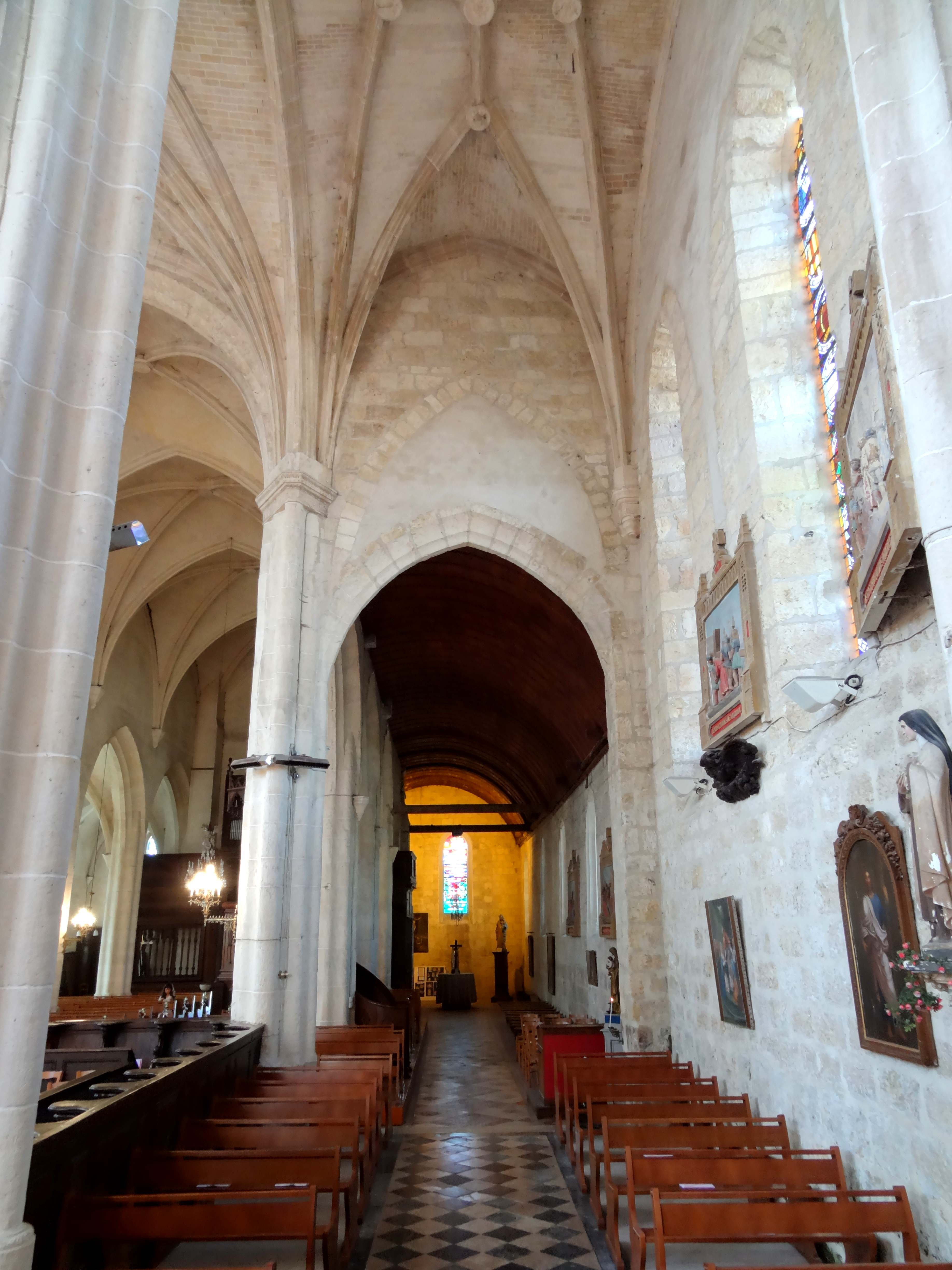
Collatéral nord, vue vers l'ouest.
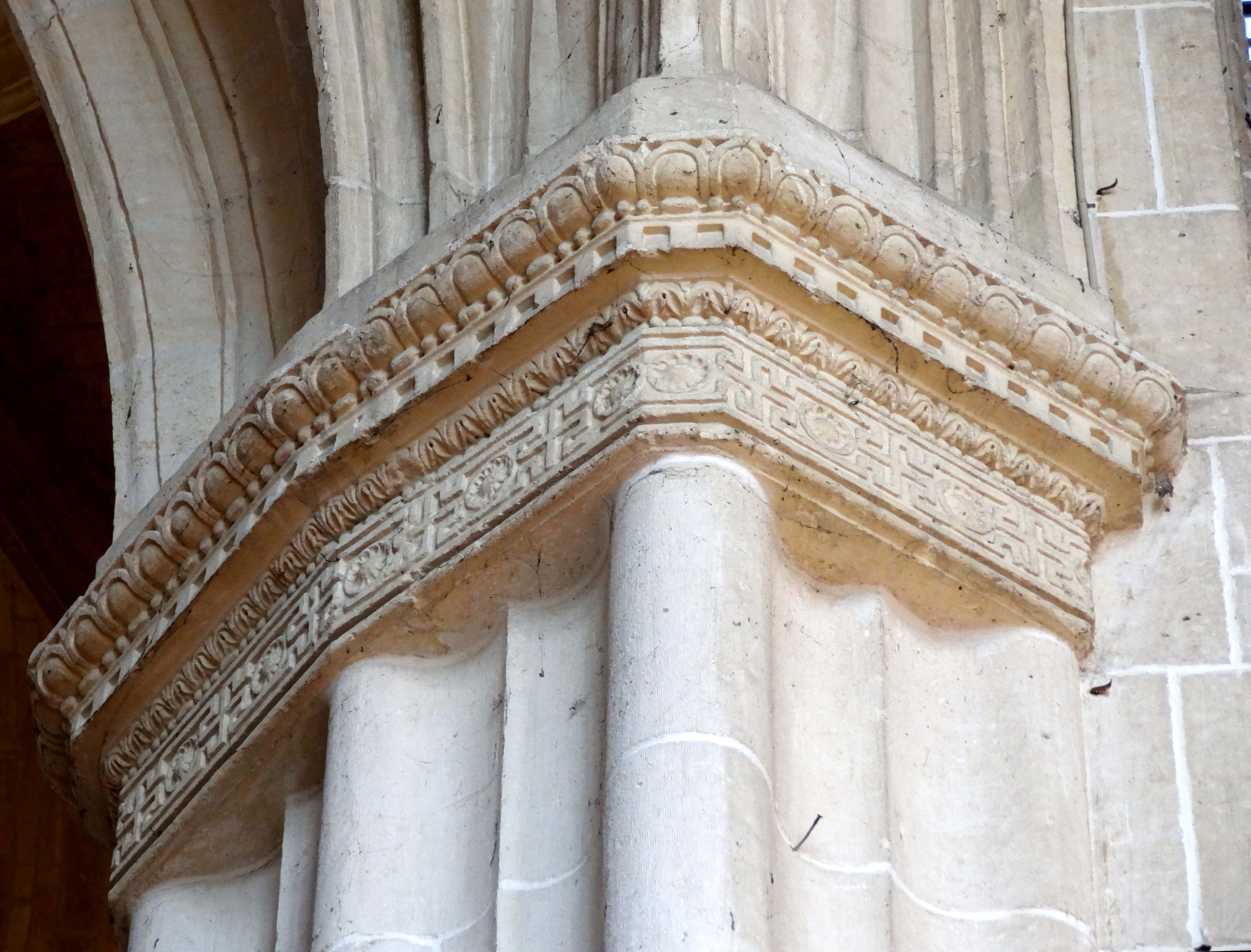
Frise à l'entrée de l'abside.

#### Enfeu ou loge seigneuriale

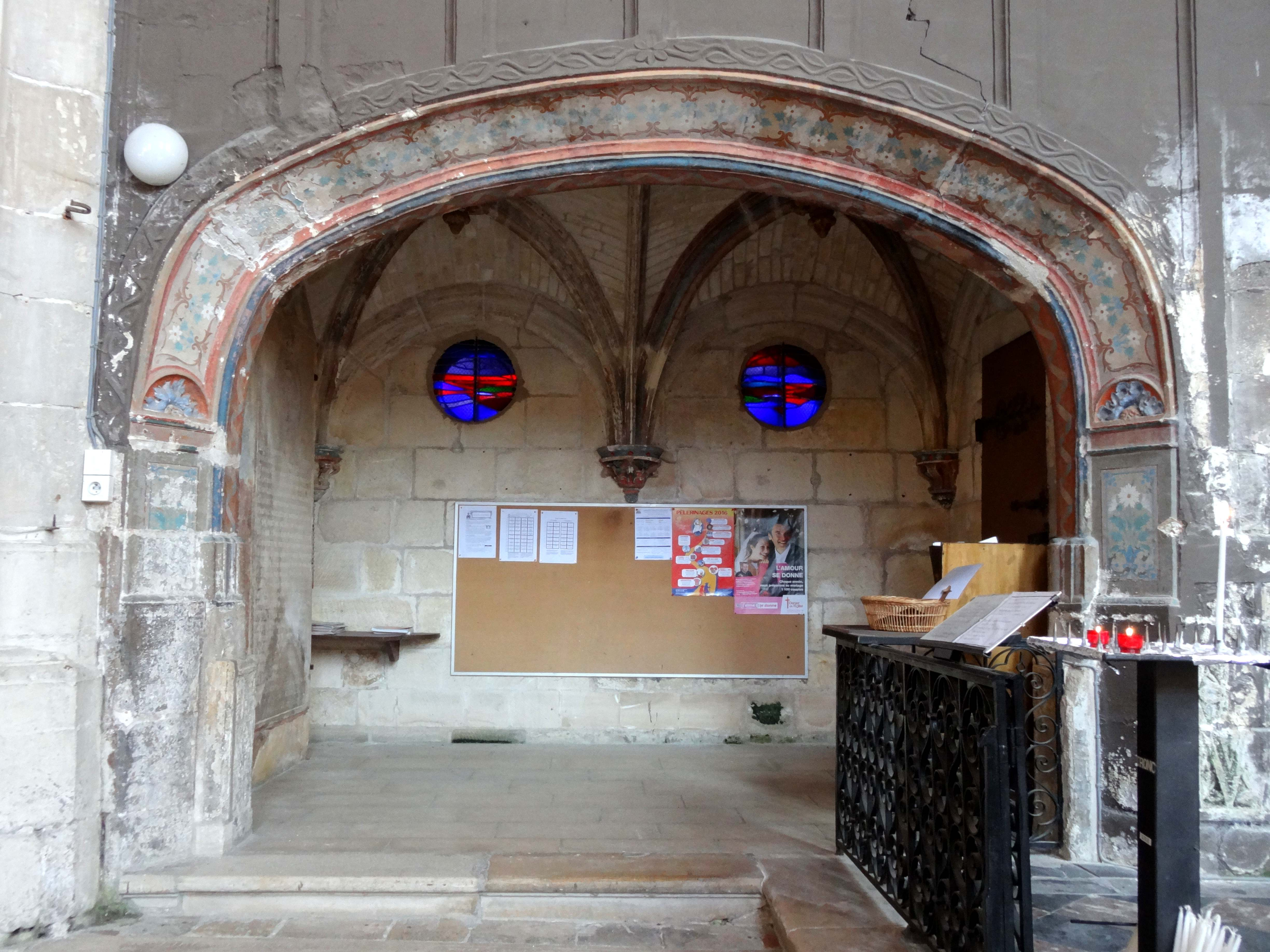
Vue générale.

À propos du renfoncement dans le soubassement de la baie du deuxième croisillon nord, il est difficile de savoir s'il s'agissait d'un enfeu ou d'une loge seigneuriale. Étant donné ses dimensions très réduites et l'absence de piscine liturgique, le terme de chapelle est en tout cas inapproprié. L'existence d'une porte extérieure à l'est est tout à fait incompatible avec la fonction d'enfeu, mais il n'est pas assuré que la porte date d'origine. Le local évoque la petite chapelle au nord de l'abside d'Ézanville, qui est disposée perpendiculairement à l'axe de l'édifice, ou encore la petite chapelle du Saint-Sépulcre de l'église Saint-Étienne de Beauvais, qui comporte toutefois quatre voûtes et deux portes. Il s'ouvre par une arcade en anse de panier aussi large que tout l'annexe, entourée d'une voussure peu profonde accompagnée de listels munies de bases. Ces moulures se continuent sur les piédroits, mais au niveau des impostes, la voussure accueille un hémicycle contenant une demi-rosace d'inspiration flamboyante, telle qu'employée habituellement au centre des accolades. L'annexe est recouvert de deux voûtes d'ogives, dont les nervures sont reçues sur cinq culs-de-lampe (dans les quatre angles et au milieu du mur nord). En dépit des dimensions modestes, les voûtes sont munies de formerets, et le profil prismatique aigu des nervures est autrement soigné que celui adopté pour les hautes-voûtes. Parmi les culs-de-lampe, deux sont sculptés de consoles ajourées sous la forme de volutes corinthiennes. Le même motif apparaît sur les clés de voûte. La sculpture fait preuve d'originalité et d'imagination. Les voûtes sont en cintre surbaissé dans le sens est-ouest, et en arc brisé surbaissé dans le sens nord-sud. Au nord, de petits oculi circulaires s'inscrivent sous les lunettes des voûtes. Le local n'a pas de rapport avec Jean Claude Bellon de Thurin, comte du Saint-Empire et ancien capitaine au régiment de Bourbon dragons, mort le 2 janvier 1744 à l'âge de quarante-huit ans, dont la pierre tombale a été redressée contre le mur occidental.

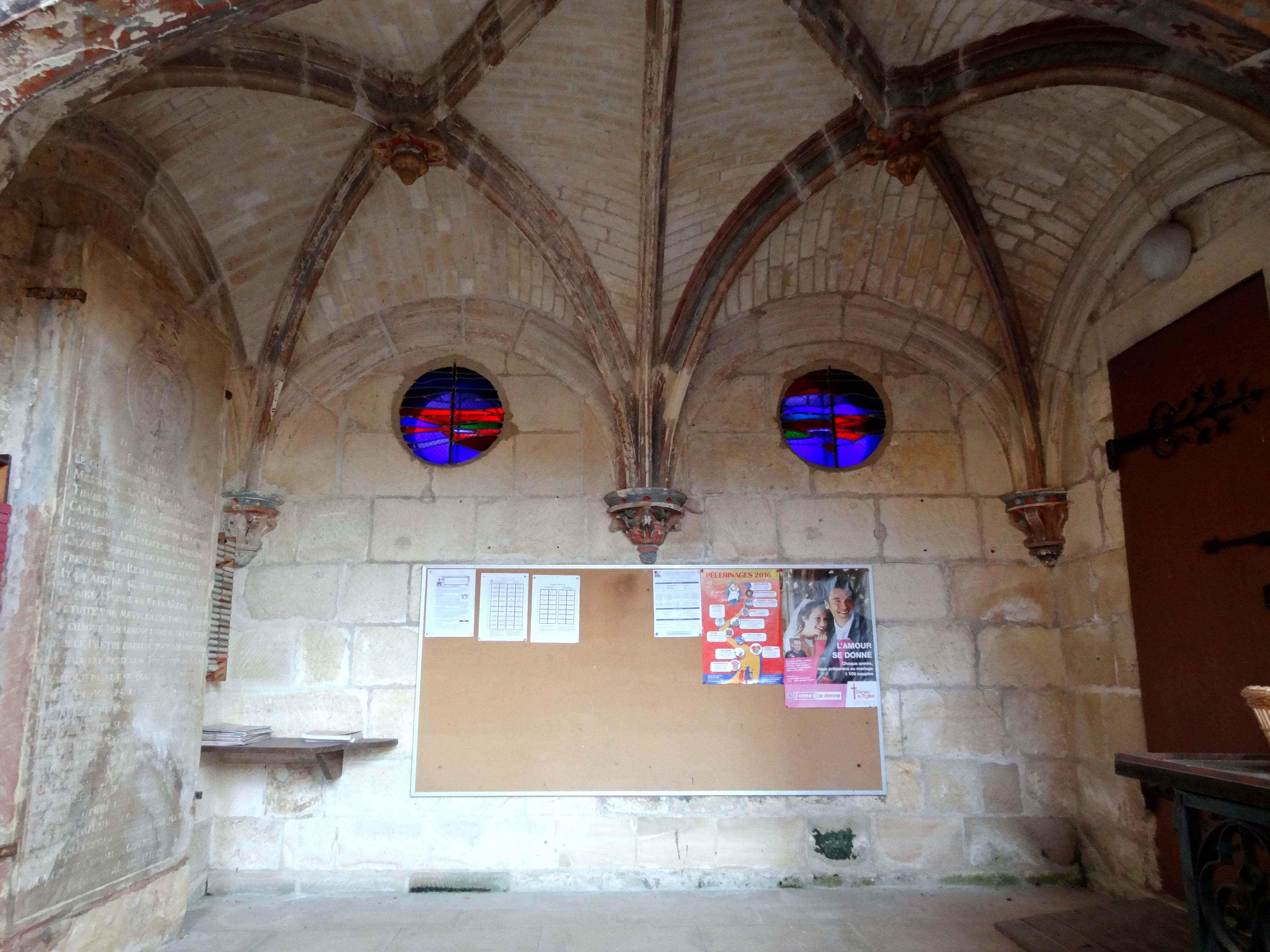
Vue vers le nord.
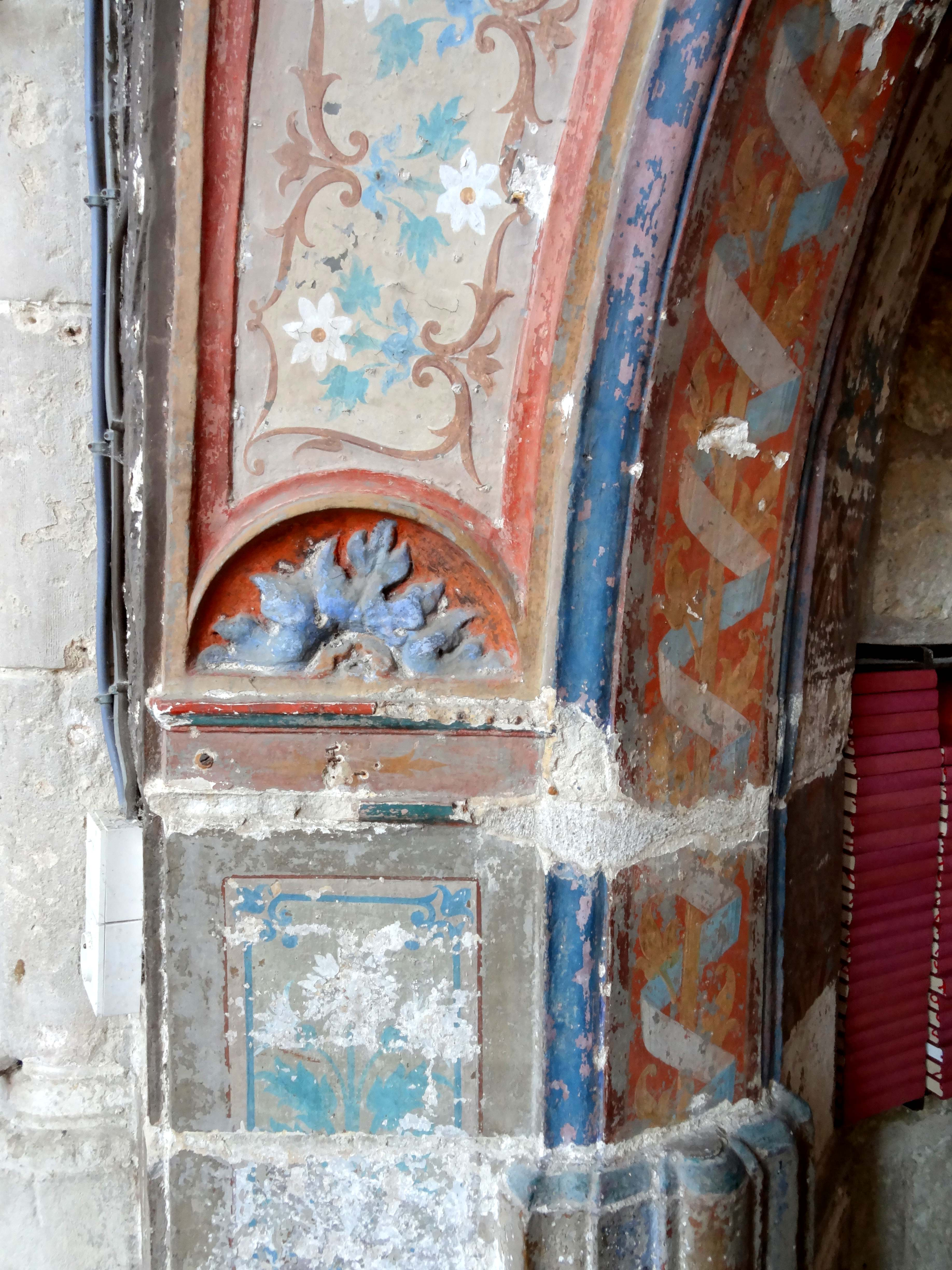
Détail de l'arcade.
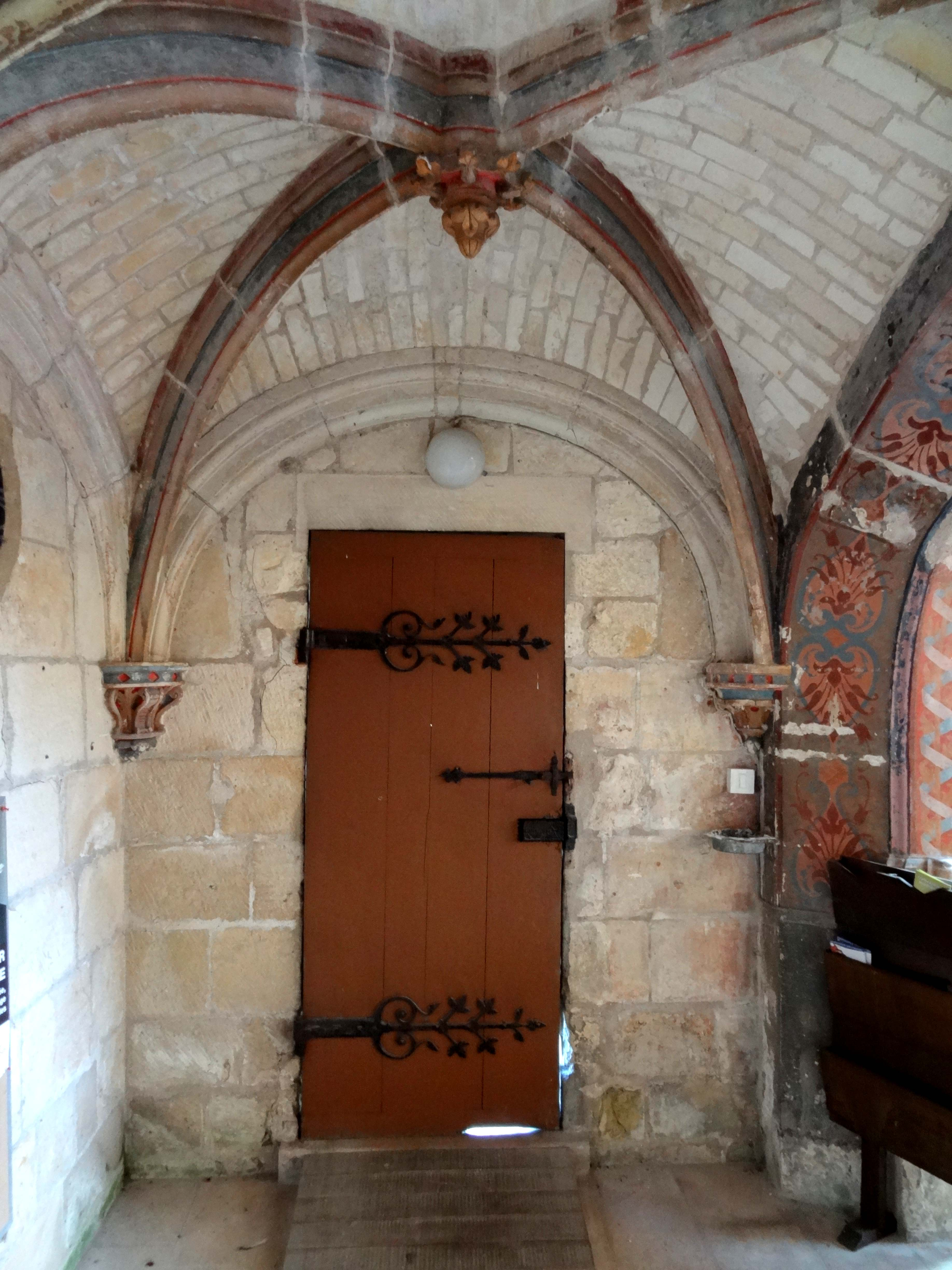
Vue vers l'est.
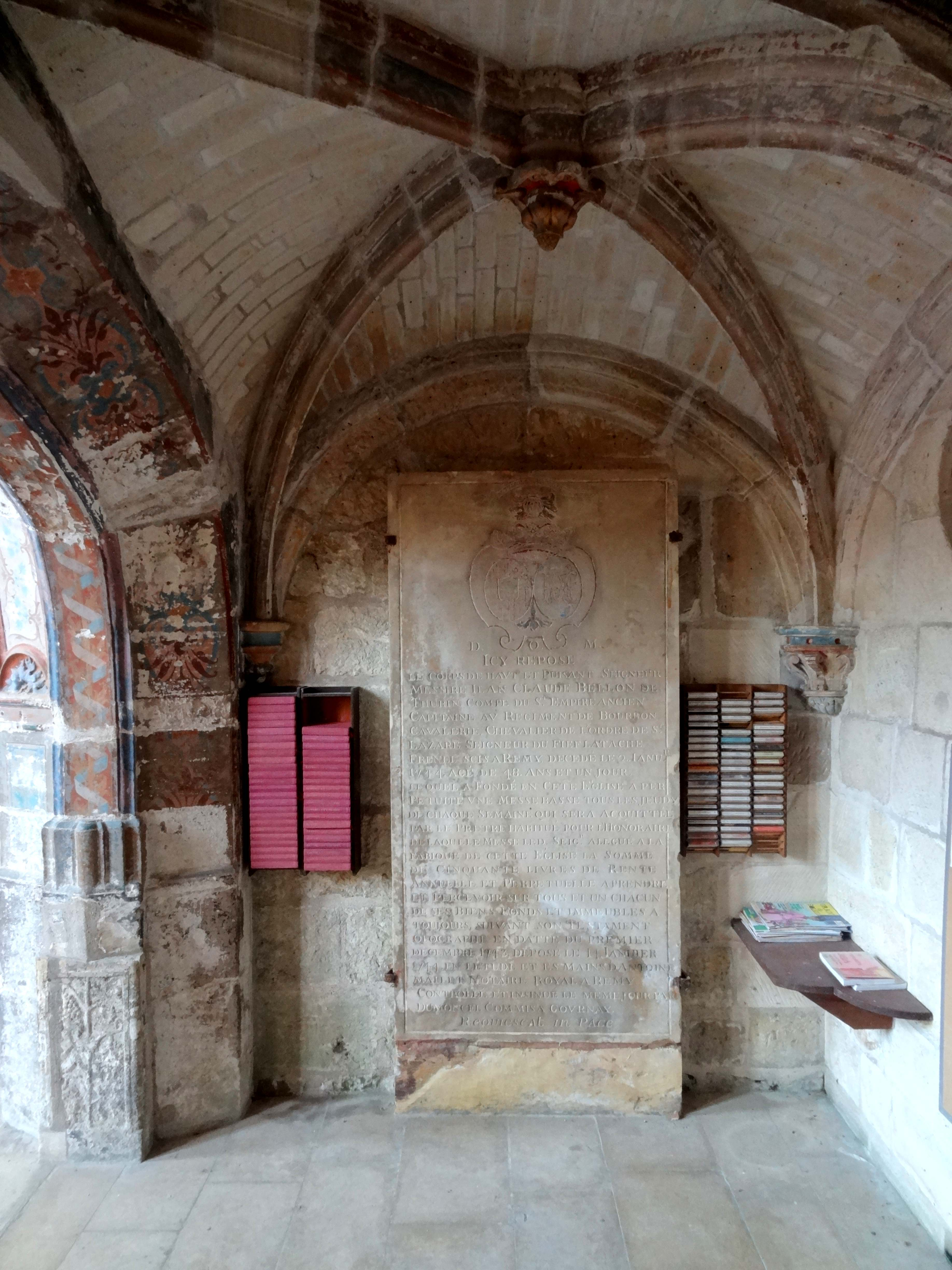
Vue vers l'ouest.
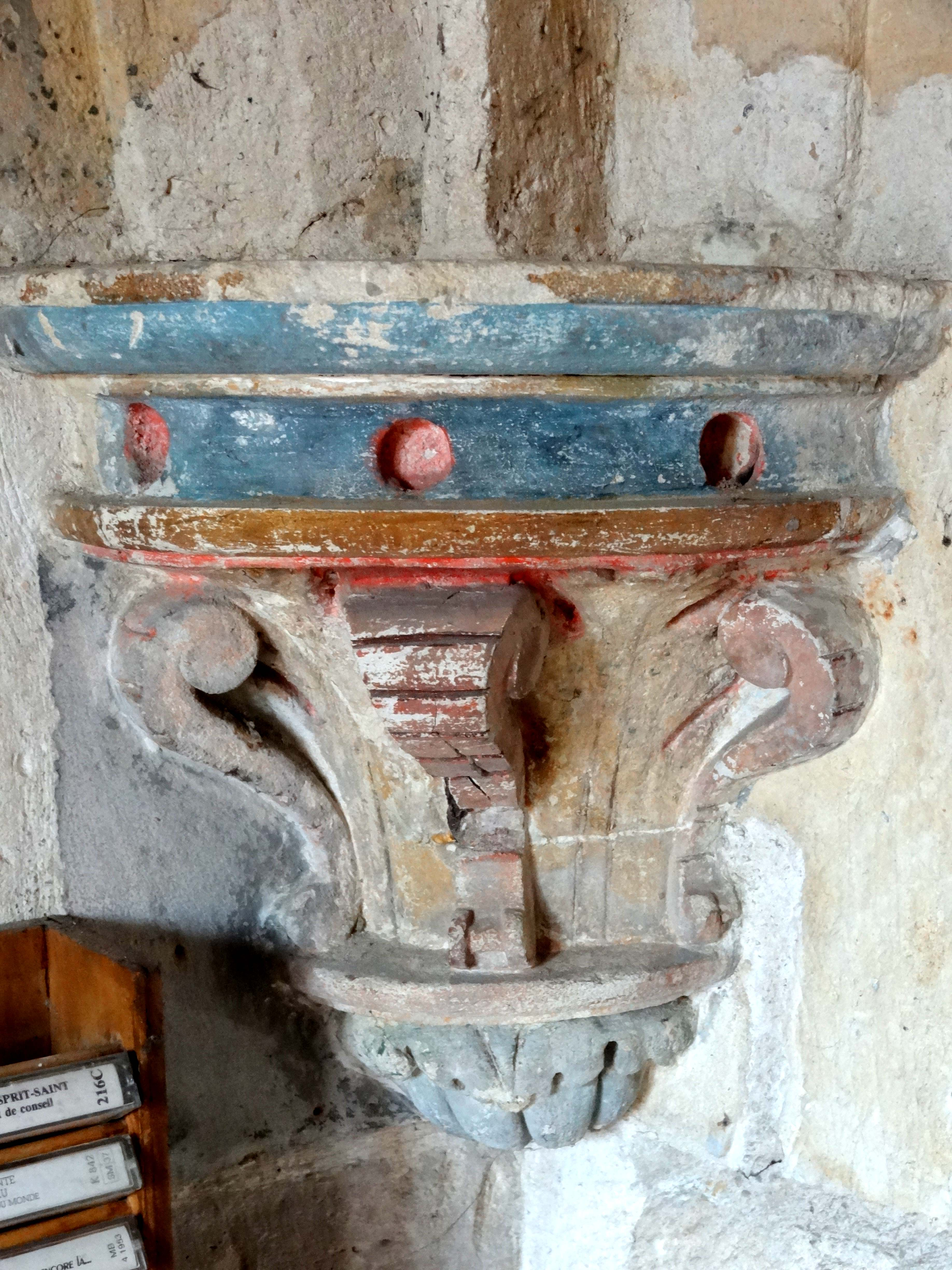
Cul-de-lampe.
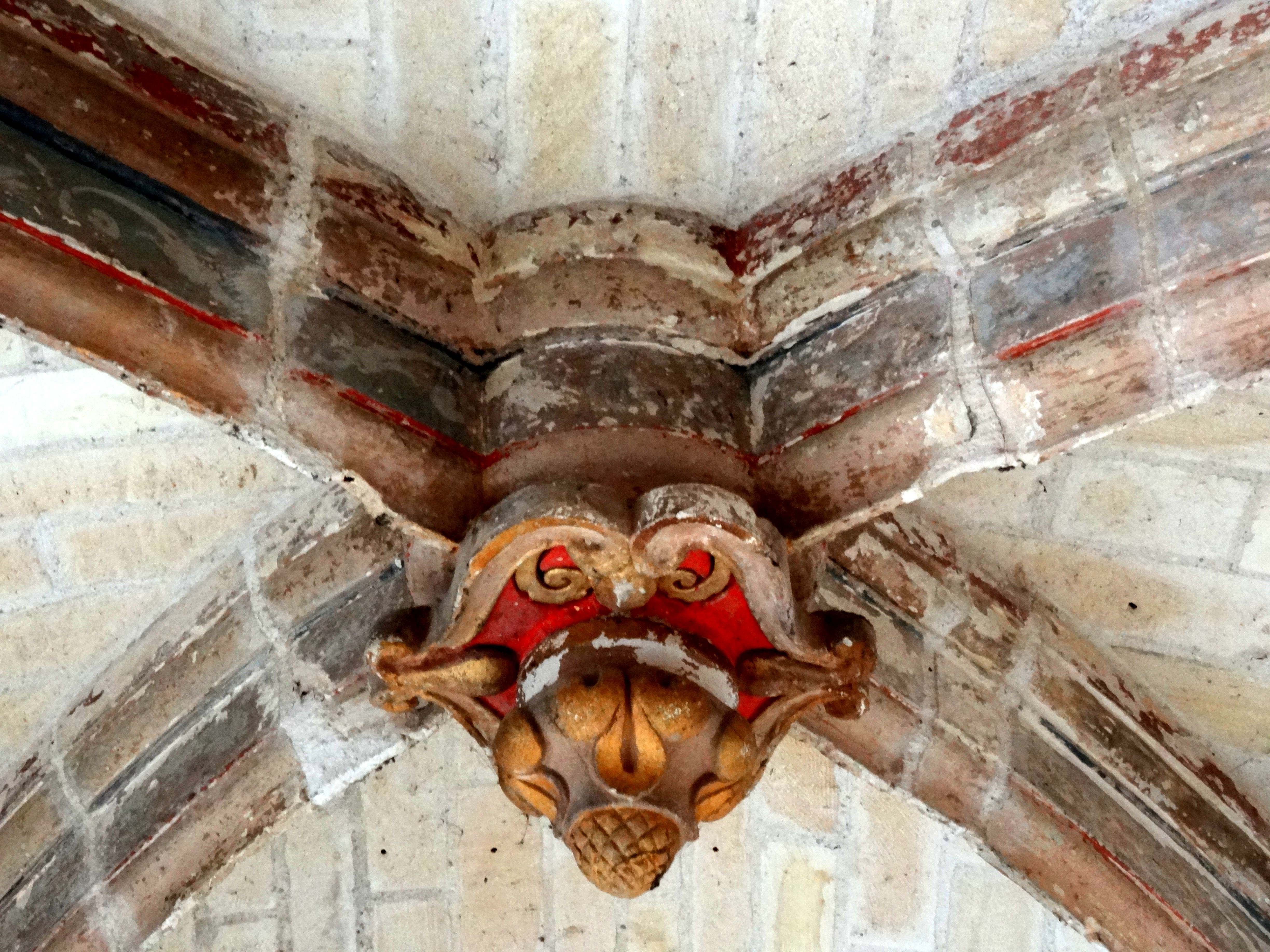
Clé de voûte.

### Extérieur

#### Clocher

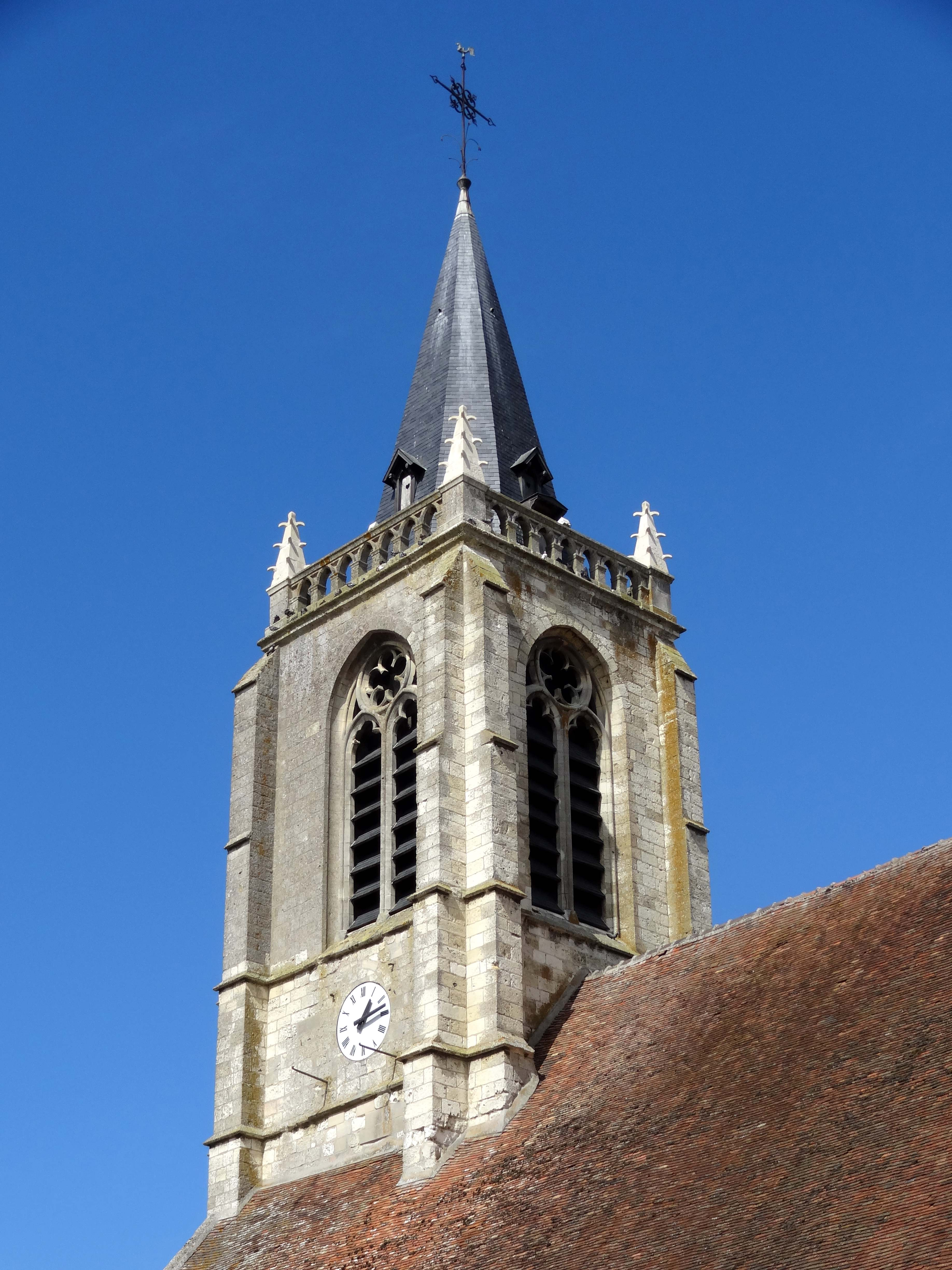
Clocher-porche.

Le clocher-porche haut de 35 cm domine fièrement la rue principale du village. Son état actuel date des années 1861-1873. Il réunit des éléments authentiquement gothiques de la fin du XVe ou du début du XVIe siècle, pour l'essentiel les murs et les contreforts scandés de nombreux larmiers, dont globalement un sur deux passe tout autour, et des ajouts postérieurs de plusieurs époques. L'on dénombre quatre niveaux d'élévation séparés par des larmiers, en continuité avec ceux des contreforts. Le premier niveau est le plus élevé, et le troisième est le moins élevé. Sur le premier niveau, qui correspond au narthex, l'on trouve le portail en plein cintre entouré de bossages, dans le goût du XVIIe siècle, et un oculus des années 1860. Sur le deuxième niveau, l'on trouve une niche à statue en plein cintre toute simple, qui accueille une petite Vierge à l'Enfant en pierre. Elle mesure environ 110 cm de hauteur et date du XVIe siècle. La main droite de la Vierge et les mains de l'Enfant Jésus manquent, de même que le chapelet que celui-ci tenait. L'œuvre est classée au titre objet depuis janvier 1913. Le troisième niveau de la tour présente seulement le cadran d'horloge. Ensuite, le quatrième niveau, qui constitue l'étage de beffroi, est ajouré d'une grande baie en arc brisé sur chacune de ses faces. Deux baies par face sont la règle dans la région. Comme le montre un dessin de Leré publié par Philippe Caudron, ces baies étaient dépourvues de remplage, et seulement munies d'abat-sons, au début du XIXe siècle. Sous l'abbé Deligny, elles ont été équipées d'un remplage de type gothique rayonnant, composée de deux lancettes à têtes trilobées surmontées d'un pentalobe. Puisque le clocher ne montre aucun élément typiquement flamboyant, ce remaniement ne suscite pas une rupture stylistique. Cependant, il n'est pas d'usage dans la région de munir les baies des clochers des mêmes remplages que les fenêtres de l'église. Enfin, la tour proprement dite se termine par une plate-forme délimitée par une balustrade à jour. Un clocheton garni de crochets trône à chaque angle. Ces éléments ont été ajoutés sous l'abbé Deligny dans le contexte du remplacement du toit pyramidal de 1725 par une fine flèche octogonale. Si l'on peut regretter l'absence de style de la balustrade, la disposition est, en somme, conforme à l'esprit flamboyant. La flèche paraît seulement un peu trop petite par rapport aux dimensions de la tour.

#### Bas-côtés et transept duXIIIesiècle

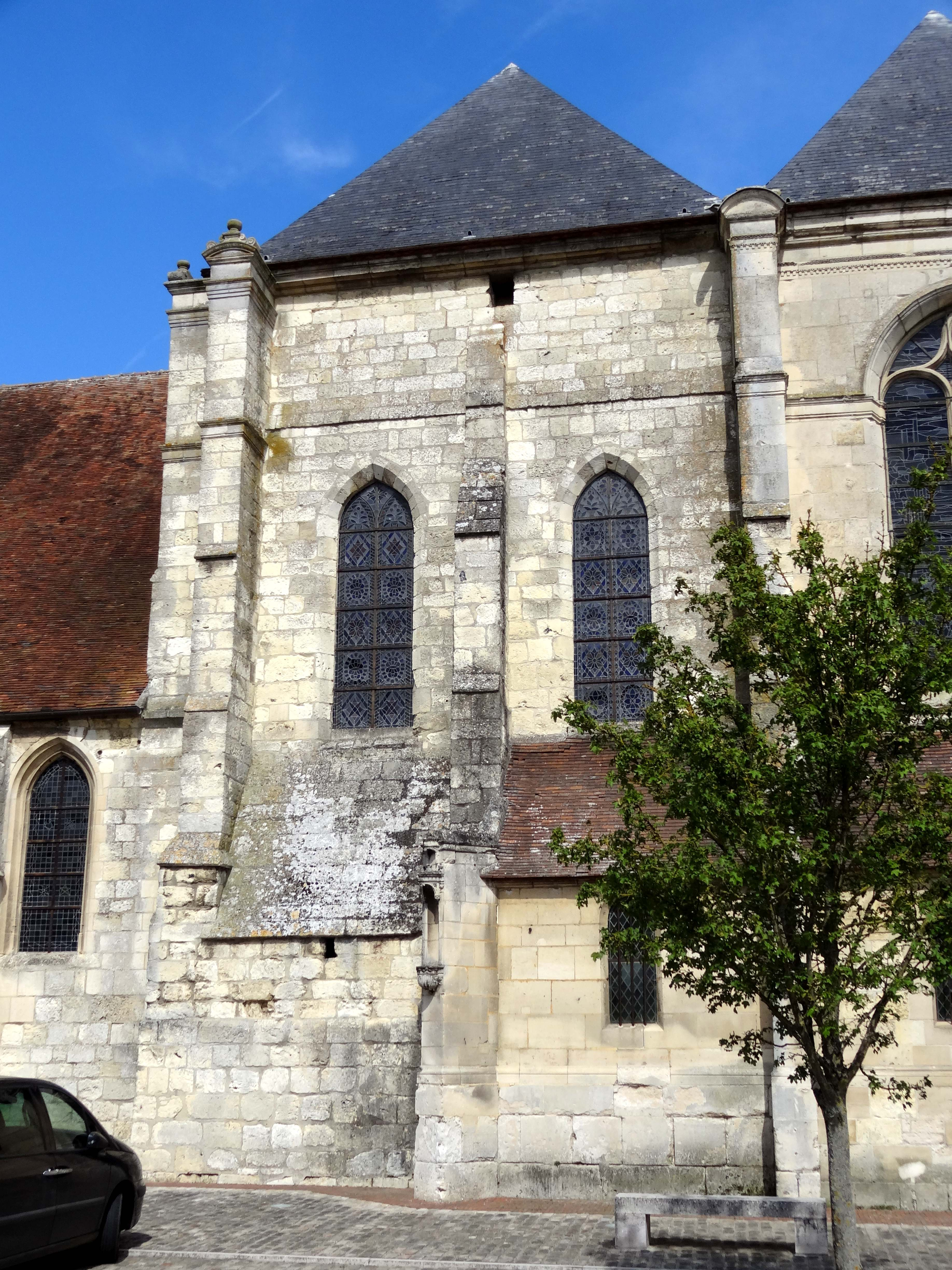
Croisillon sud du XIIIe siècle.

Les maçonneries des murs occidentaux des bas-côtés sont bien distinctes de celles du clocher, mais la disposition intérieure donne à penser que ces parties soient néanmoins contemporaines, et au nord et au sud, il n'y a pas de rupture dans l'appareil entre la travée accostant la base du clocher et la travée qui suit. La plupart des contreforts des bas-côtés sont en outre du même type que ceux du clocher. Ils se retraitent légèrement après les premières assises, puis par un larmier présent sur les trois faces à la limite des allèges, et s'amortissent par un glacis formant larmier. Ce sont tous les contreforts au nord et à l'ouest, et les trois premiers (sur huit) au sud. Sur les deux contreforts suivants et le dernier, le larmier se situe trois assises plus haut. Sur le sixième et septième contrefort, il y a un larmier simple supplémentaire. Il est manifeste que le mur méridional a connu des reprises au fil du temps, mais aucun contrefort ne semble postérieur à la période gothique, et l'on ne peut plus reconstituer comment l'on est parvenu à un nombre de huit contreforts pour cinq travées au sud. Cependant, les contours des fenêtres supprimées sous l'abbé Deligny demeurent bien visibles dans la deuxième, cinquième et septième travée. Dans la troisième travée, la fenêtre a changé de place. Seule la fenêtre à droite du portail est encore authentique, et l'on voit que la modénature des autres a été calquée sur celle-ci. En revanche, l'on n'a pas reconstitué le larmier qui marque la limite des allèges du bas-côté sud aux endroits où il a été cassé. Ce larmier n'a apparemment jamais existé sur le bas-côté nord.
Les deux croisillons du début du XIIIe siècle sont d'un style austère et puissant. Très larges et éclairées par deux fenêtres d'extrémité, ils témoignent d'un voûtement ancien par voûtes sexpartites, à moins qu'il ne s'agissait pas de deux voûtes quadripartites avec un pilier intermédiaire côté croisée du transept, comme à Saint-Jean-aux-Bois. Les fenêtres sont toujours des lancettes simples. Comme sur le bas-côté sud, un larmier marque la limite des allèges, et passe autour des contreforts. Mais sur le croisillon sud, il s'agit de plus que d'un larmier, mais d'un glacis pentu de dix assises de haut, qui pourrait s'expliquer par l'existence ancienne d'un enfeu à cet endroit. Ensuite, avec l'adjonction de la sacristie, qui jouxte la moitié du premier croisillon sud et le deuxième croisillon, les traces de la disposition initiale ont été effacés. L'on note une différence entre les contreforts d'angle, qui sont scandés par deux larmiers simples, puis se continuent verticalement. Ils ont été prolongés au XVIe siècle pour les rendre conformes au style du second transept et de l'abside, et comportent désormais deux sections d'entablement espacés, et un couronnement par un chaperon avec un petit fronton en cintre surbaissé. S'y ajoute une urne stylisée entre deux volutes, d'inspiration nettement baroque. Le contrefort central est scandé par un seul larmier simple à mi-hauteur des fenêtres, puis s'amortit par un glacis pentu au niveau des impostes des baies, mais se continue encore sur une courte section en tant que pilastre ou contrefort plat. Un larmier à très faible relief marque la naissance des anciens pignons, supprimés avec l'exhaussement et revoûtement du transept gothique. Désormais, les murs des deux croisillons se terminent par une corniche moulurée de type Renaissance.

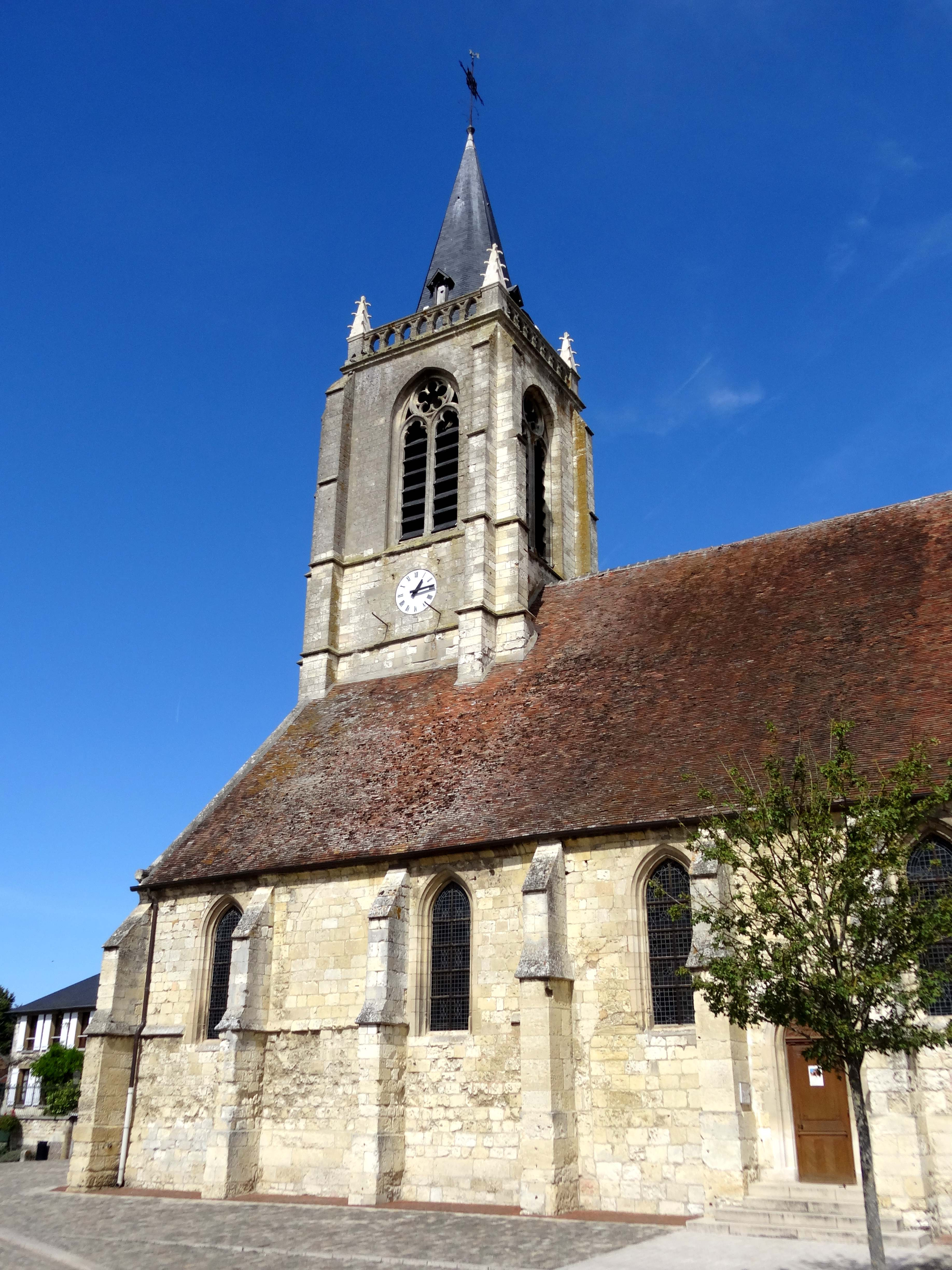
Clocher et bas-côté sud.
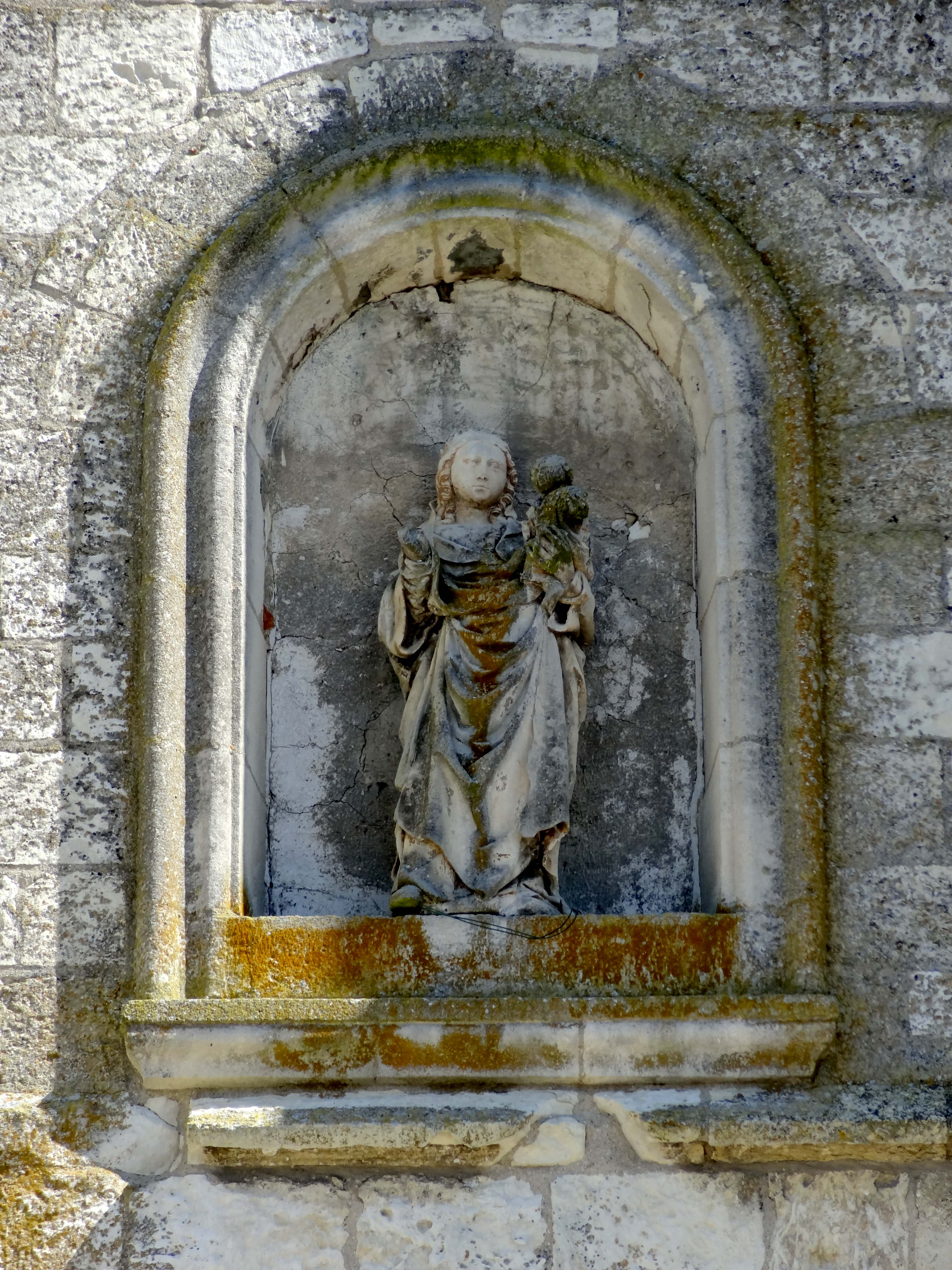
Vierge à l'Enfant du clocher.
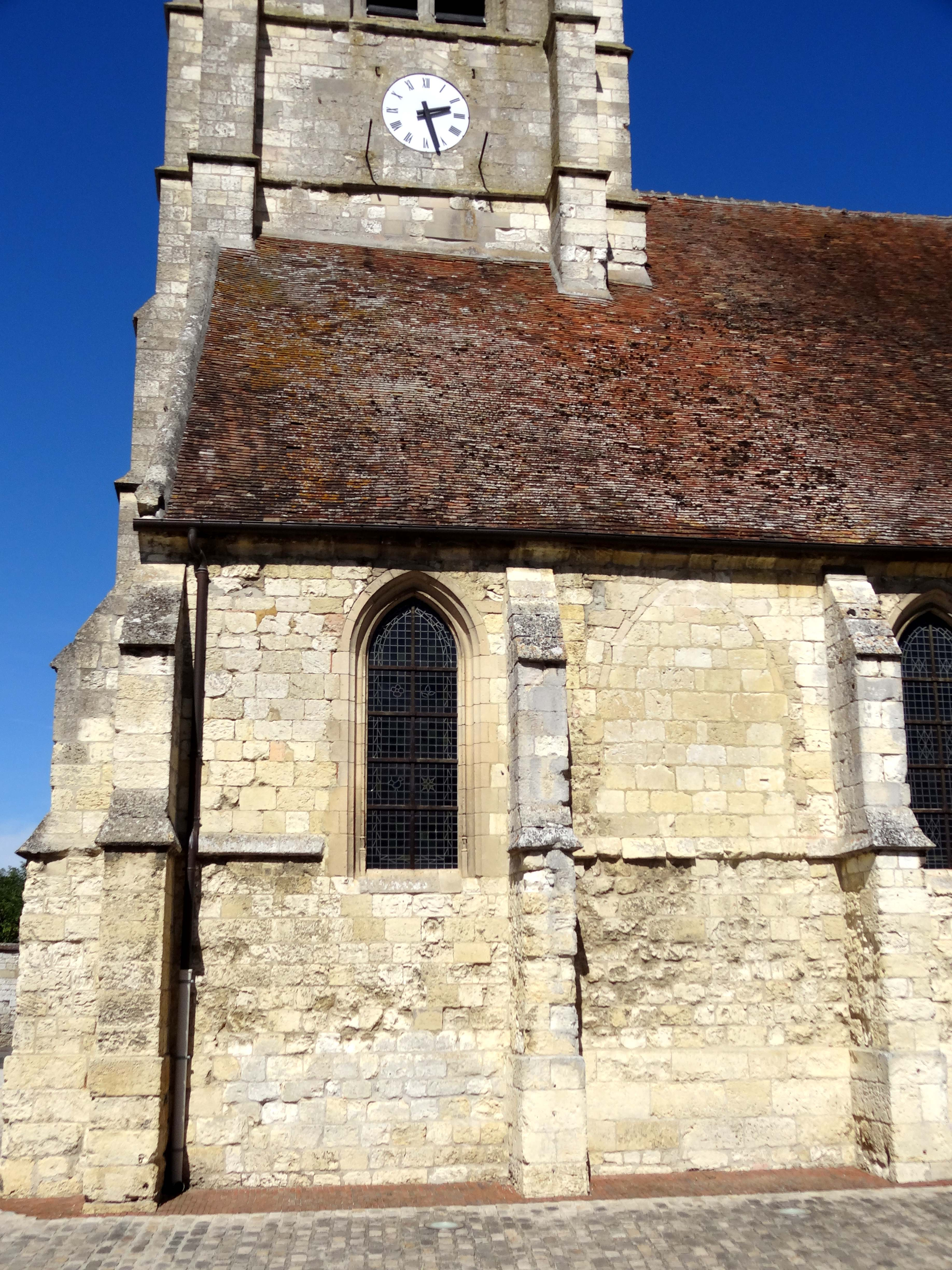
Début du bas-côté sud.
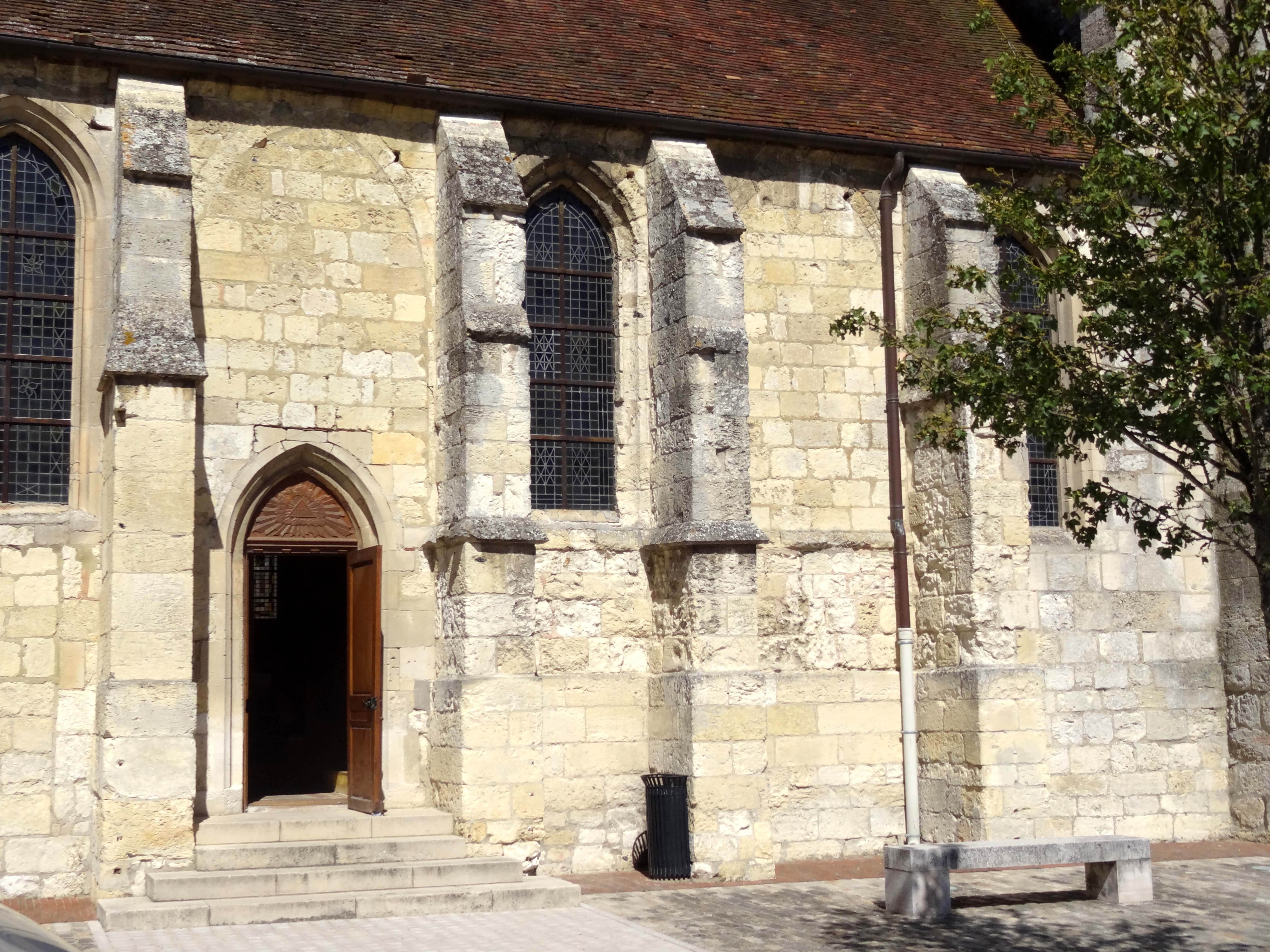
Bas-côté sud à partir de la 5e « travée ».
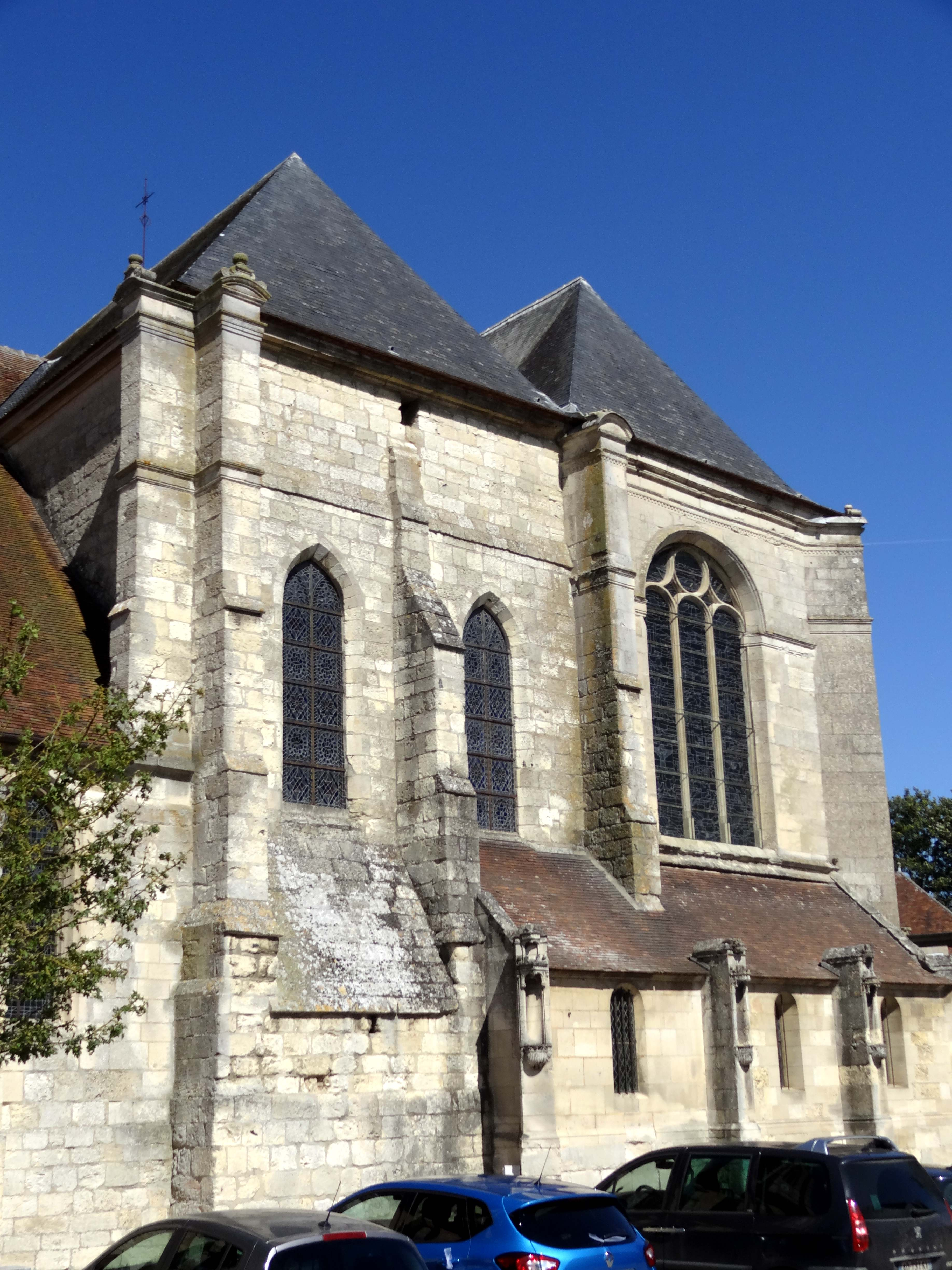
Les deux croisillons sud et la sacristie.
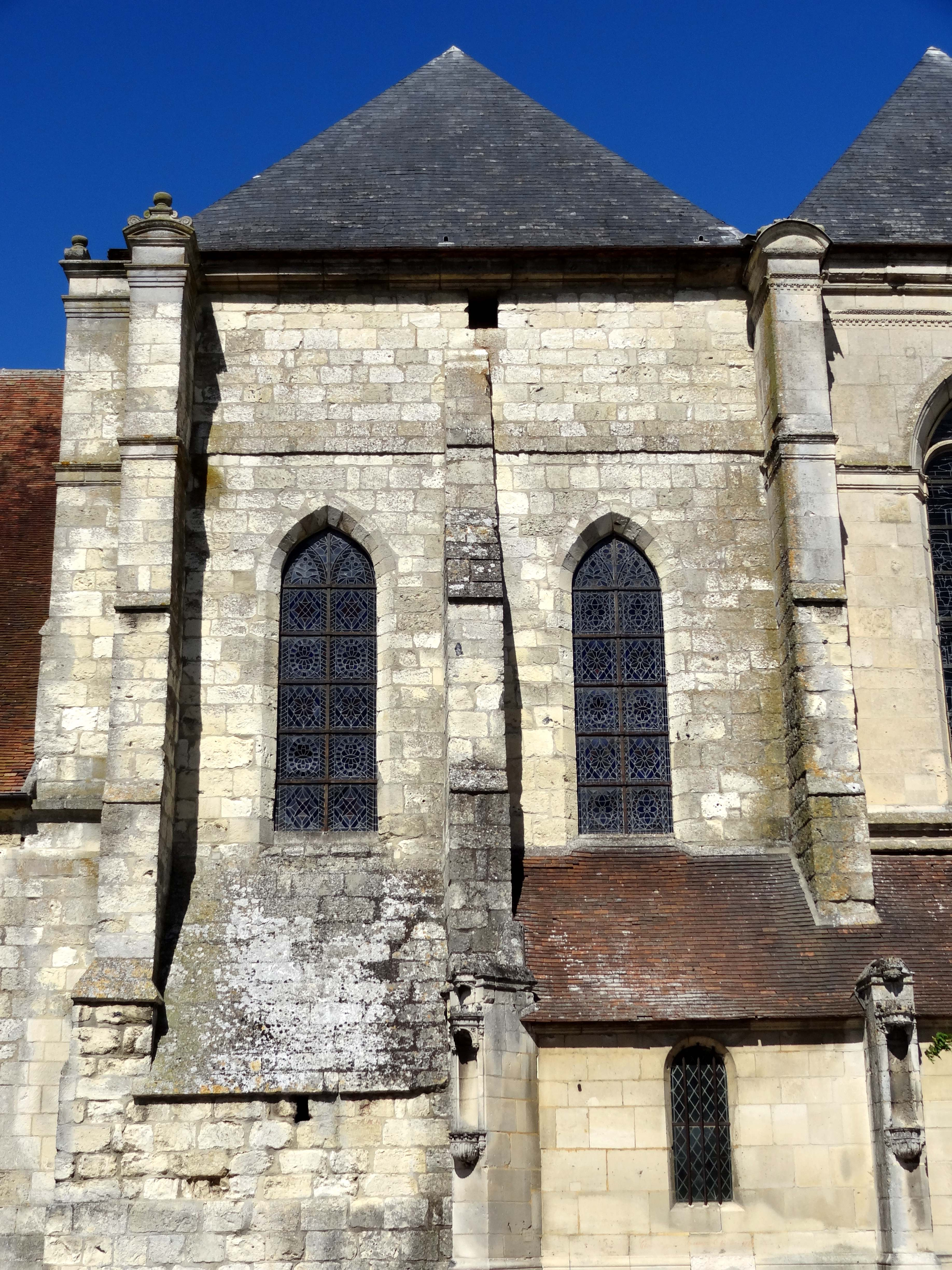
Croisillon sud du XIIIe, vue rapprochée.

#### Transept et abside duXVIesiècle

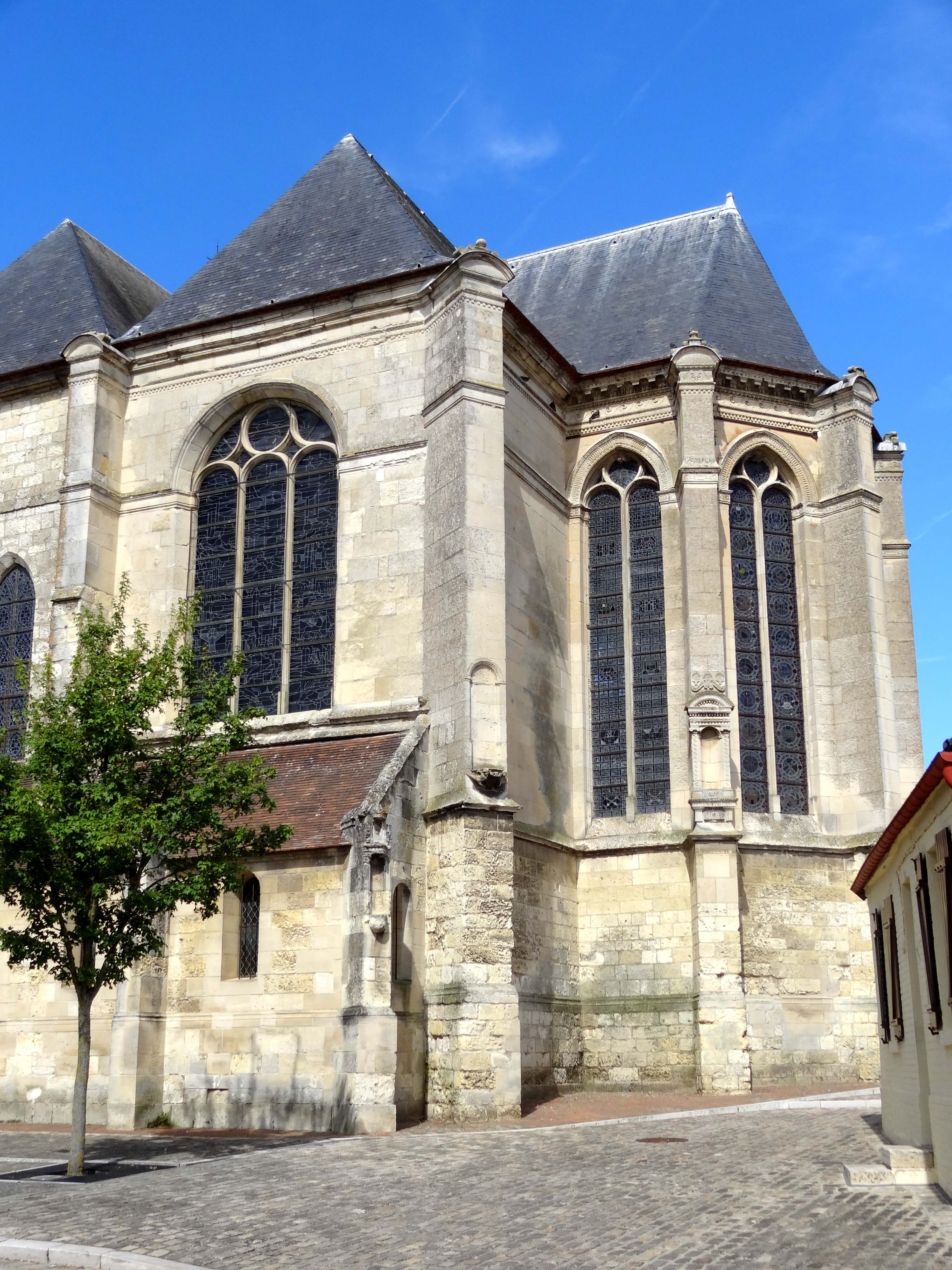
Vue depuis le sud-est.

L'on a donné aux croisillons du XVIe siècle la même largeur qu'à leurs homologues du XIIIe siècle, tandis que ces derniers ont été adaptés sur le plan de la hauteur. L'architecture ne montre pas de différences notables jusqu'en haut des allèges, mais l'on relève la présence d'une plinthe moulurée après les cinq ou six premières assises, conformément à l'usage à la période flamboyante, et un profil plus complexe des larmiers. En plus, en lieu et place de deux contreforts orthogonaux, un seul contrefort oblique épaule les angles nord-est et sud-est du deuxième transept. Les différences sont plus évidentes sur les parties hautes. L'appareil en pierre de taille y est particulièrement régulier, et les joints y sont très minces. Le contrefort sud-est de l'abside est orné d'une niche à statue richement sculpté, avec deux pilastres ioniques, entablement et fronton en arc de cercle. Au-dessus, se profilent deux volutes corinthiennes et trois coquilles Saint-Jacques. Des niches à statues Renaissance se trouvent aussi sur les contreforts de la sacristie.
Comme à l'intérieur, un entablement ébauché marque les impostes des fenêtres des croisillons. Son architrave est représentée par une baguette. Sur l'abside, sa métope est sculpté de grecques, et la corniche est formée par un rang d'oves et un rang de perles dans l'échine. Une hiérarchisation du décor entre transept et abside s'observe également sur les autres éléments. Si les fenêtres des croisillons sont entourées de discrètes moulures, celles de l'abside sont surmontées d'un rang de denticules à faible relief, d'un rang de perles, d'un rang d'arcatures, et d'un rang d'oves. Par ailleurs, les meneaux formant l'oculus en haut du remplage présente au sommet deux volutes affrontées. Immédiatement au-dessus de ce décor, les murs des parties orientales se terminent par un entablement. Aniconique, et seulement agrémenté d'un rang de denticules au niveau de l'architrave (et non de la corniche), il affiche une grande variété de motifs sur l'abside. La frise arbore des postes ou flots grecques. Deux postes s'affrontent sur les contreforts, ce qui est très rare. Un rang de perles court au-dessus. La corniche, très saillante, prend appui sur des corbeaux, qui alternent avec des arcatures. À ce niveau, la corniche du transept présente seulement une doucine. Les strates de modénature supérieures comportent un autre rang d'arcatures, sur l'abside uniquement, et un listel. Globalement, le transept et l'abside du XVIe siècle forment un ensemble tout à fait remarquable de style Renaissance à l'extérieur. L'arc brisé des baies de l'abside est la seule réminiscence du style gothique. Les éléments typiquement flamboyants, qui sont encore déterminants à l'intérieur, avec notamment les piliers ondulés et les nervures de voûtes prismatiques, s'effacent à l'extérieur, même si l'ordonnancement général reste gothique. L'architecture fait également preuve de beaucoup plus de raffinement à l'extérieur, et rien n'a été négligé, comme on peut le dire des bases, des nervures et clés de voûte, et des ébrasements des fenêtres à l'intérieur. La valeur des parties orientales de l'église Saint-Denis est autant plus grande que la Renaissance est peu présente dans le département.

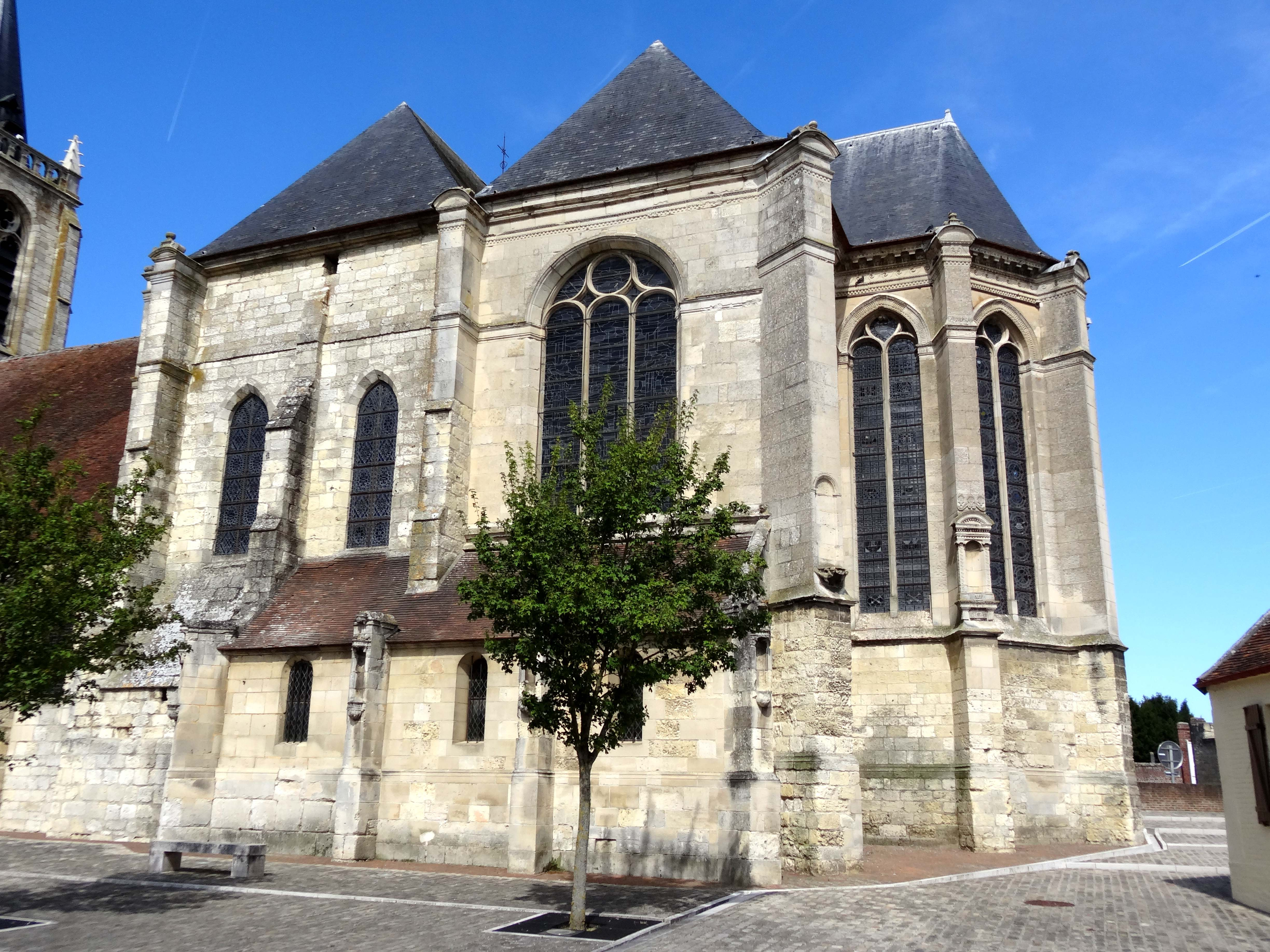
Vue depuis le sud-est.
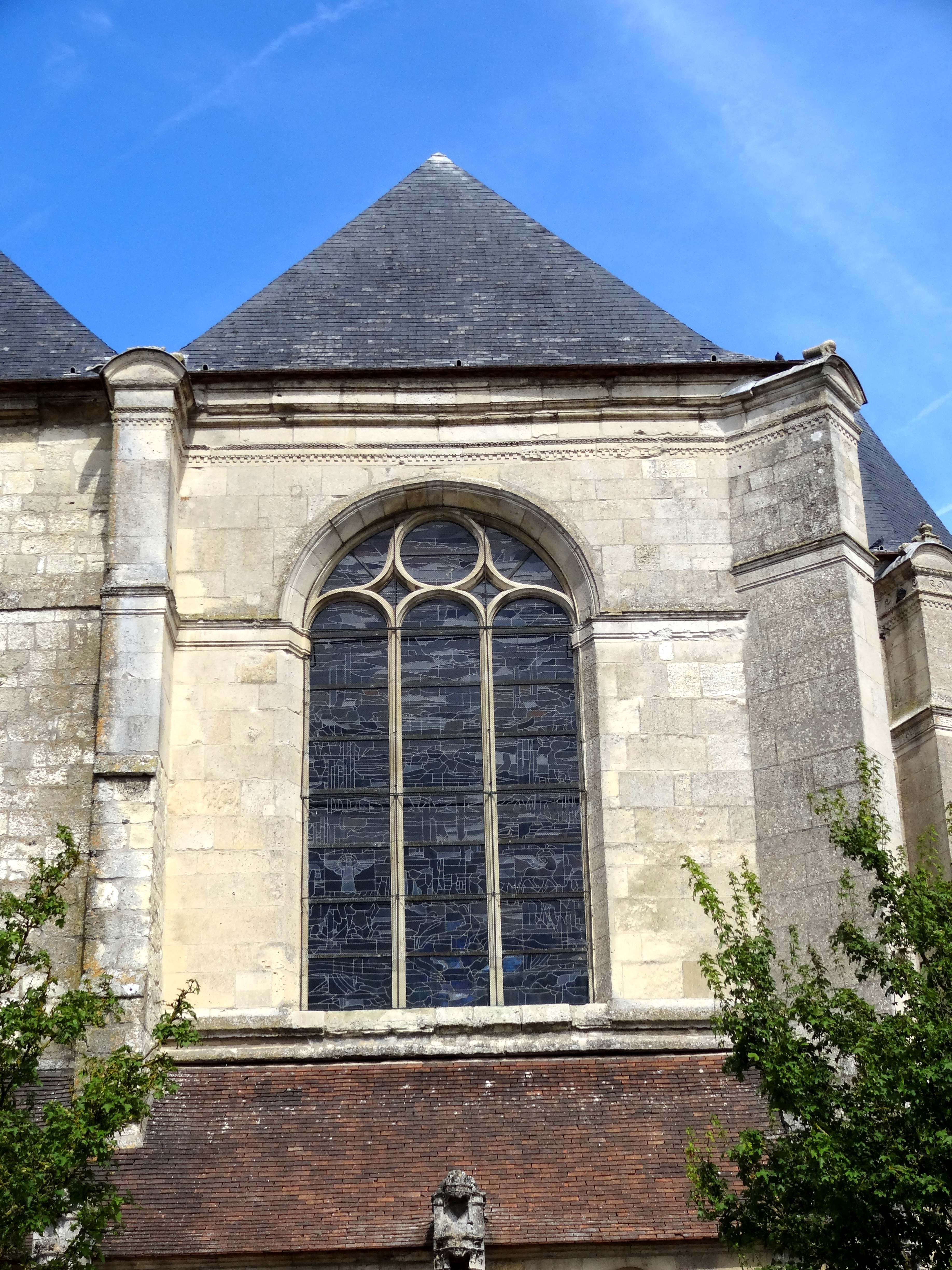
Croisillon sud.
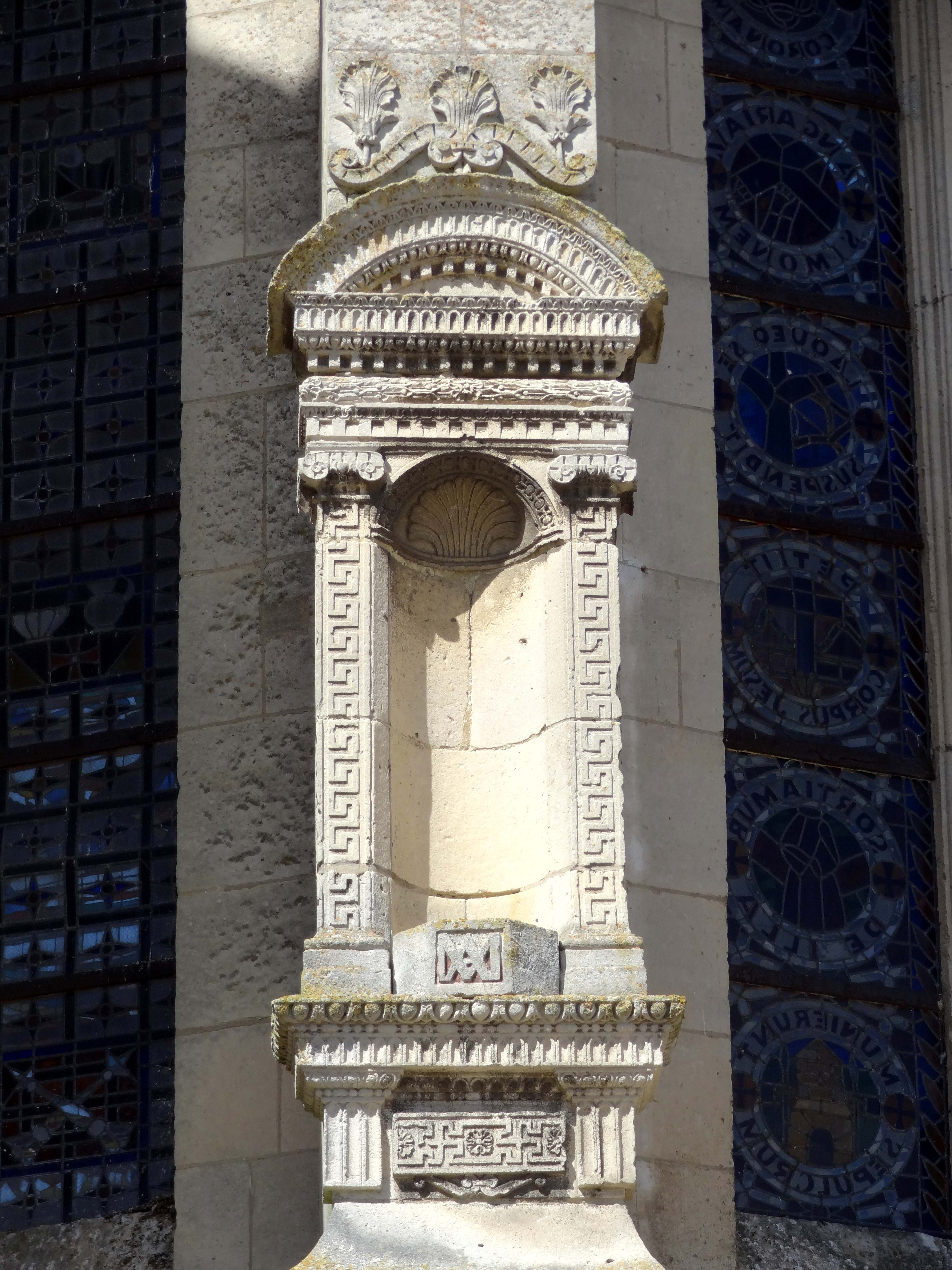
Niche à statue de l'abside.
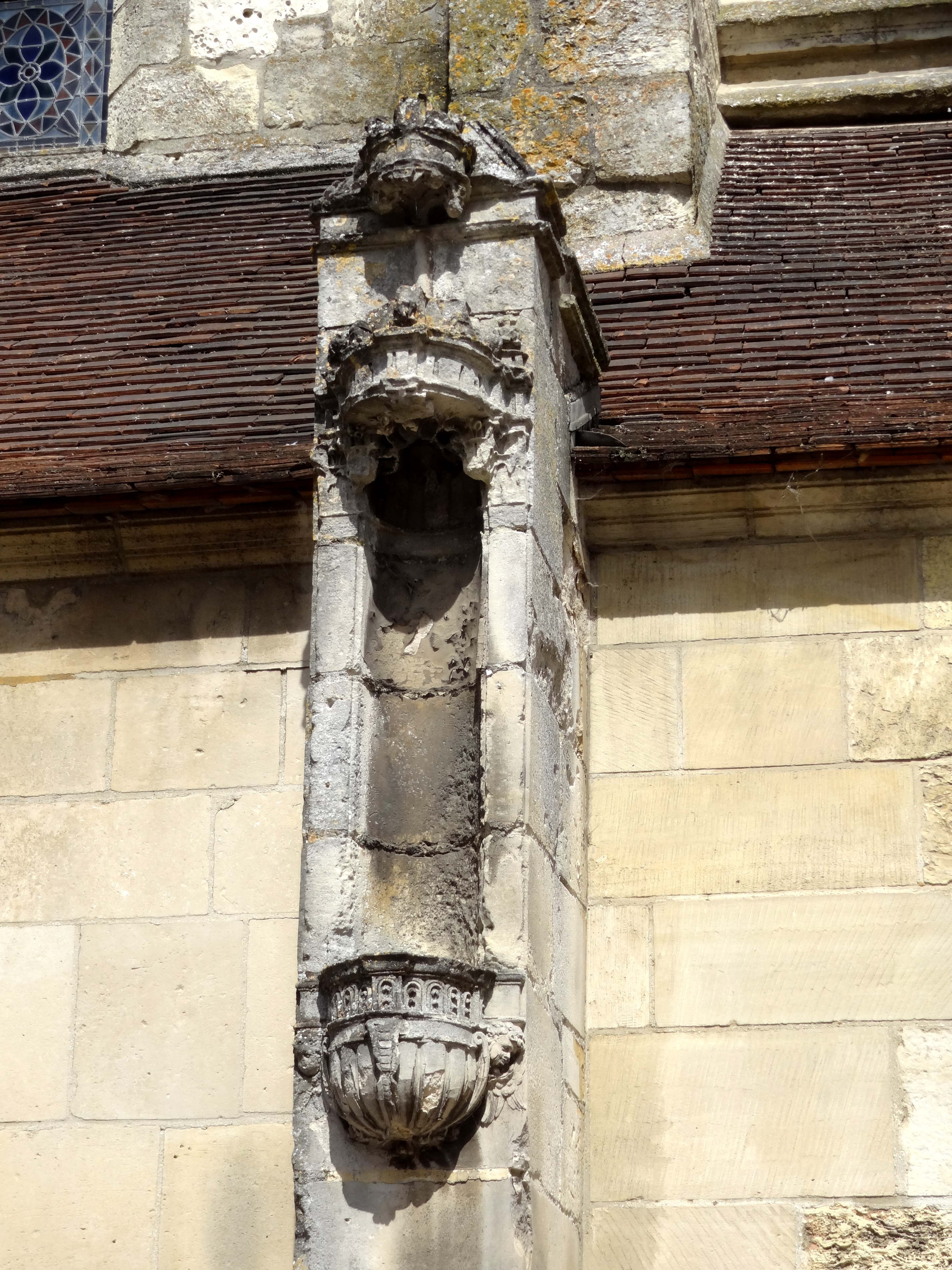
Niche à statue de la sacristie.
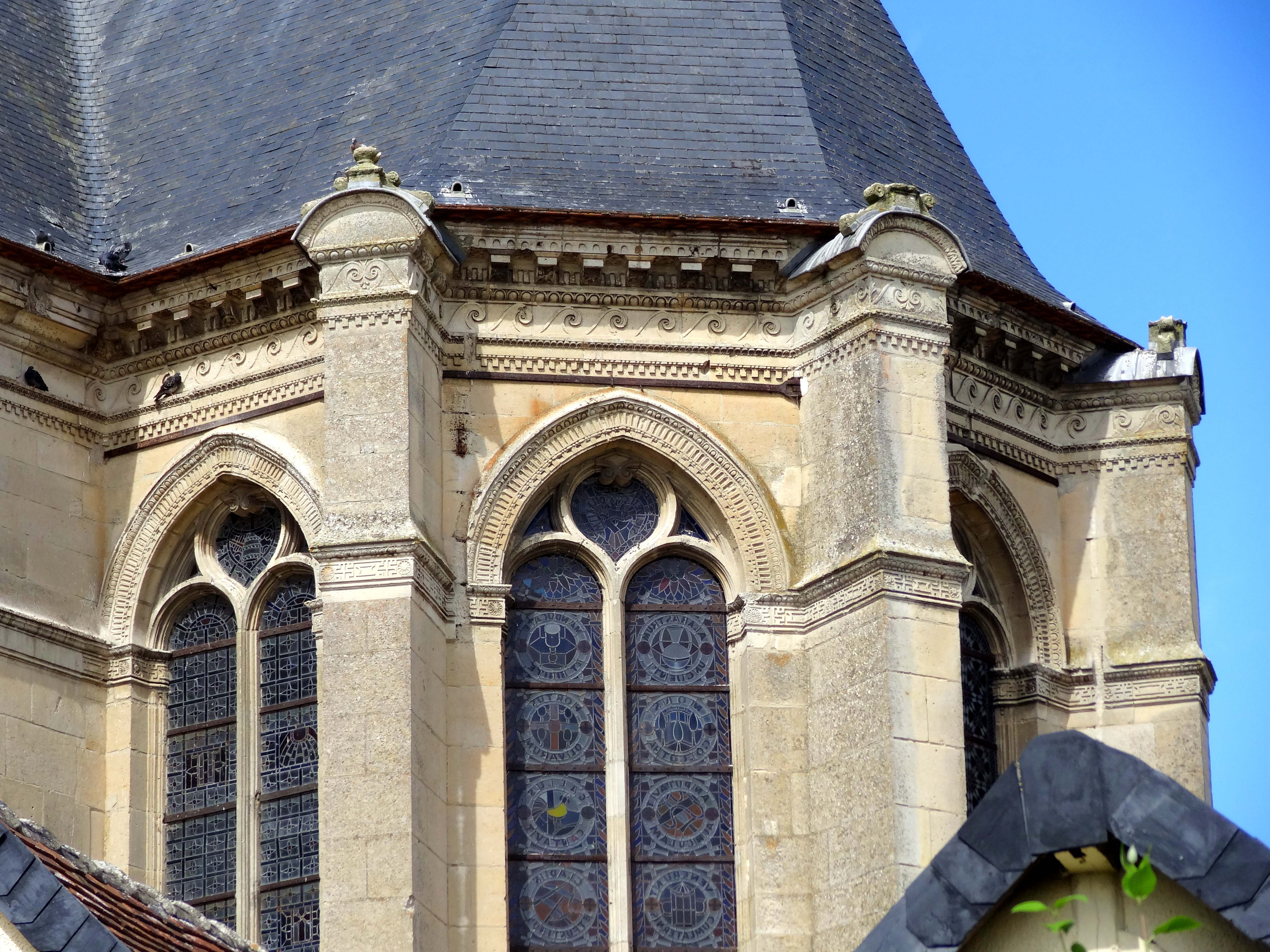
Abside, parties hautes.

## Mobilier
Parmi le mobilier de l'église, six éléments ou ensembles sont classés ou inscrits monument historique au titre objet, dont notamment l'ensemble de vingt-six stalles du second quart ou du milieu du XVIe siècle, ainsi que la Vierge à l'Enfant dans la niche au-dessus du portail (voir le chapitre Extérieur).

### Fonts baptismaux

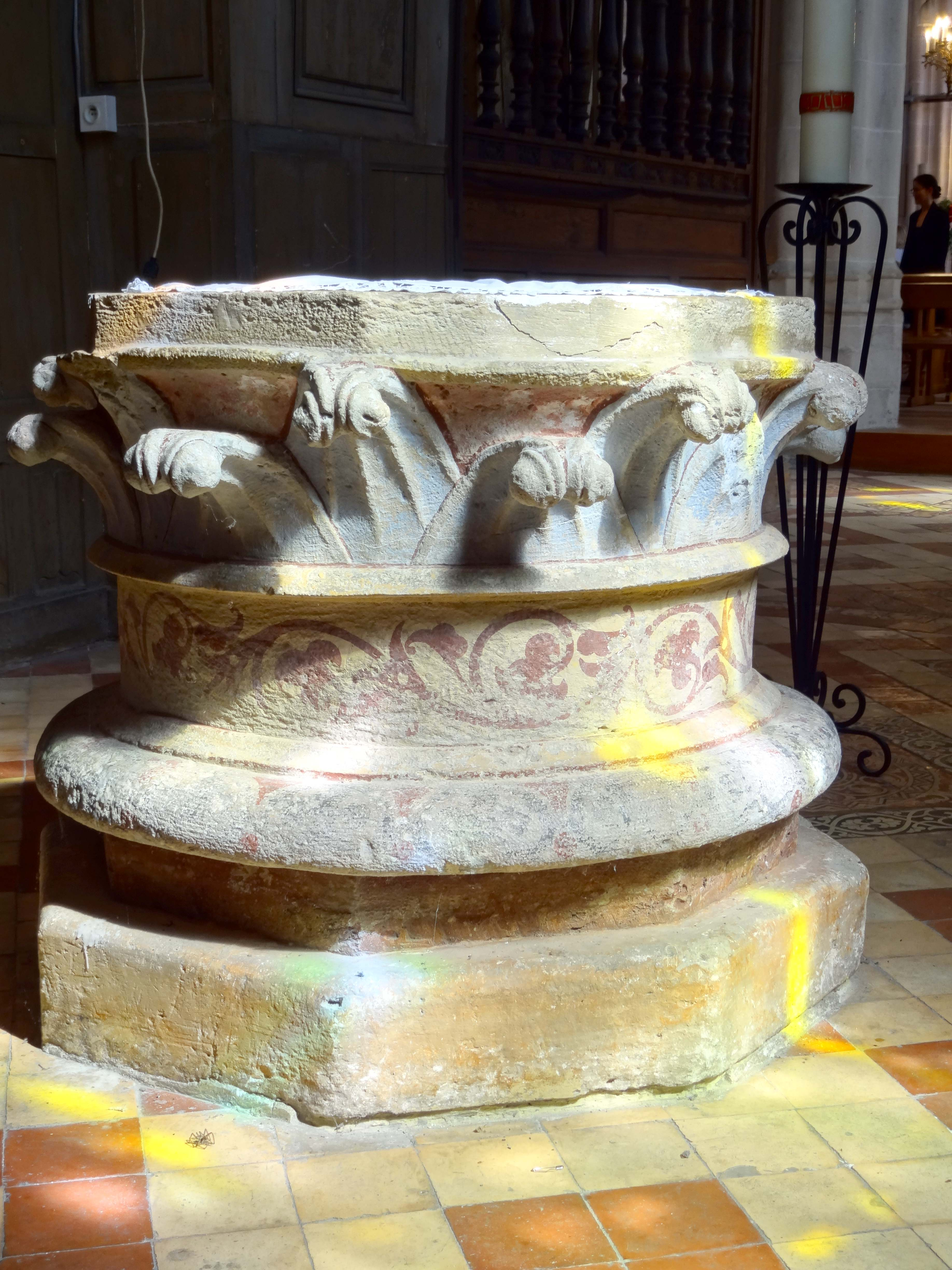
Fonts baptismaux.

Les fonts baptismaux, sous la forme d'une cuve baptismale à infusion, sont en pierre calcaire taillée. Ils mesurent 89 cm de hauteur, et 109 cm de diamètre, et datent du XIIIe siècle, sauf pour la polychromie, qui est du XIXe siècle. Ces fonts semblent se composer d'un gros chapiteau de crochets placé sur un court fût cylindrique avec base et socle. Cette hypothèse est étayée par le constat que la bordure ne soit pas moulurée : il semble s'agir simplement de la partie basse du tailloir, qui est octogonal. La corbeille du chapiteau est sculptée de crochets, à raison d'un par angle, et un au milieu de chaque face. Deux parmi les seize crochets initiaux manquent. L'on note encore la faible hauteur de la corbeille. Elle est délimitée du fût par un astragale doublement chanfreiné. La base paraît incomplète, et se résume au gros tore inférieur. Le petit tore et la scotie manquent donc. Les angles ne sont pas flanquées de griffes, qui tombent en désuétude après le début du XIIIe siècle. En dessous, le court socle octogonal se compose de deux sections, dont la première est d'un diamètre trop réduit par rapport à la base, qui est ainsi placée en encorbellement. S'il s'agit bien d'un chapiteau, la question de sa provenance s'impose. Ses dimensions ne facilitant pas le transport, il est susceptible de provenir de l'église Saint-Denis même, et d'avoir été déposé lors de sa reconstruction flamboyante. Les fonts sont classés depuis janvier 1913.

### Dalle funéraire

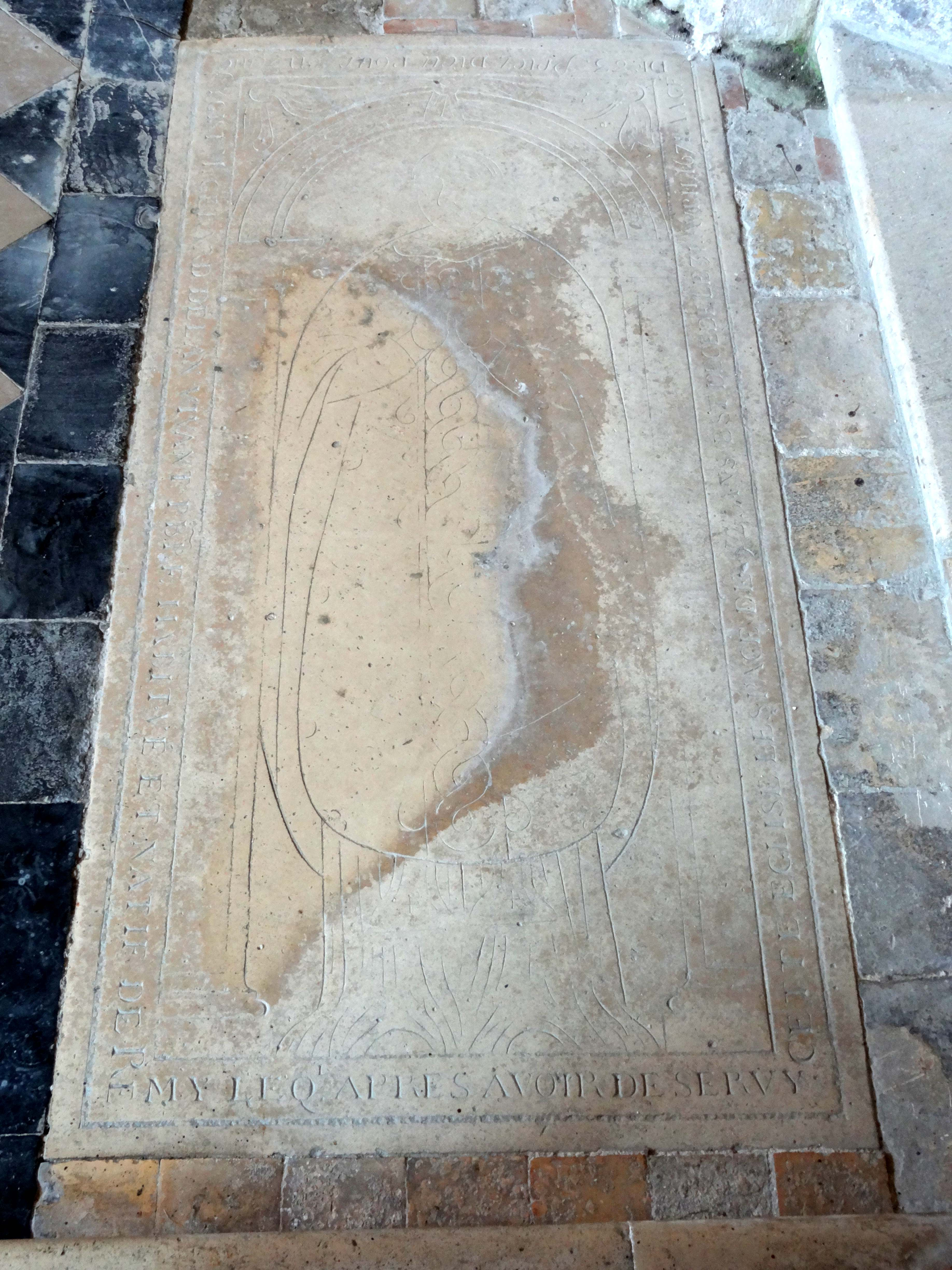
Dalle funéraire de Gérard Delan.

La dalle funéraire à effigie gravée de Gérard Delan, curé de Remy, est en pierre calcaire. Elle est seulement gravée, pas sculptée, et mesure 202 cm de hauteur pour 98 cm de largeur. L'épitaphe, entièrement en capitales, est gravée sur le pourtour. Elle se lit comme suit : « Cy gist Gérard Delan vivant prêtre habitué et natif de Re / my leq[ue]l après avoir deservy / cette église lespace de 52 ans est décédé le 31 [sic!] avril 1671 aage / de 83 ans priez Dieu pour son âme ». L'essentiel de la dalle est occupé par l'effigie du défunt, évoquée par quelques lignes seulement incisées dans la dalle, et représenté en pied et de face, en habit sacerdotal, les mains rejointes pour la prière, entre deux colonnettes et sous une arcature en plein cintre. Cette dalle est la seule parmi la demi-douzaine que compte l'église qui soit classée, en l'occurrence depuis janvier 1913. À l'instar des autres dalles, elle est toujours scellée dans le sol du chœur, à l'est.

### Statues
Parmi les statues de l'église, seulement deux sont classées ou inscrites. S'y ajoute la Vierge à l'Enfant au-dessus du portail, à l'extérieur (voir ci-dessus). — Le Christ en croix dans la nef est en bois polychrome. Il mesure environ 250 cm de hauteur et 180 cm de largeur, et date du XVIe siècle. Il a été restauré et repeint au XIXe siècle. Le Christ est sculpté en ronde-bosse, et composé de trois éléments, un pour le corps et deux autres pour les bras, peints en gris. La croix est peinte en marron. Ce Christ en croix est classée depuis janvier 1913. — La statue de l'Ecce homo, dans un angle de l'abside, est en bois polychrome. Ses dimensions n'ont pas été prises. Elle date du XVIe siècle, et est inscrite au titre objet depuis juillet 1979.
Six statues occupent les niches du retable au chevet du collatéral nord, et quatre celles de son homologue au sud ; deux niches restent vides. Plusieurs statues ont été remplacées XIXe siècle. Avec les retables, toutes ont été repeintes lors de la restauration de l'église entre 1861 et 1873, si bien qu'il ne soit pas toujours évident de les dater. Au nord, l'on trouve, de gauche à droite et du haut vers le bas, sainte Barbe avec la tour où elle fut enfermée par son père ; la Vierge à l'Enfant, sainte Catherine d'Alexandrie foulant des pieds l'empereur Maximien Hercule qui la persécuta ; l'Éducation de la Vierge Marie par sainte Anne ; Notre-Dame de Lourdes ; et saint Denis en tenue épiscopale. Au sud, l'on voit saint Éloi, avec ses attributs, le marteau et l'enclume ; saint Sébastien pendant son martyre ; saint Joseph avec sa fleur de lys, malencontreusement peinte en vert ; et saint Jacques le Majeur en tenue de pèlerin, un collier de coquilles Saint-Jacques autour de son cou.

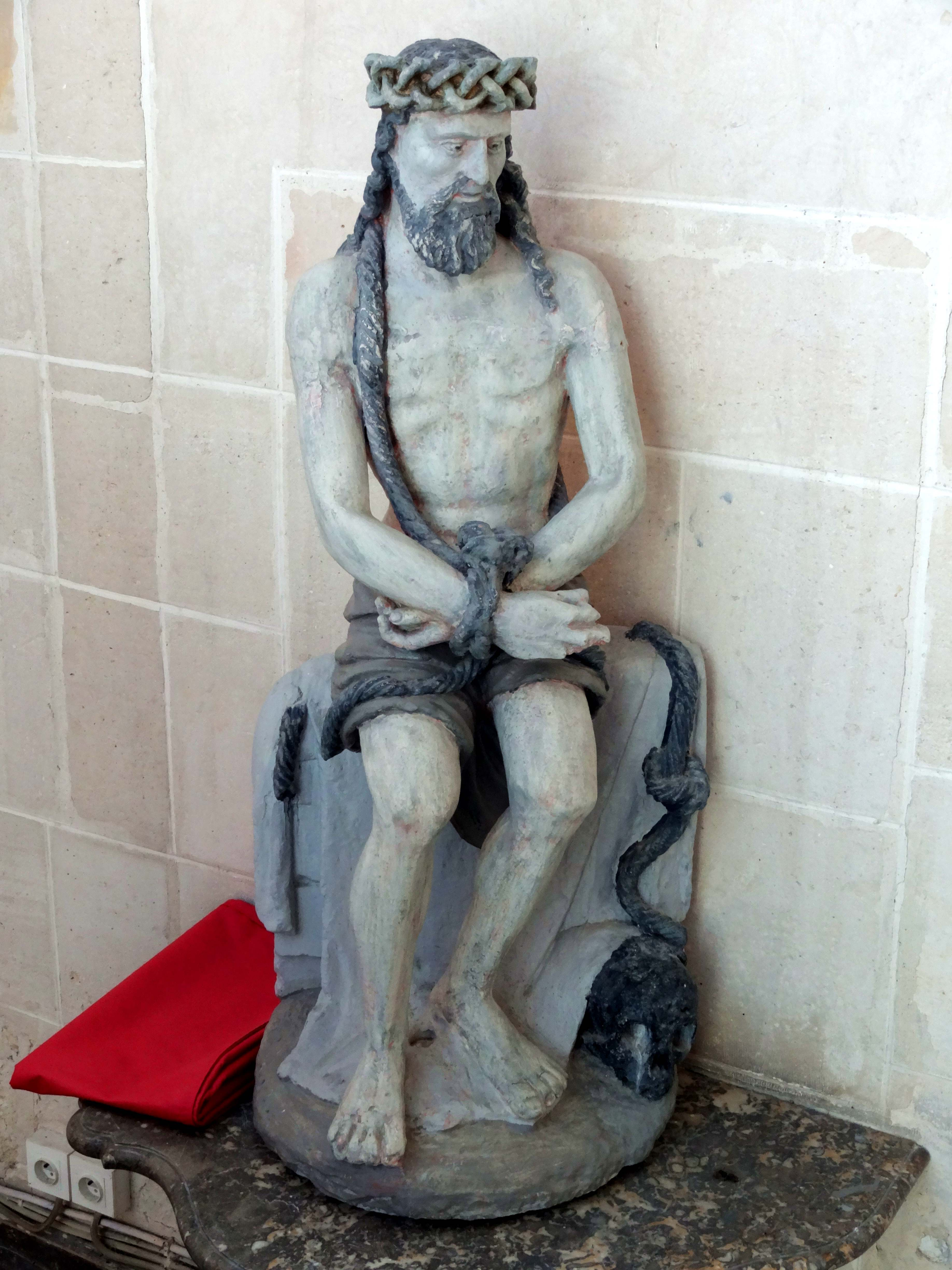
Ecce homo.
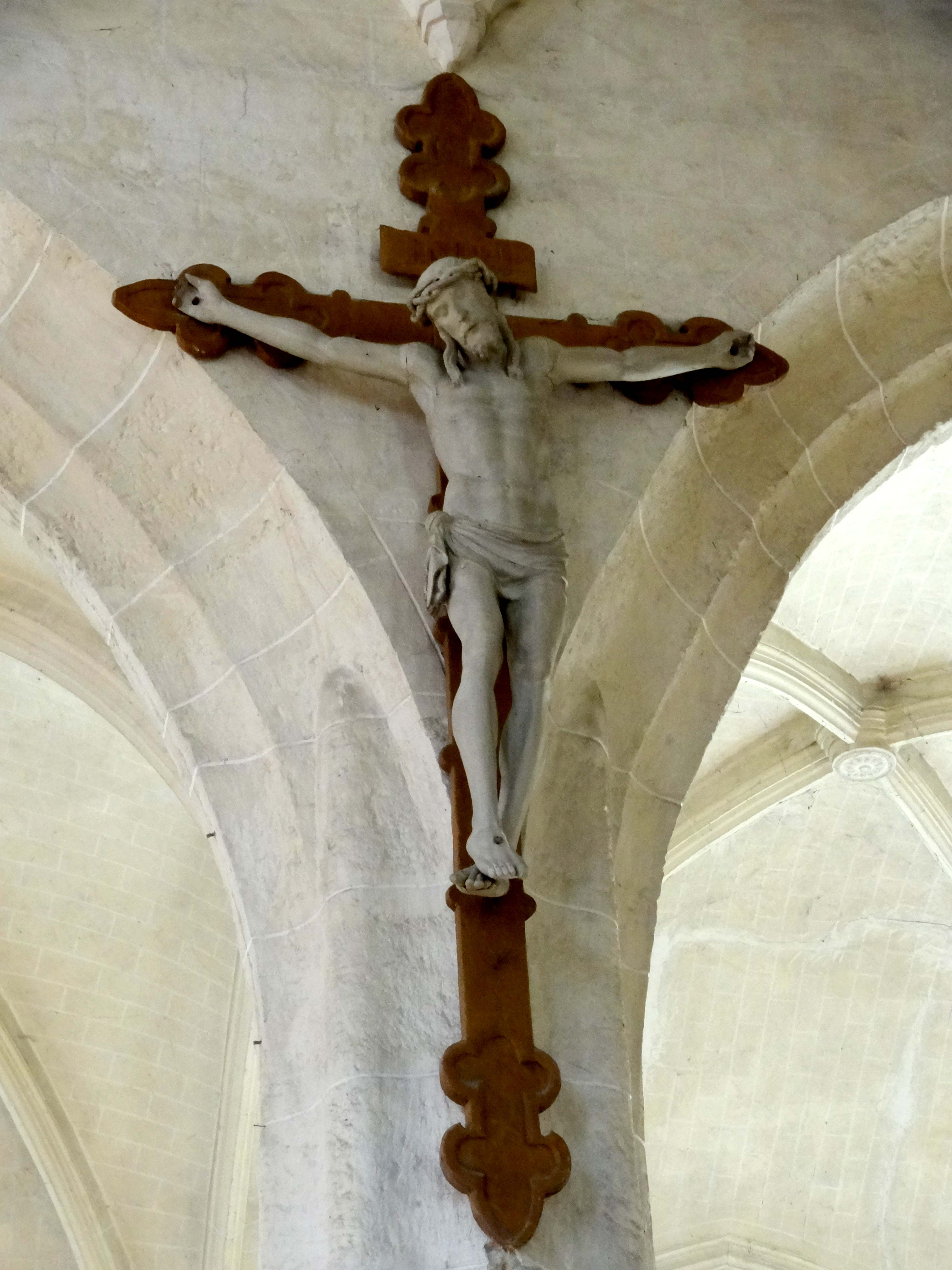
Christ en croix.
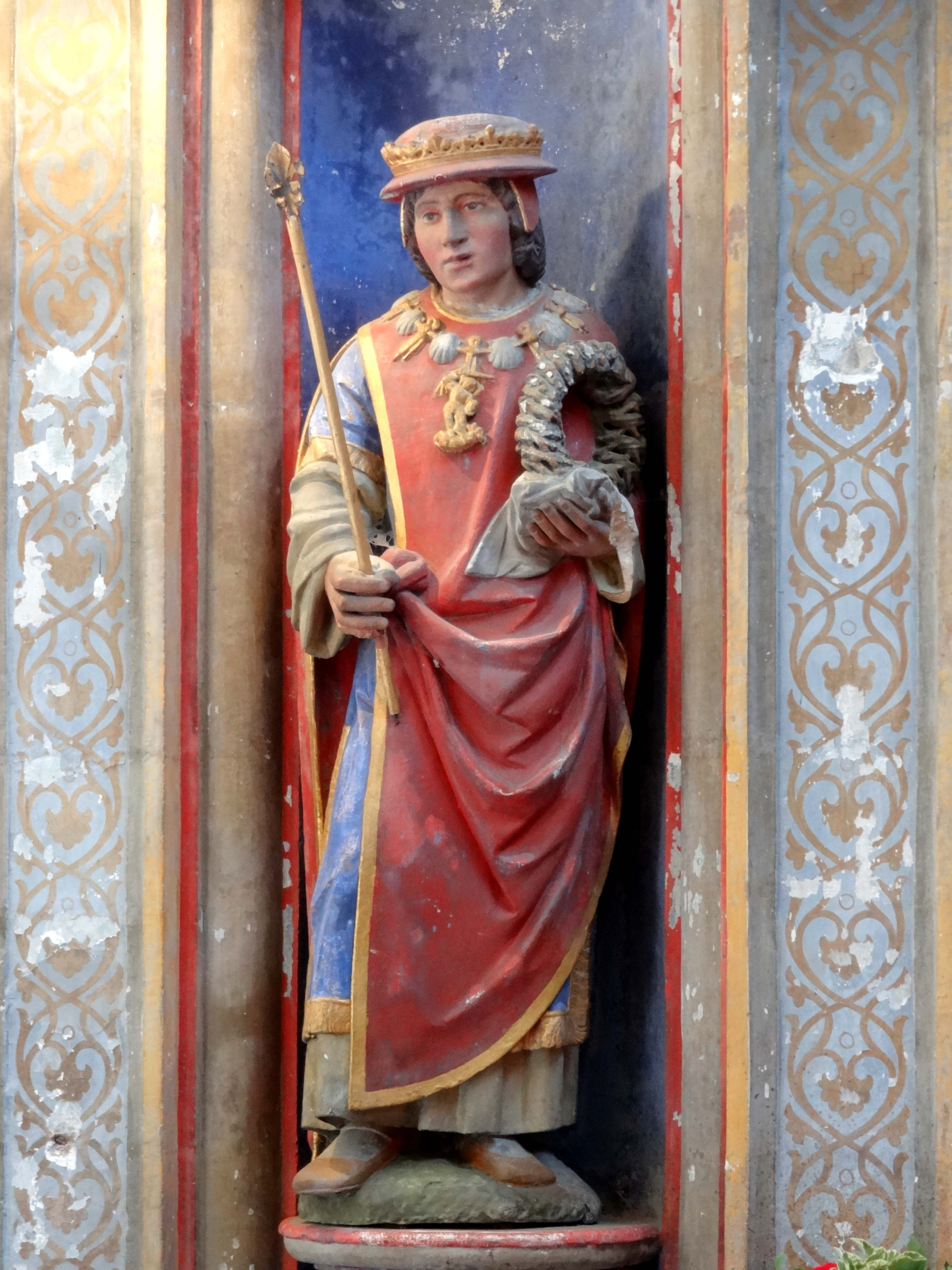
Saint Jacques le Majeur.
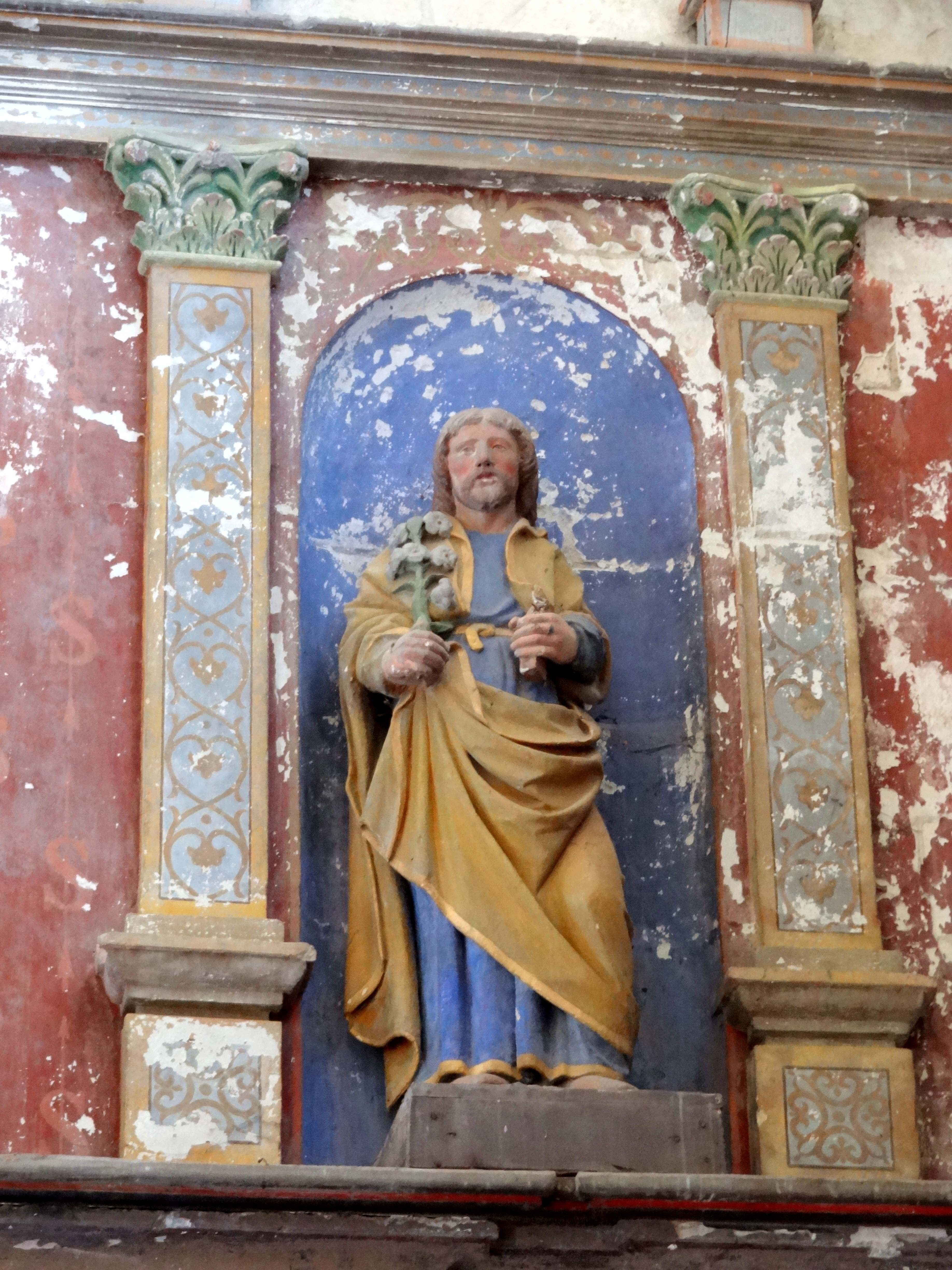
Saint Joseph.
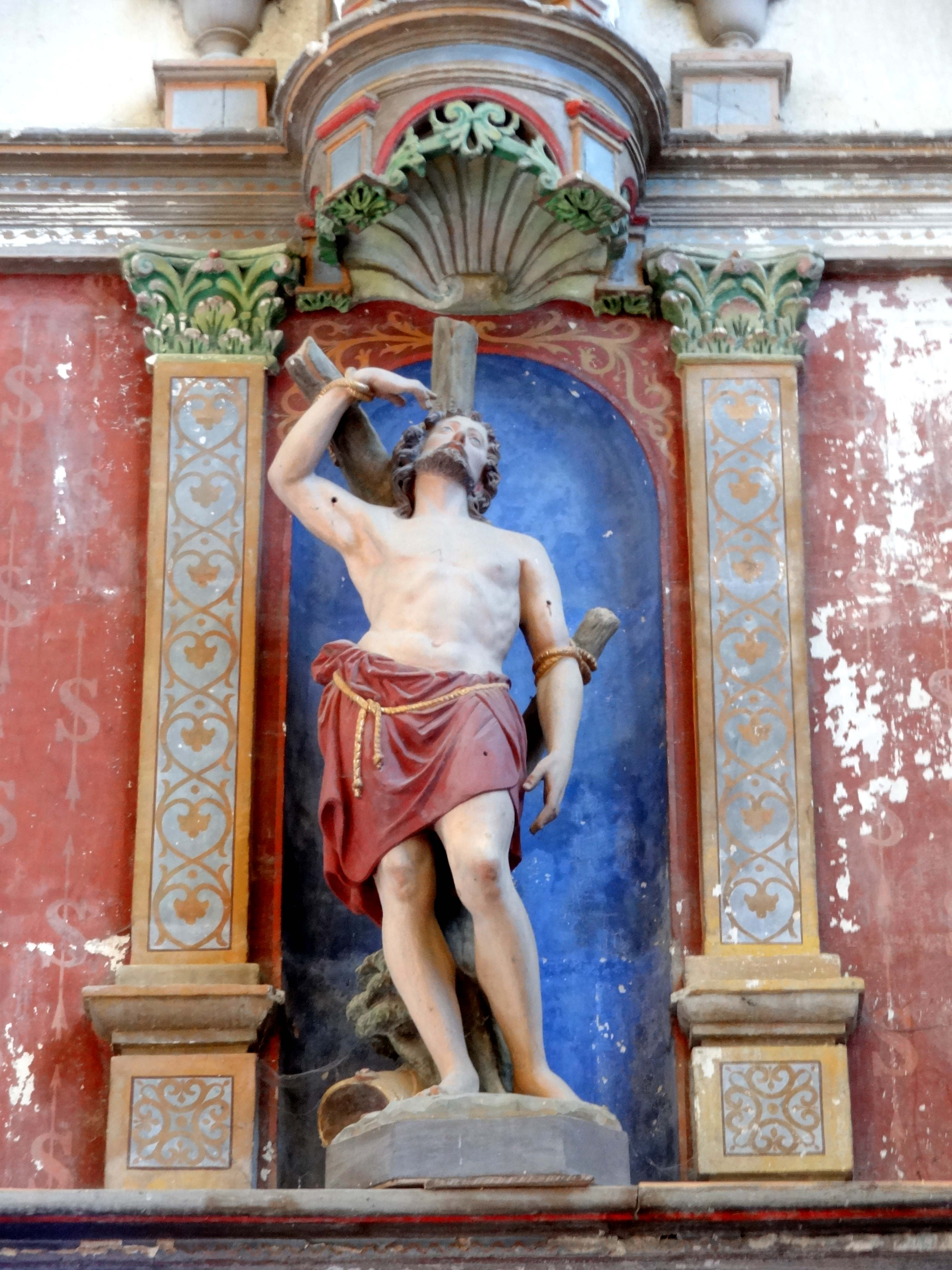
Saint Sébastien.
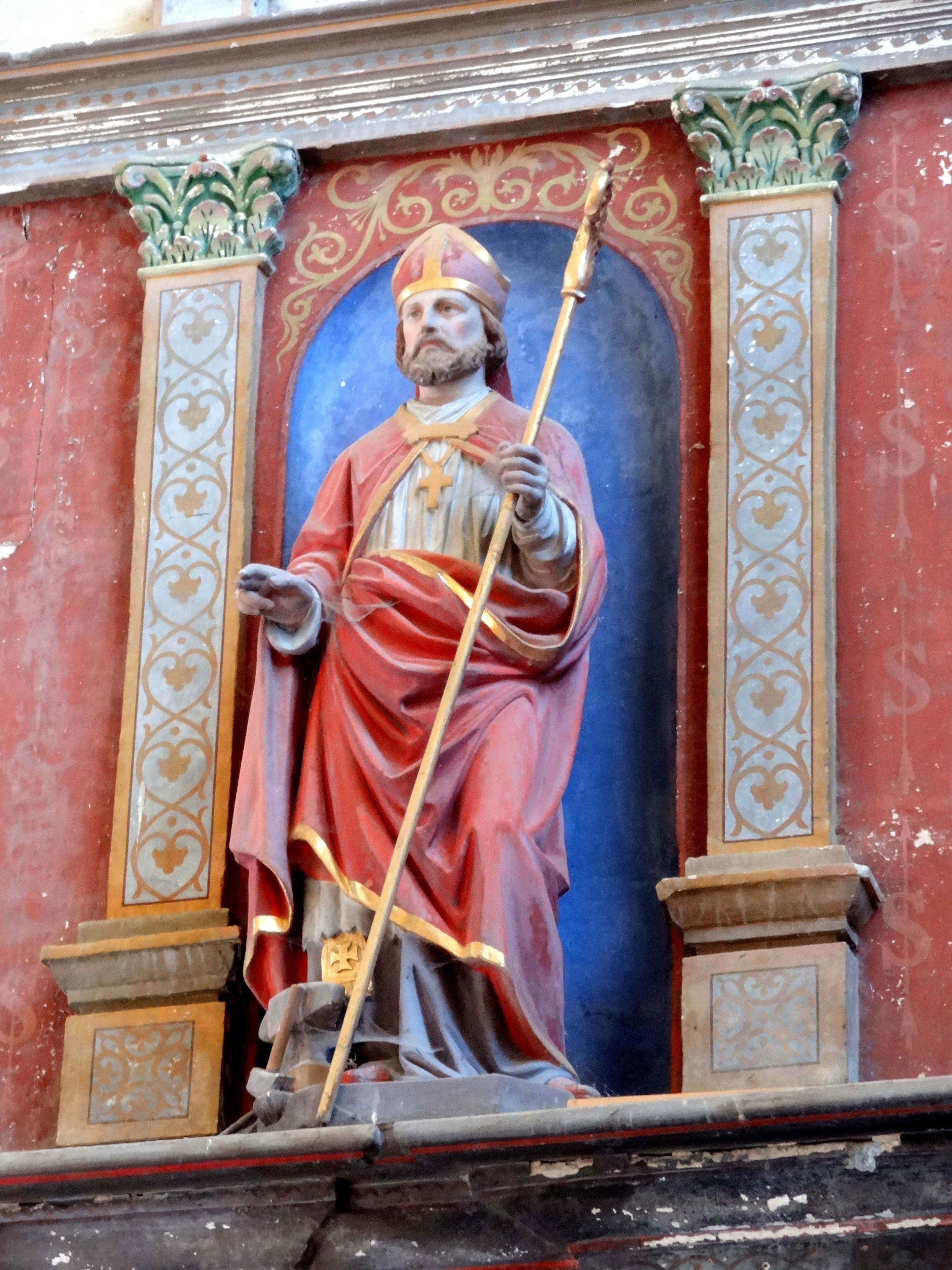
Saint Éloi.

### Stalles

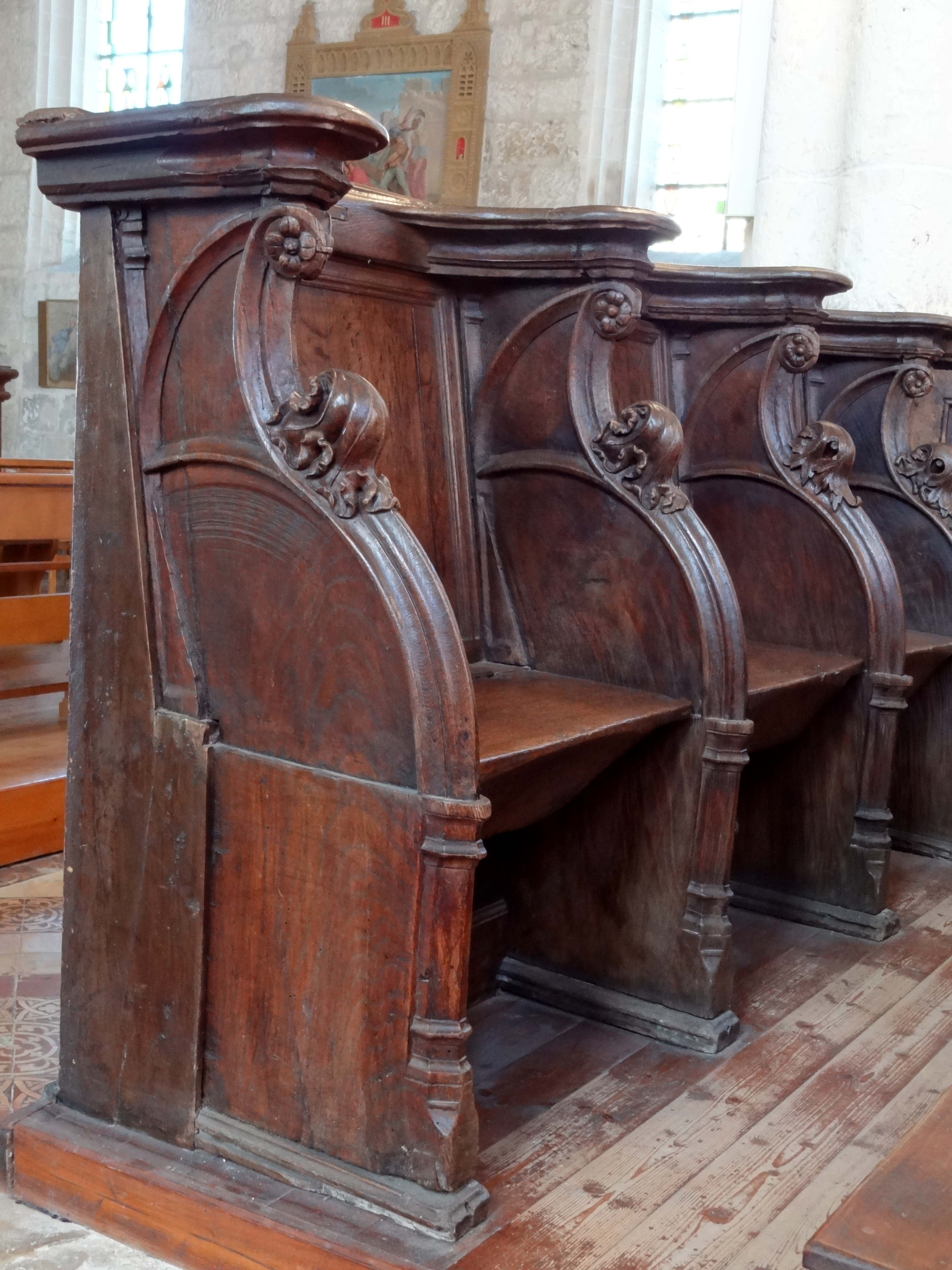
Stalles du chœur.

Les stalles, qui sont au nombre de vingt-six, et particulièrement bien conservées, forment l'un des ensembles les plus remarquables de leur genre à l'échelle du département, avec Avilly-Saint-Léonard, Saint-Étienne de Beauvais, Chaumont-en-Vexin et Saint-Martin-aux-Bois. Elles ont leur place dans la première travée du chœur (ou première croisée du transept). De part et d'autre de l'allée centrale, trois stalles regardent vers le sanctuaire, et dix sont placées longitudinalement, sous les doubleaux vers les croisillons. La longueur cumulée est de dix-sept mètres. Les jouées sont de style gothique flamboyant. De face, elles se présentent par une arête saillante agrémentée de moulures prismatiques, et comportent une base au niveau des sièges, et une autre, plus complexe, proche du sol. De profil, les jouées décrivent un S en leur partie supérieure. En haut, chaque jouée comporte une sorte de crochet de chapiteau gothique, qui affiche latéralement une fleurette à quatre pétales. Les jouées comportent également un appui-mains en forme de feuilles de chou frisées, motif indispensable de la sculpture monumentale flamboyante, qui exerce une forte influence sur le mobilier liturgique de l'époque. Jusqu'ici, toutes les stalles sont pareilles. Les miséricordes sont en revanche toutes différentes, et se rattachent nettement à la Renaissance, ce qui suggère une datation de l'ensemble des années 1540-1550 (sauf pour les pupitres, qui sont modernes). Inspirés de l'art grotesque, les motifs sont à dominance végétale, et intègrent fréquemment des volutes corinthiennes, des têtes de chérubins, des têtes de mort, et des urnes. Il y a aussi un homme vert, une ruche, un ciboire, et un calice. Souvent, les volutes se terminent par une tête de monstre marin. Sur deux miséricordes, les motifs végétaux s'éclipsent complètement, et laissent la place à des têtes de mort et des tibias. Des chimères ne sont présentes que sur la première stalle du nord. Ces stalles sont classées depuis novembre 1913.

Miséricordes des stalles
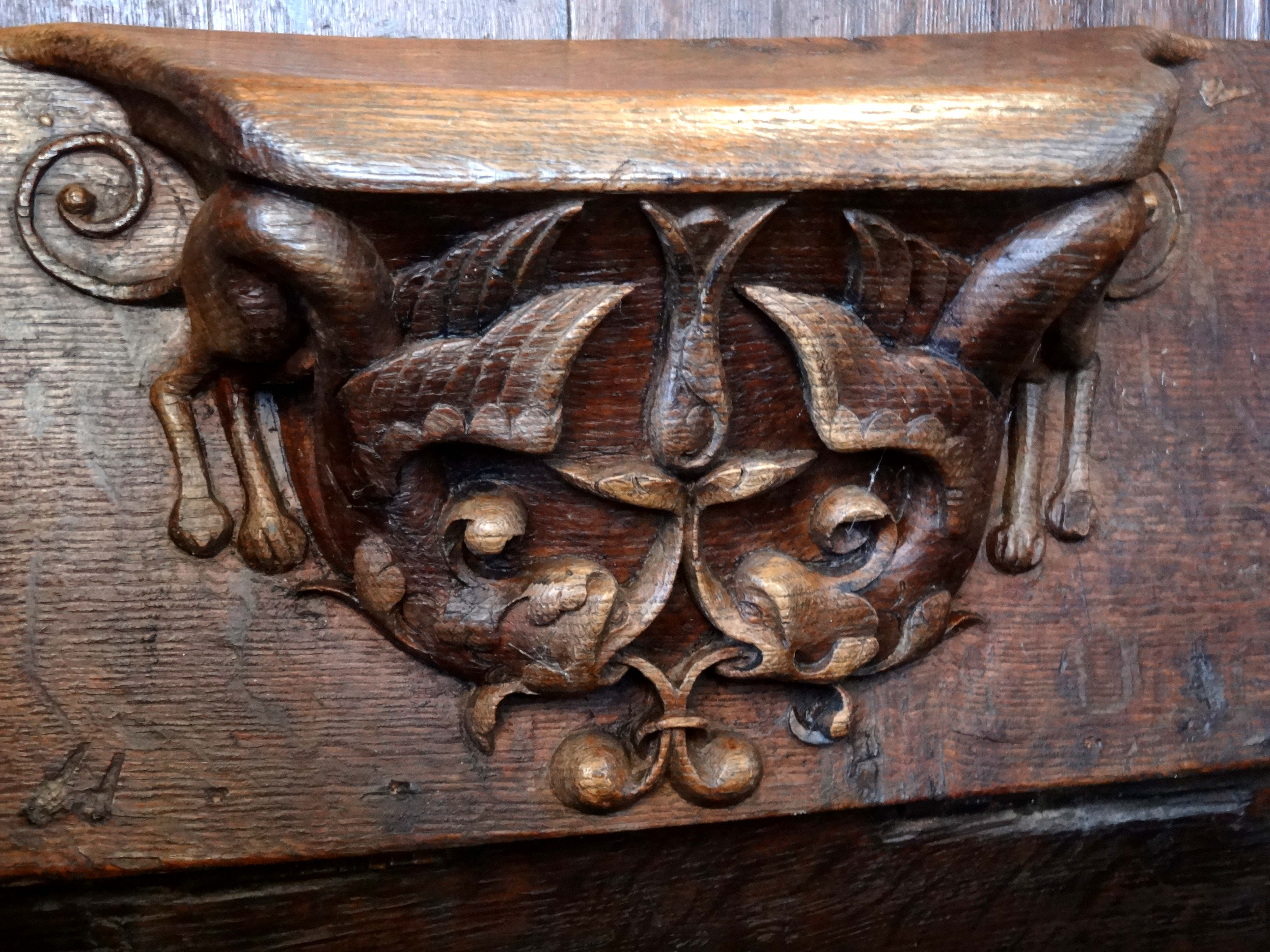
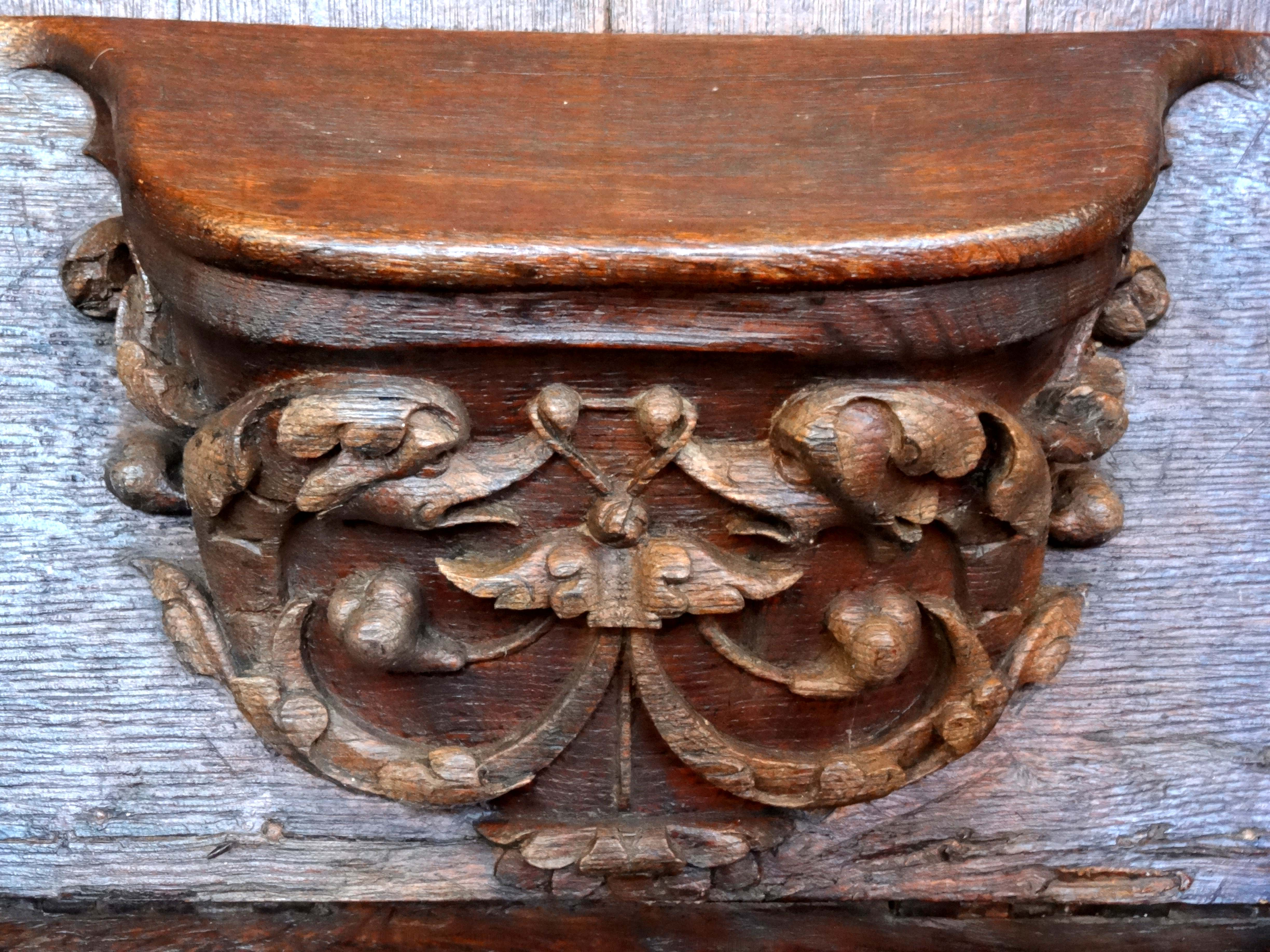
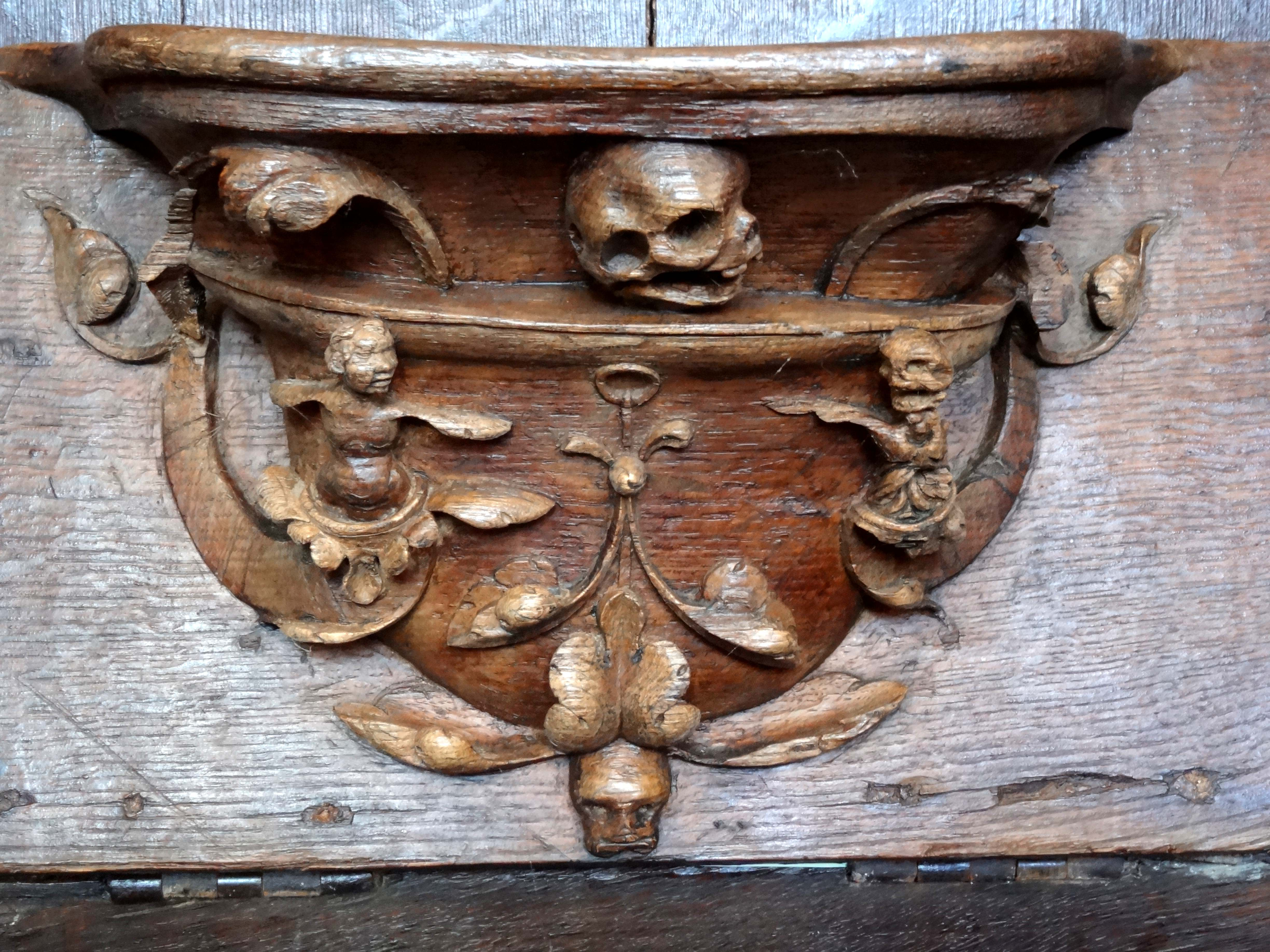
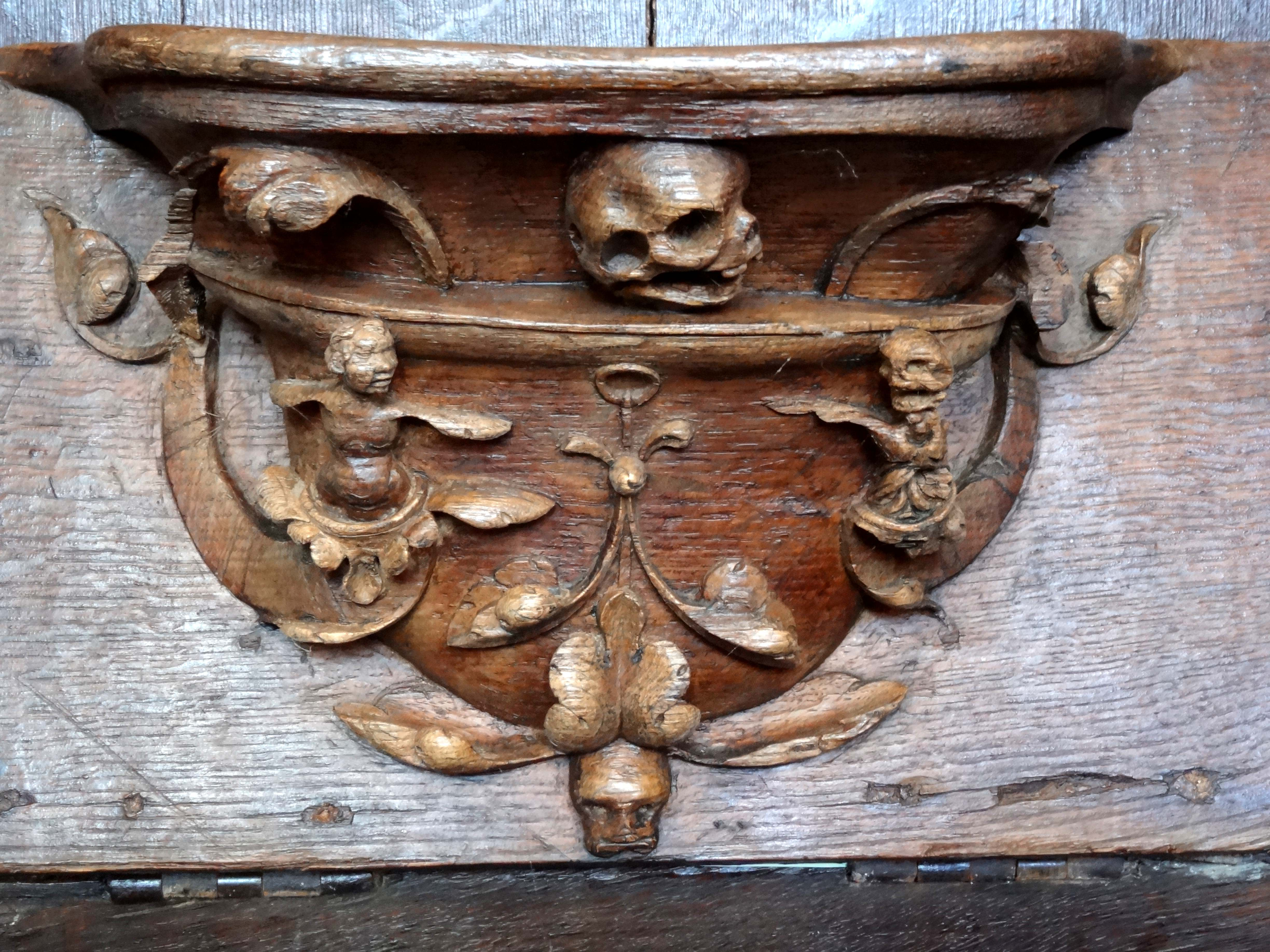
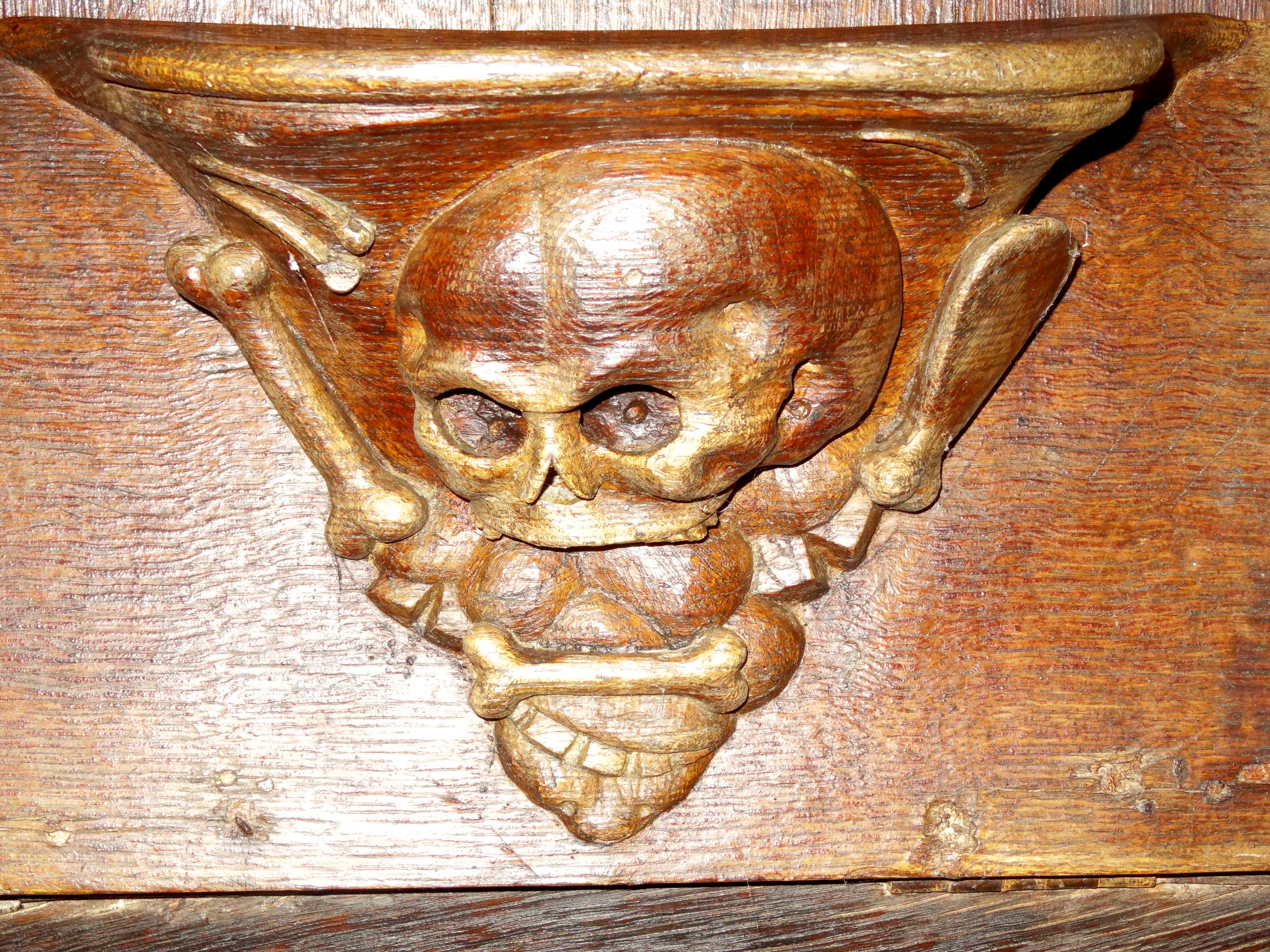
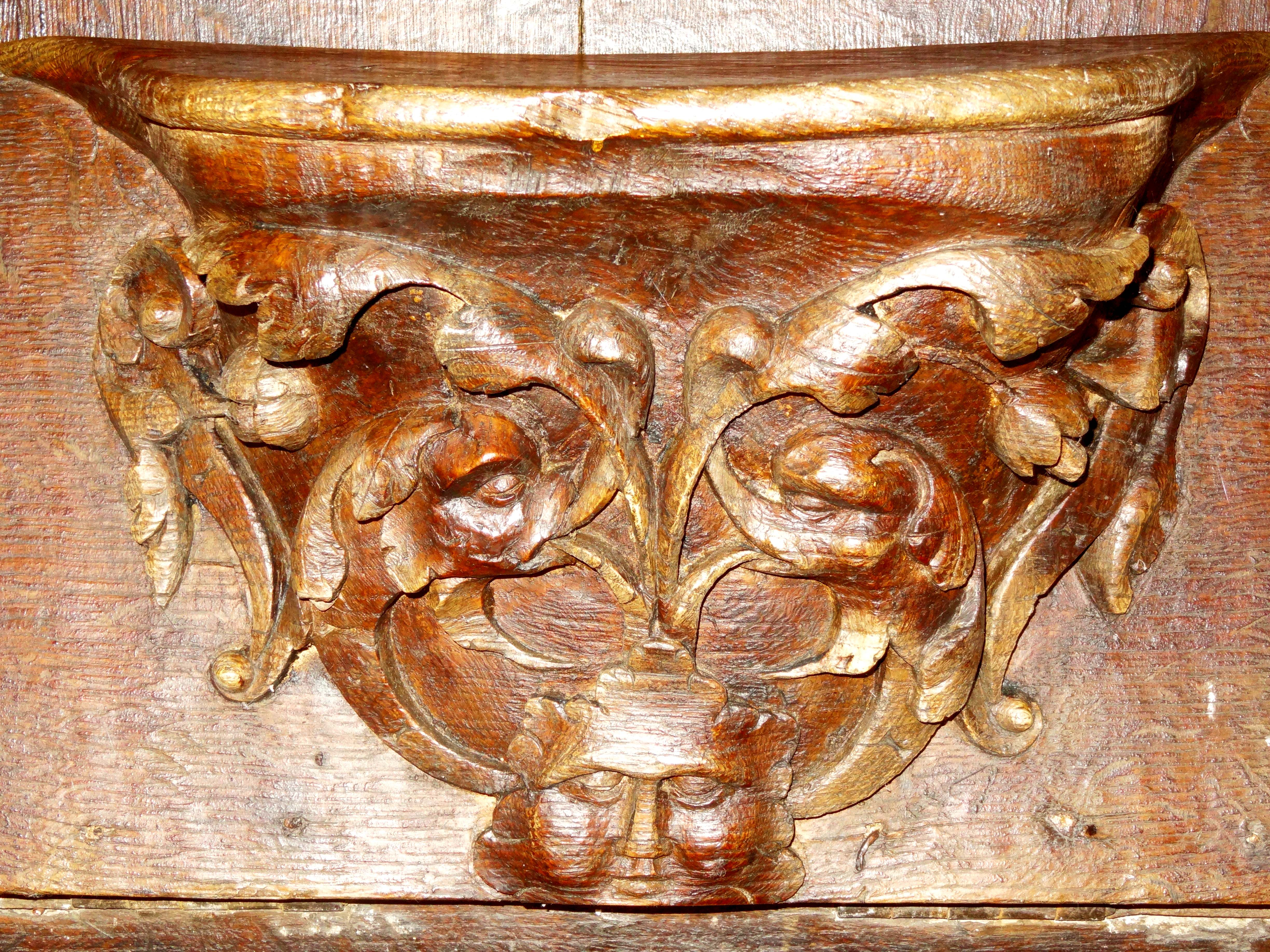

### Vitraux de l'abbé Deligny

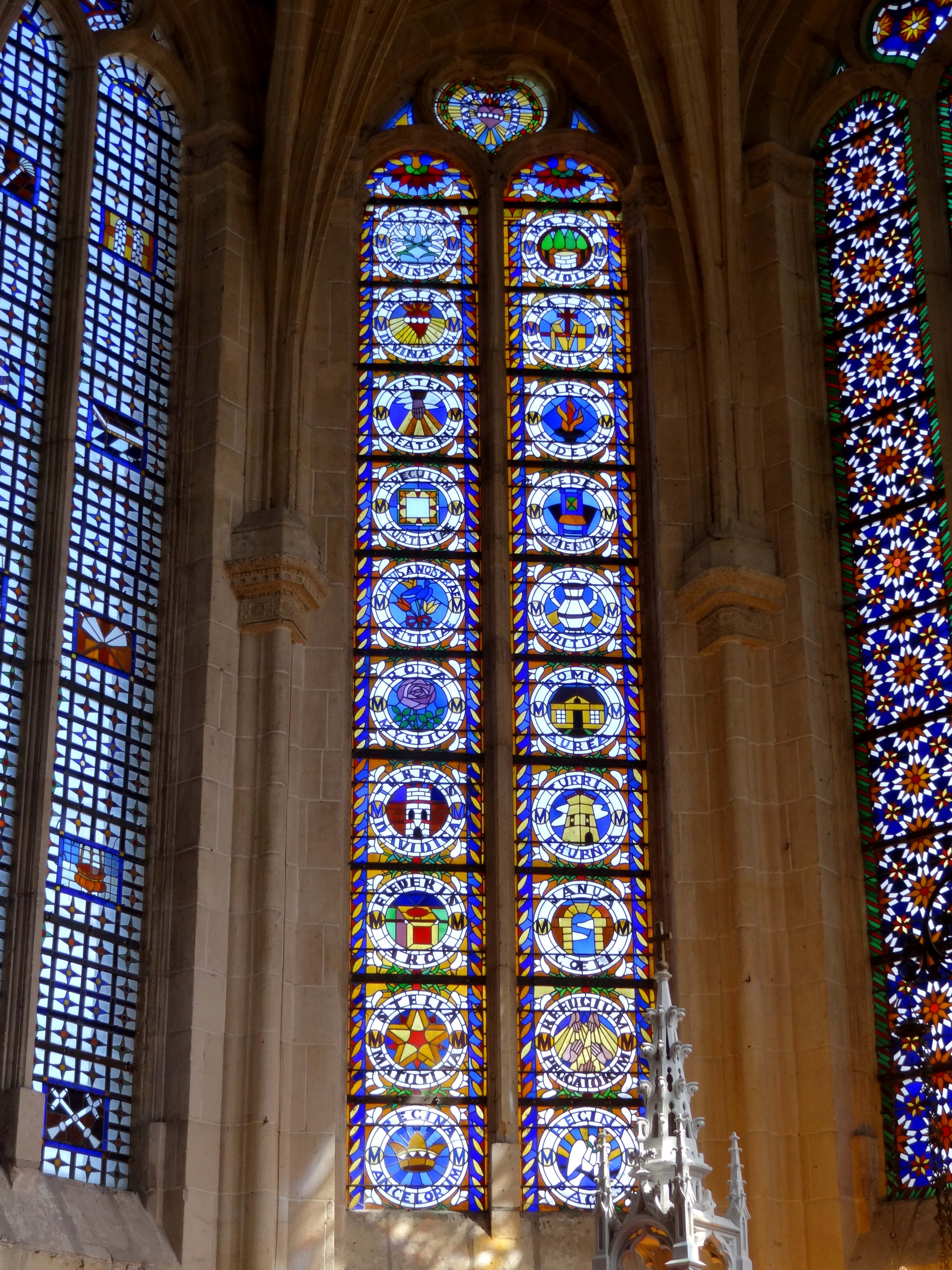
Verrière no 1 - litanies de la Vierge.

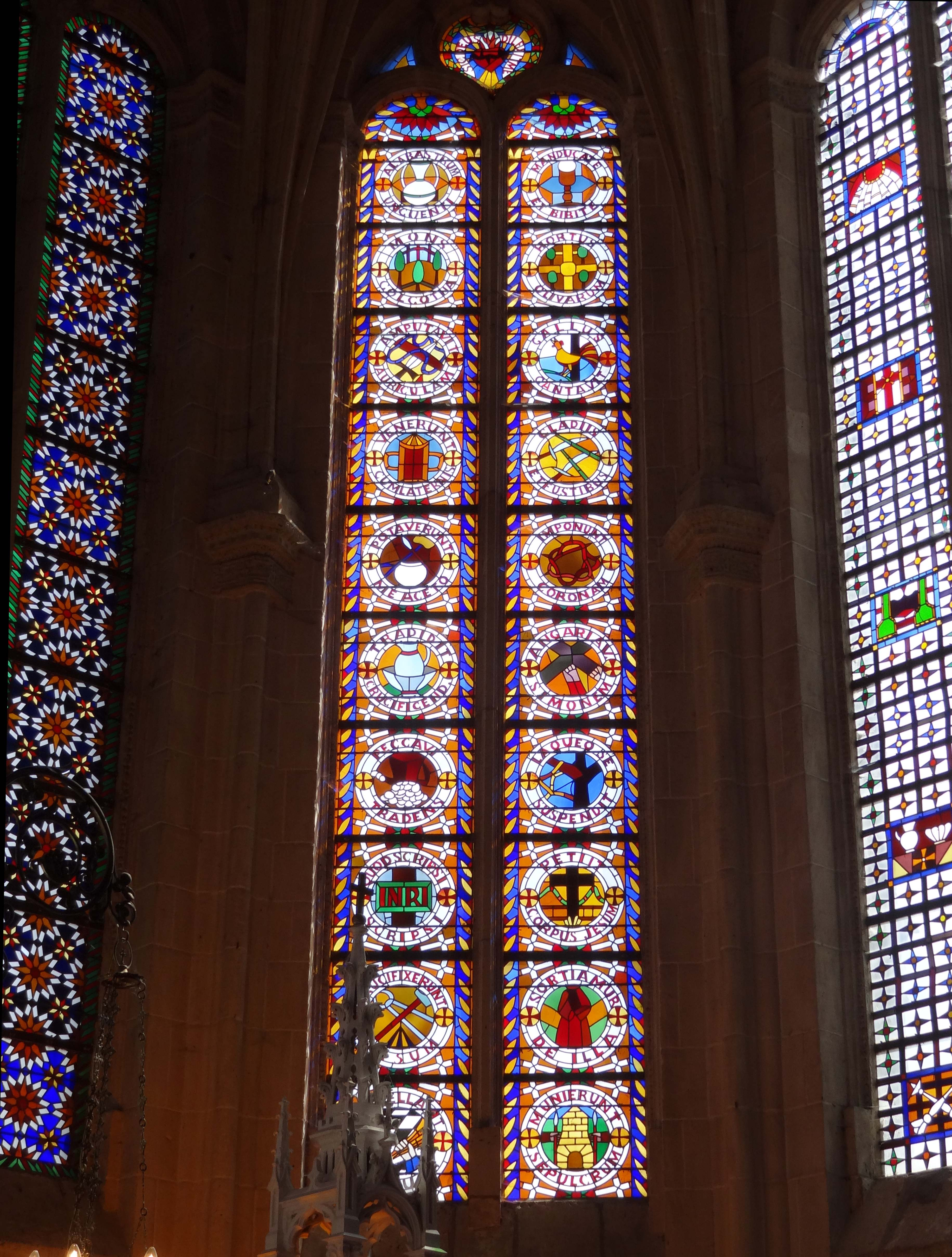
Verrière no 2 - Passion du Christ.

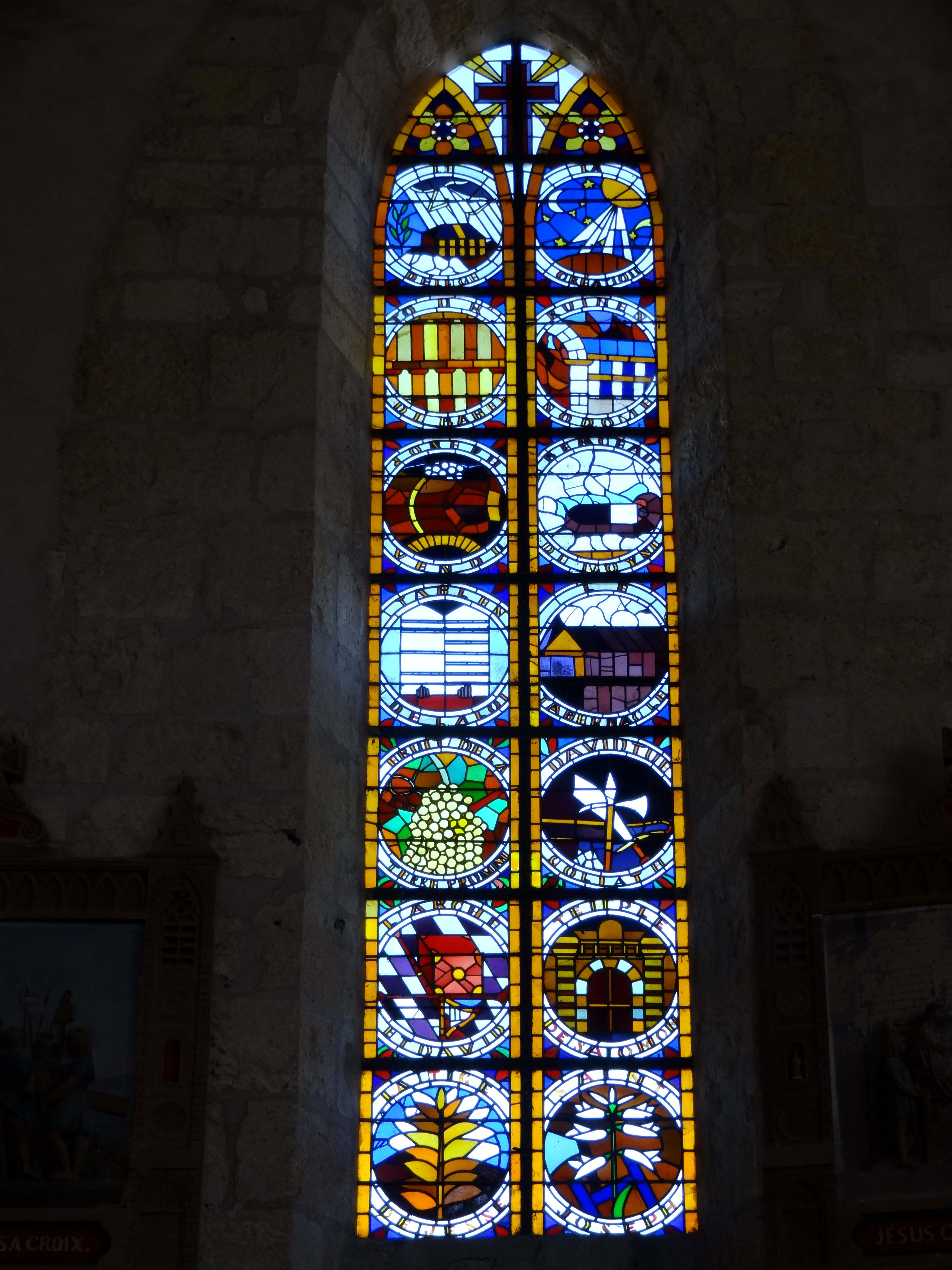
Verrière no 7 - l'Ancien Testament.

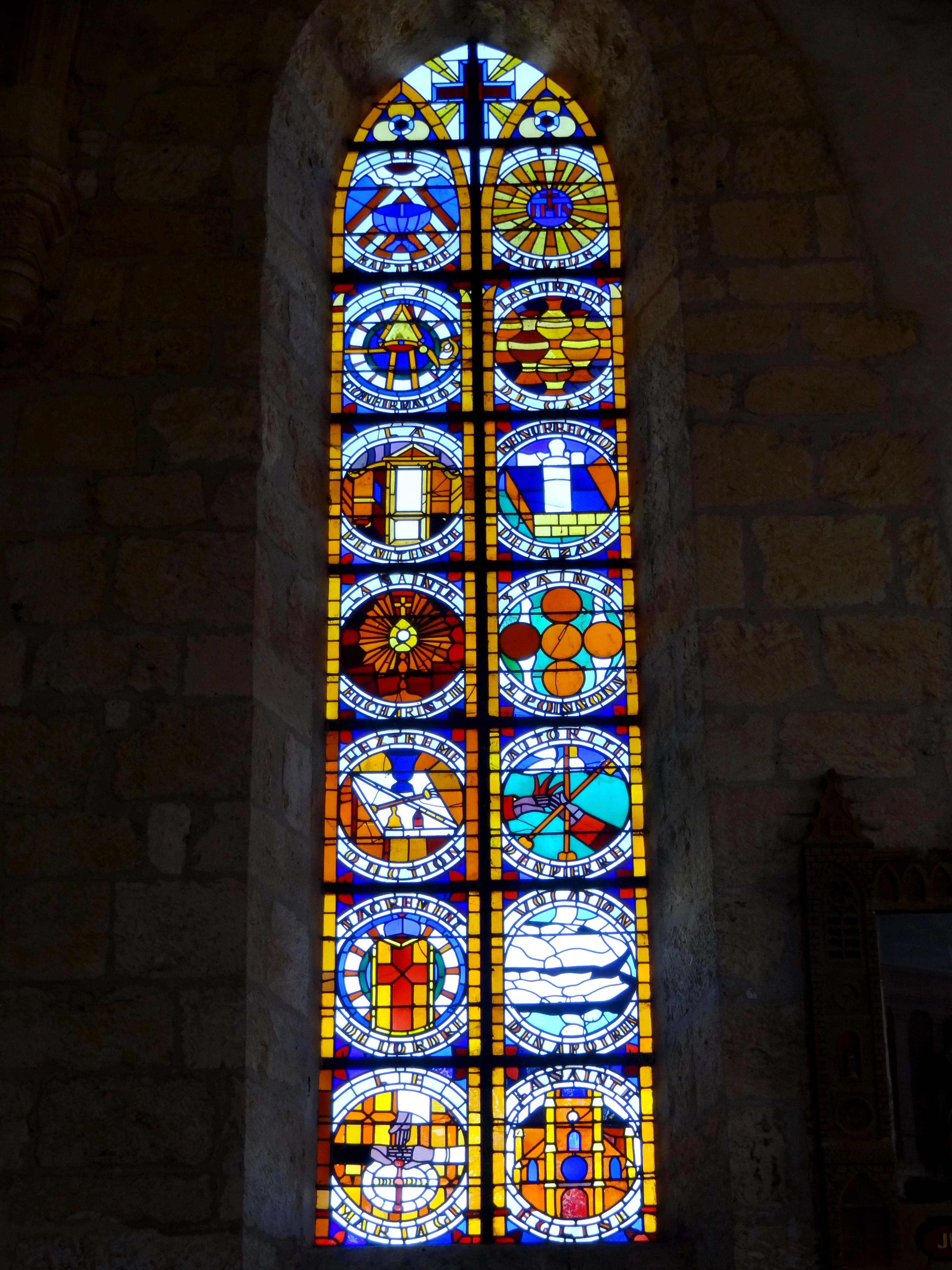
Verrière no 9 - les sacrements.

Peu de temps après son arrivée, l'abbé Deligny se lance dans la création de nouveaux vitraux, comme il l'avait auparavant fait à Jonquières. Autodidacte, il n'adhère à aucun des courants artistiques de son époque ou du passé. Son langage artistique naît avant tout des contraintes et des circonstances. Il ne dispose pas d'un atelier équipé et doit se contenter d'un budget limité, ce qui entraîne le recours partiel à des matériaux de récupération. Selon sa propre appréciation, il ne sait pas bien dessiner, et ne peut donc pas appliquer la peinture sur verre. Il ne peut pas non plus concevoir des verrières historiées ou hagiographiques, comme elles sont en vogue au XIXe siècle. L'abbé donne la préférence à des médaillons évoquant le sujet par un symbole, une métaphore ou un attribut complété par une légende, même s'il a réalisé des compositions de grand format à Jonquières, et des verrières ornementales répétant à l'infini un même motif de base. Les motifs sont toujours définis par la délimitation entre les différentes couleurs et la résille de plomb. Il en découlent une forte stylisation, voire un certain degré d'abstraction. Avec un registre chromatique atypique, qui laisse une large place à des nuances d'orange, de turquoise, de vert clair, de violet, le résultat est forcément éloigné des habitudes visuelles de l'époque. L'œuvre de l'abbé Deligny est ainsi rejetée par tous les savants de son époque qui en prennent connaissance. Par manque d'échos dans la presse spécialisée et par l'absence de contacts dans le milieu artistique parisien, elle passe du reste tout à fait inaperçue. L'on ignore ainsi ce que certains artistes progressistes en auraient pu penser, y compris les pères de l'Art nouveau et de l'expressionnisme. Ceci n'empêche pas qu'il y a eu des commandes pour des églises voisines, dont Canly, où il reste les trois vitraux du triplet du chevet, et Estrées-Saint-Denis, où tous les vitraux Deligny ont été assez tôt remplacés. Pour l'église de Remy, l'abbé Deligny a réalisé neuf verrières entre son arrivée en 1861 et 1873. Ces sont les verrières de l'abside et des deux croisillons du transept du XIIIe siècle. Comme à Jonquières, aucune n'est classée ni inscrite aux monuments historiques à ce jour. Il n'y a pas de programme iconographique précis. Cinq sur les neuf verrières sont purement, ou majoritairement, ornementales.
Le vitrail de la baie d'axe du chevet (no 0) est abstraite et géométrique. Chaque lancette contient dix carrés toujours composée d'une étoile à huit branches au centre, quatre demi-étoiles au milieu des côtes, et quatre quarts-d'-étoiles dans les angles, la seule étoile complète étant entourée de quatre petites étoiles s'inscrivant dans une croix de Malte. S'y ajoutent des bordures. Le vitrail de la baie du pan nord-est du chevet (no 1) est dédiée aux litanies de la Vierge, sujet déjà interprété par l'artiste au croisillon sud de Jonquières, où la hauteur plus réduite ne laissait de la place qu'à dix médaillons. À Remy, il y en a deux fois plus. Chaque médaillon correspondant à une invocation ou un « nom » de Marie, l'on peut comprendre que l'auteur était tenté de travailler une nouvelle fois sur le même sujet. Les feuilles blanches dans les angles sont des fleurs de lis, symboles de la pureté. Les invocations ne sont pas placées dans le bon ordre, ce qui peut être imputable à l'une des restaurations après les guerres mondiales. La verrière du pan sud-est de l'abside (no 2) fait référence à la Passion du Christ dans une acception large du terme. Il y a, en effet, des médaillons qui ne reprennent aucune des stations du chemin de Croix, qui est illustrée par la verrière nord de l'abside de Jonquières. Le récit commence par l'onction à Béthanie, représentée par un pot d'onguent (Mt 26,7, Mc 14,3, Jn 12,1), et continue par la Cène. Une lanterne, ainsi que des glaives et des bâtons, renvoient vers les soldats venus arrêter Jésus (7e registre). Sans se focaliser sur les sévices subies par le Christ, le cycle s'intéresse aussi aux réactions des disciples, avec saint Pierre blessant l'oreille de Malchus, le remords de Judas qui rend le salaire de sa trahison (Mt 27,4), et le suicide de Judas (Mt 27,5). Après la Descente de croix, il y a aussi le tirage au sort de la tunique du Christ entre les soldats, et le tombeau gardé (Mt 27,65). Beaucoup de médaillons ne sont plus à la bonne place. Cependant, grâce aux brèves légendes, l'on parvient sans grande difficulté à faire le rapprochement avec les extraits des Évangiles sur lesquelles l'abbé Deligny s'appuie.
Les deux verrières latérales de l'abside (no 3 et 4) consistent en grande partie de verre blanc, ce qui est assez judicieux, car l'éclairage du transept par la lumière naturelle n'est pas trop généreuse, le chevet des croisillons étant aveugle. L'abside joue donc un rôle essentiel comme source de lumière. De surcroît, le chœur liturgique étant très profond à Remy et réservé au clergé et aux servants d'autel, les fidèles ne peuvent pas voir les verrières latérales de l'abside, à moins de se placer devant les retables des croisillons. Cependant, selon Philippe Bonnet-Laborderie, le verre blanc ne daterait que de la restauration après l'explosion de 1944. Il est parsemé de fines étoiles à quatre branches, et chaque verrière comporte néanmoins dix petits panneaux rectangulaires et un médaillon (dans l'oculus) représentant un objet liturgique. Le fort degré d'abstraction ne facilitant pas la lecture, et la légende faisant ici défaut, il convient de les énumérer un par un, en commençant par le tympan, puis en passant de la gauche vers la droite et du haut vers le bas. Sur la baie no 3, ce sont la férule papale, une mitre et une crosse épiscopale ; un bénitier avec un goupillon ; un objet non identifié (une arche ?) ; une bannière de procession « Ave Maria » ; un dais de procession ; un encensoir et une navette ; deux flambeaux (pour la procession) ; un bénitier (sous réserve) ; une lampe éternelle ; deux chandeliers ; deux crucifix. En face au sud, sur la baie no 4, l'on identifie une tiare et la férule papale ; une chape ; un confessionnal ; une chasuble ; un manipule, une bourse et une pale ; une étole et une barrette ; un lutrin ; une aiguière et un vase sur une crédence ; des burettes sur une crédence ; deux chandeliers ; et encore deux chandeliers. Les verrières no 10 et 12, au sud du transept, sont décorés de motifs floraux et géométriques, tels que des étoiles et des croix. Hormis les pots à fleurs en haut des lancettes, il y a deux motifs qui se répètent sur deux registres différents, et l'un des motifs se décline une autre fois avec des teintes différentes.
Les deux verrières Deligny au nord du transept sont encore des assemblages de médaillons, comme sur les pans obliques de l'abside. Ils sont au nombre de quatorze, et tronqués latéralement en raison du manque de place. Le vitrail de la baie no 7 rappelle quelques passages cruciaux de l'Ancien Testament. Ce sont le Déluge, avec une branche d'olivier et une maison touchée par la foudre (plutôt que l'arche de Noé) ; la création des astres ; la tour de Babel, symbolisée par deux rangs de balustres ; la ruine de Sodome ; Joseph vendu aux Égyptiens, avec sa tunique rouge offert par son père, la citerne où il fut jeté, et des pièces d'argent que ses libérateurs obtinrent pour sa vente ; le berceau de Moïse ; les Tables de la Loi tenues par les deux mains de Moïse, quatre à gauche et six à droite, pour les quatre commandements portant sur le respect de Dieu et les six portant sur les rapports avec les autres humains ; le tabernacle abritant l'Arche d'alliance ; le fruit de la Terre promise (Nb 13,21), en l'occurrence une grappe de raisin ; David tue Goliath, avec une fronde, une glaive, une hallebarde et des cailloux ; l'Arche et David (2S 6,1), représenté par une cithare ; le Temple de Salomon ; la tige de Jessé (Es 11,1) ; et, pour établir le pont vers le Nouveau Testament, saint Joseph, avec la fleur de lys qui l'accompagne traditionnellement, une échelle et une hache. La verrière no 9 illustre les sept Sacrements, dont l'évocation est complété à chaque fois par une référence vers les Évangiles. Malheureusement, l'ordre a une fois de plus été inversé, ce qui est encore plus dommageable que pour les verrières précédentes. Avec le baptême, va le rayonnement du Sauveur (ces médaillons restent à la bonne place). La pénitence, aujourd'hui sacrement de réconciliation, et symbolisé par un confessionnal, devrait se situer juste après, et s'accompagner de l'autorité de saint Pierre (Mt 16,19), représentée par deux clés qui passent d'une main à l'autre. Avec l'Eucharistie, située aujourd'hui beaucoup trop bas, va la Multiplication des pains et des poissons. La confirmation, figurée par la crosse et la mitre de l'évêque qui l'administre, devrait s'accompagner de la Sainte Église. Le mariage, avec la bénédiction des deux alliances par la main du prêtre, devrait s'ensuivre des Noces de Cana, ici « les urnes (amphores) de Cana ». Le sacrement de l'ordre se trouve, une fois n'est pas coutume, encore à la bonne place. Représenté par une chasuble, il s'accompagne de deux barques, qui symbolisent la vocation des Douze Apôtres. Enfin, l'extrême-onction, représentée par une table avec une cierge, l'huile des infirmes et un bénitier portatif, devrait s'ensuivre de la résurrection de Lazare.

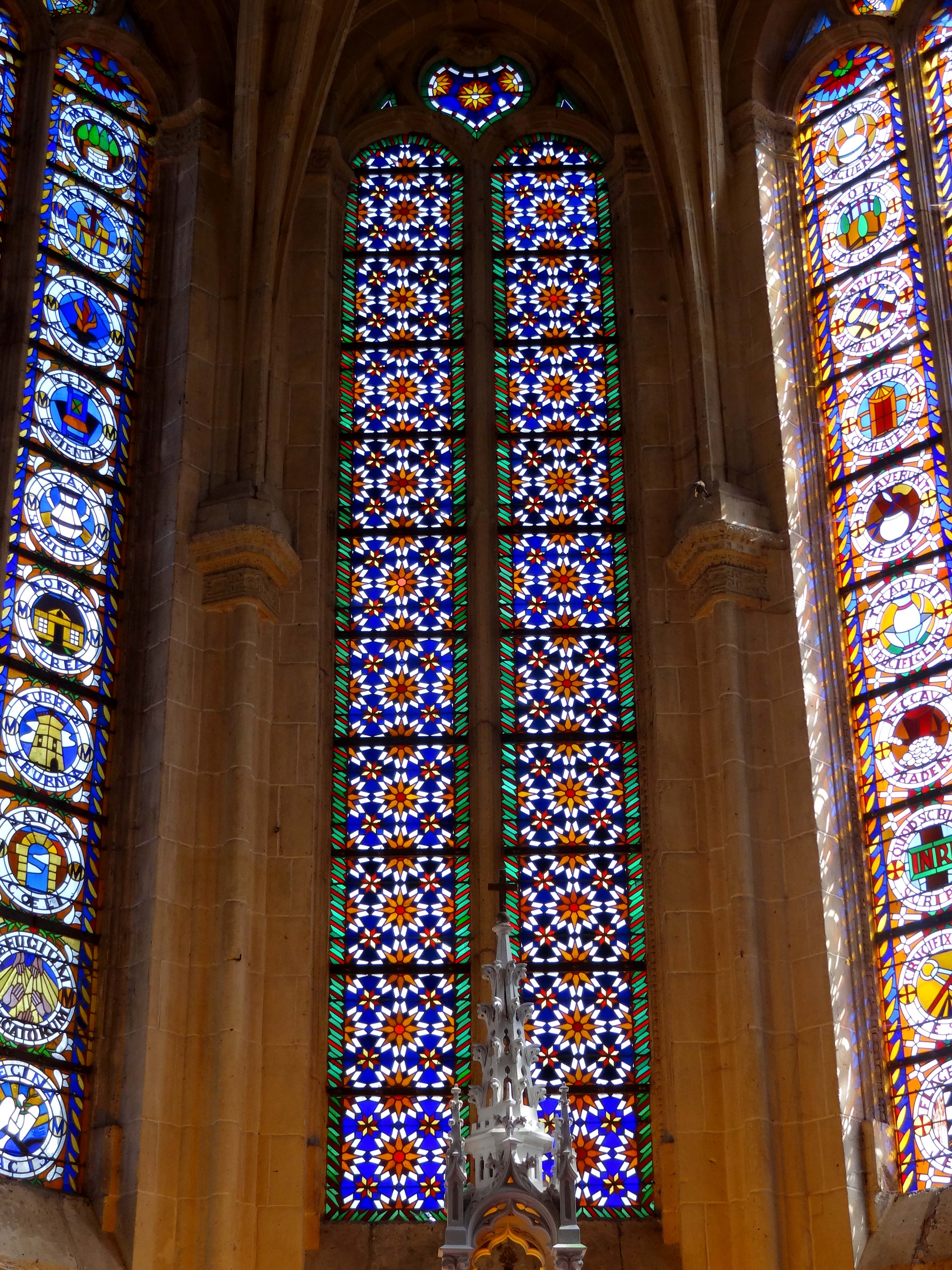
Verrière no 0 - motifs géométriques.
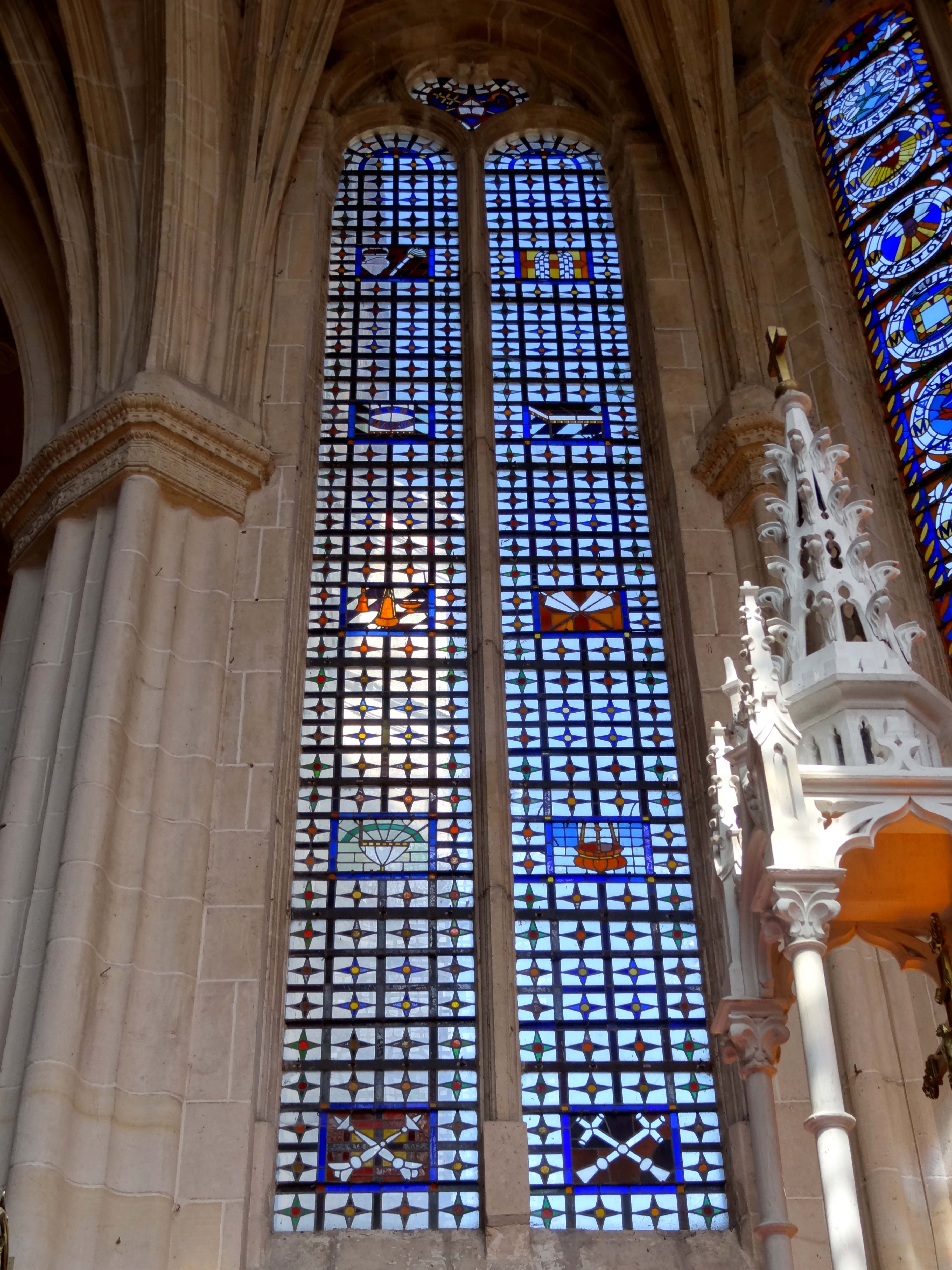
Verrière no 3 - objets liturgiques.
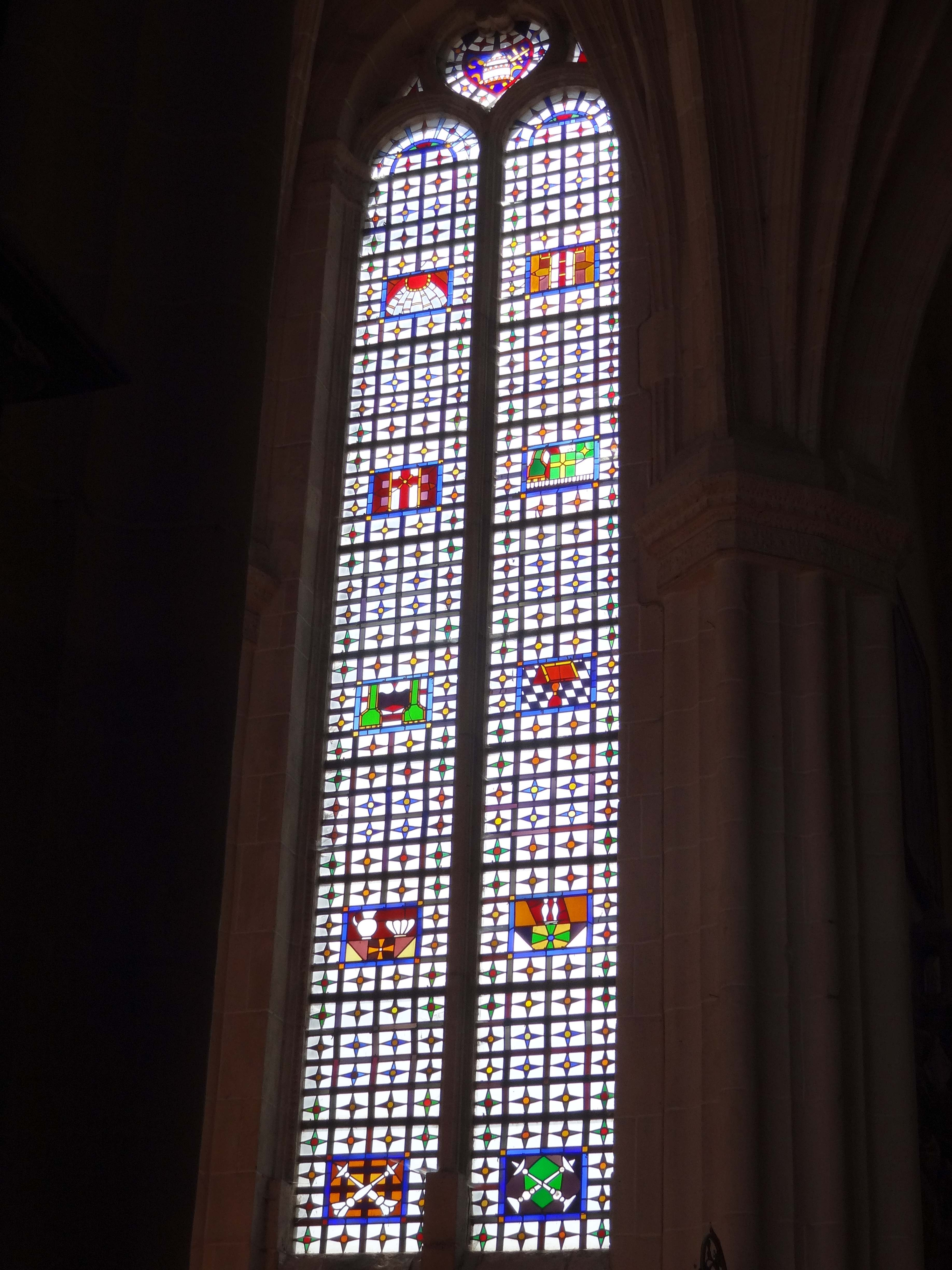
Verrière no 4 - objets liturgiques.
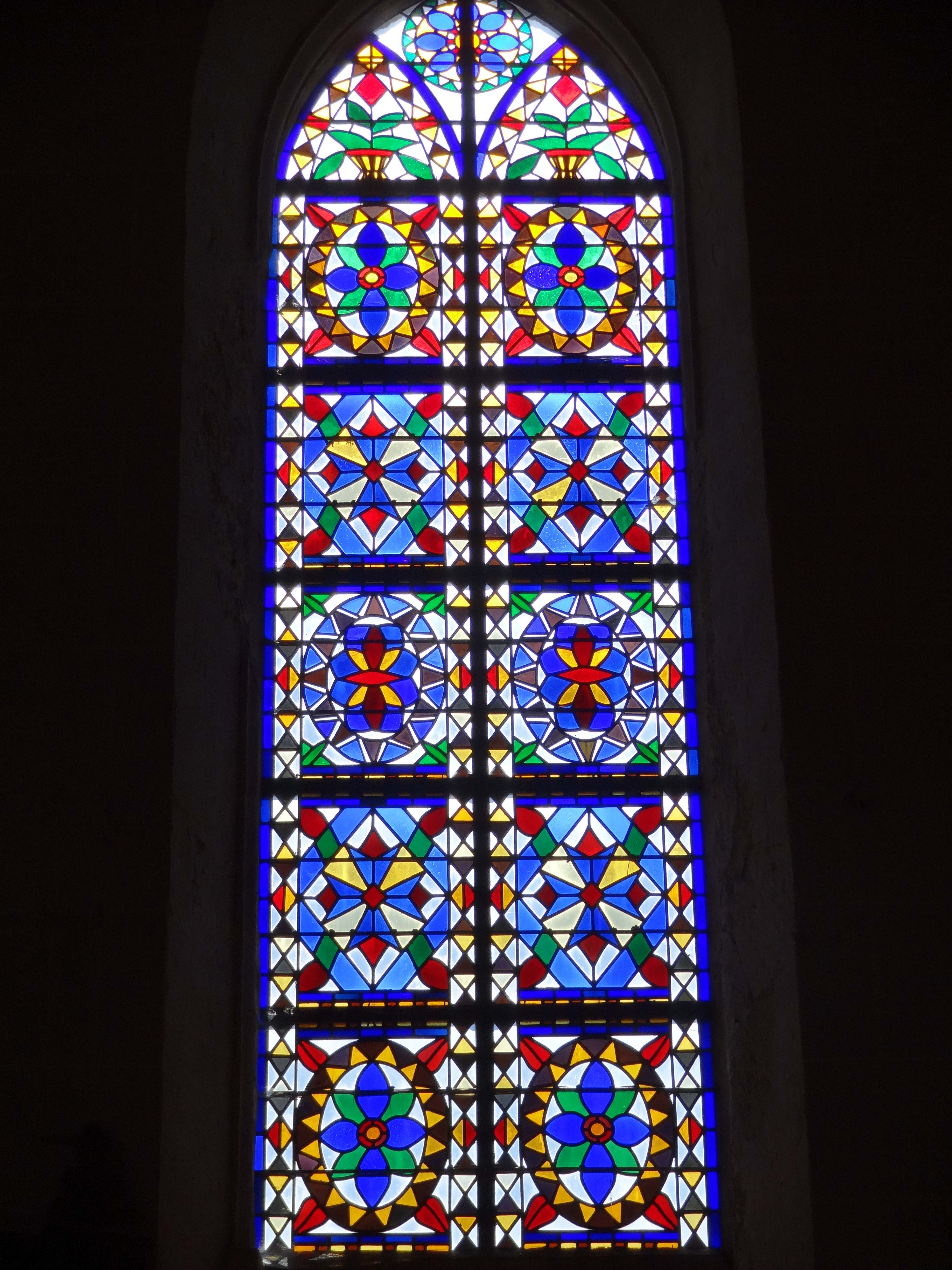
Verrière no 10 - motifs géométriques et floraux.
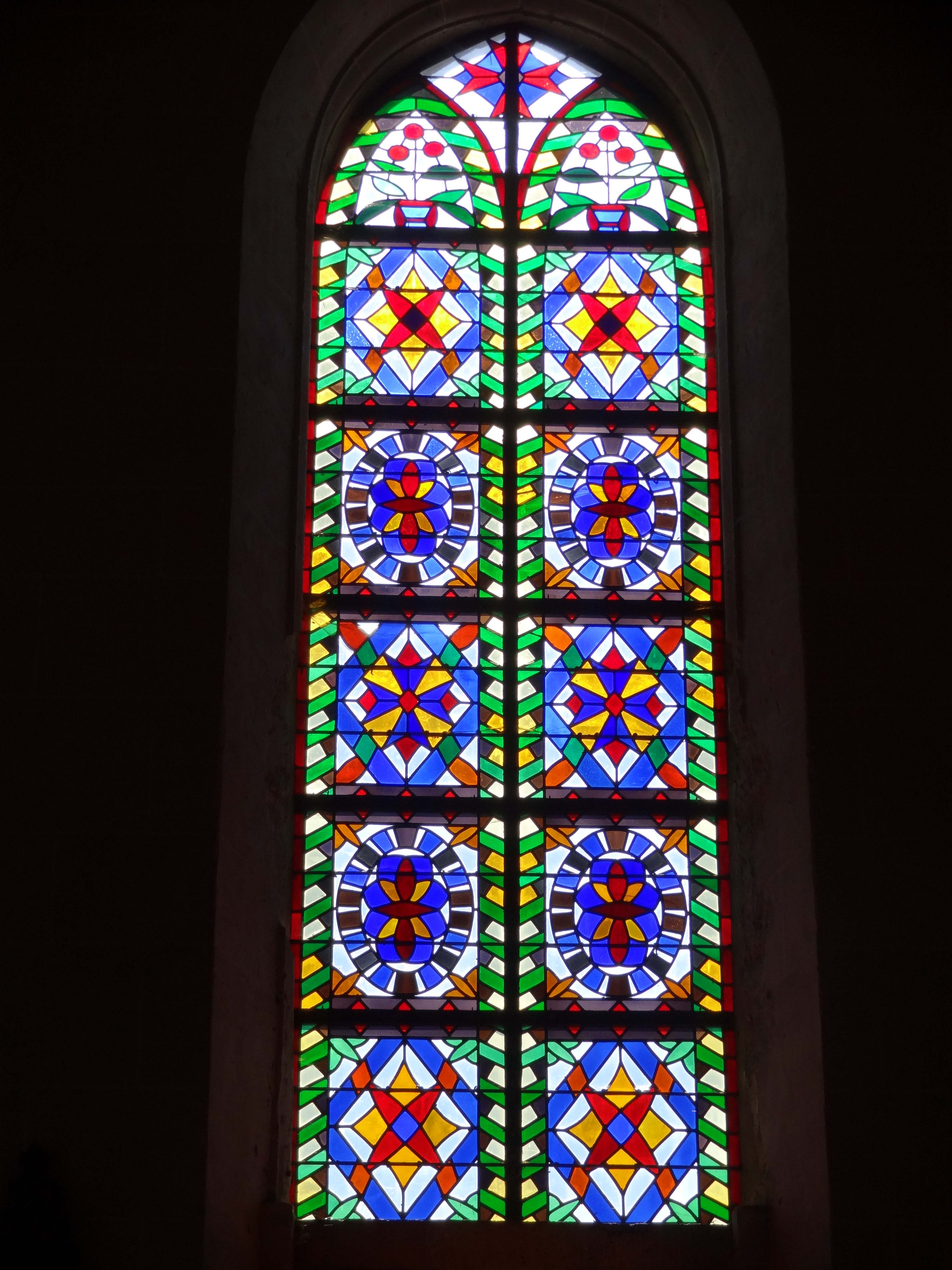
Verrière no 12 - motifs géométriques et floraux.

### Tribune occidentale et boiseries

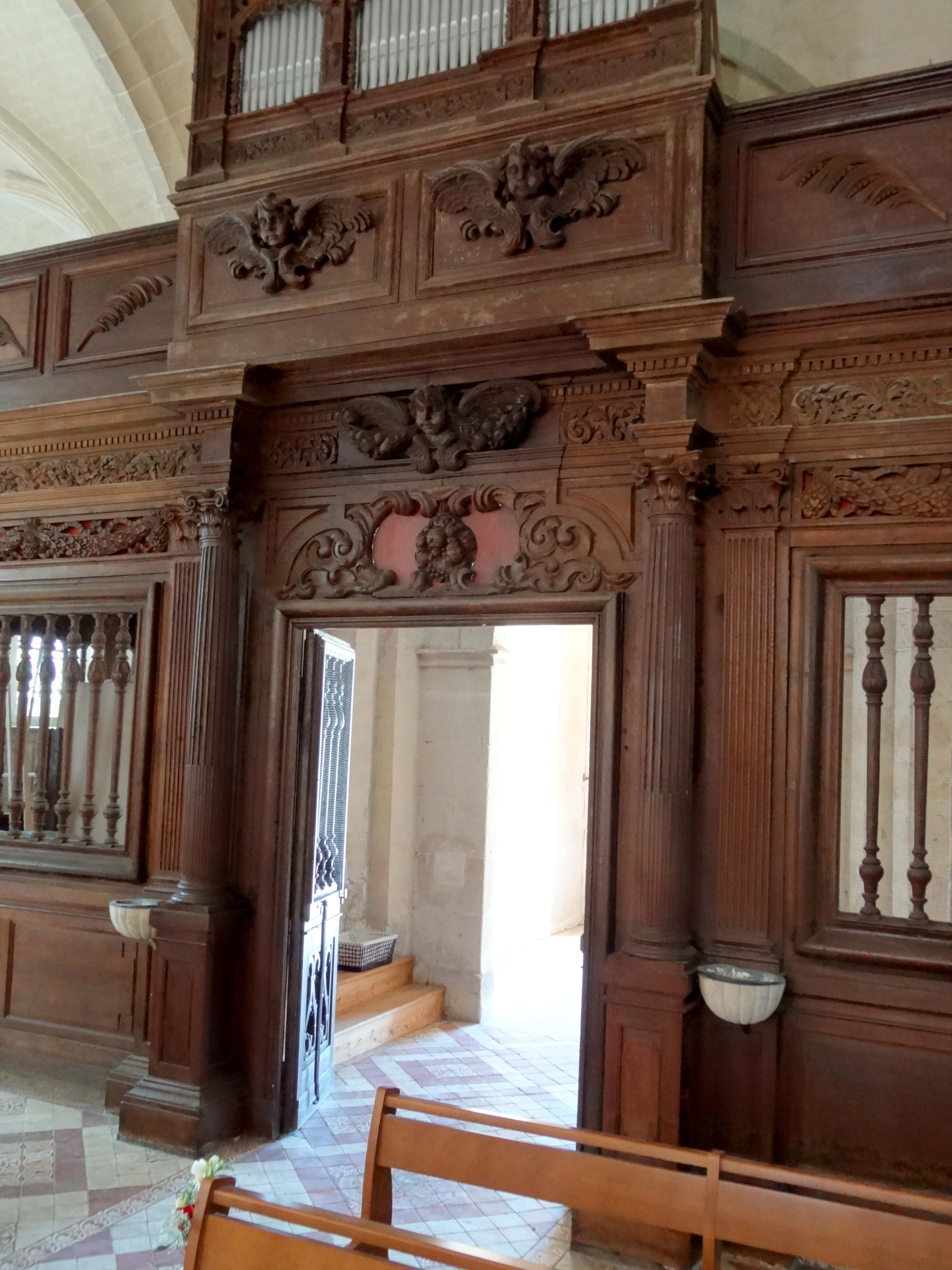
Tribune occidentale.

La tribune occidentale, en bois de chêne taillé et poli, est de style baroque, et date du XVIIe siècle. Elle est remarquable pour son soubassement, qui forme un vestibule à l'entrée de l'église, et provient de l'église abbatiale de Saint-Jean-aux-Bois, ce qui ajoute à son intérêt. La « façade » du vestibule, côté nef, comporte trois travées et cinq registres. La travée centrale est celle du portail, et est flanquée de deux colonnes corinthiennes cannelées. Le premier registre est constitué de panneaux à fenestrages, sauf pour les stylobates des colonnes. Sur les vantaux des portes, les panneaux sont sculptés. Le deuxième registre, le plus important en hauteur, est ajouré grâce à de minces balustres en bois tourné. Dans la première et troisième travée, il est cantonné de pilastres corinthiens cannelés. Le niveau des chapiteaux forme déjà le troisième registre. Il est plus développé au-dessus des vantaux, où il affiche un bouquet de fleurs sculpté en demi-relief, et un décor de cuirs découpés entre deux volutes. Entre les chapiteaux, les panneaux sont sculptés de guirlandes et de rubans. Le quatrième registre est un entablement, qui fait saillie au-dessus des chapiteaux. Au-dessus du portail, se profile un tête de chérubin flanquée d'ailes déployées. Sinon, la frise est sculptée de feuilles d'acanthe dans un savant arrangement. La corniche comporte un rang de denticules. Enfin, le dernier registre est encore composé de panneaux de fenestrages, qui forment le garde-corps de la tribune d'orgue. Deux autres têtes de chérubins se détachent au-dessus du portail. Les autres panneaux se contentent d'une palme disposés diagonalement. Le décor du petit buffet d'orgue est assorti. Il forme corps avec la travée médiane de la tribune. L'instrument est actuellement muet.
Les boiseries qui habillent les allèges dans le premier croisillon sud sont de la même facture. Étant donné que les murs sont ici pleins, l'on ne trouve bien sûr pas de balustres. Les registres sont au nombre de quatre. Le premier est le soubassement. Sur le deuxième, des pilastres cannelés et de hauts et étroits panneaux de fenestrages se succèdent à un rythme élevé. Les panneaux sont à peine plus larges que les pilastres. Le troisième registre est celui des chapiteaux, et le quatrième, celui de l'entablement. Il y a de faibles ressauts au-dessus des chapiteaux. Ces sections en légère saillie affichent alternativement le monogramme IHS et le monogramme MA de Marie. Des têtes de chérubins entre deux ailes, sculptées en haut-relief, occupent les intervalles. Ces boiseries passent autour du pilier engagé à l'intersection entre bas-côté de la nef et croisillon. Ici, elles comportent, à titre d'exception, une chute de fleurs entre les pilastres et chapiteaux.

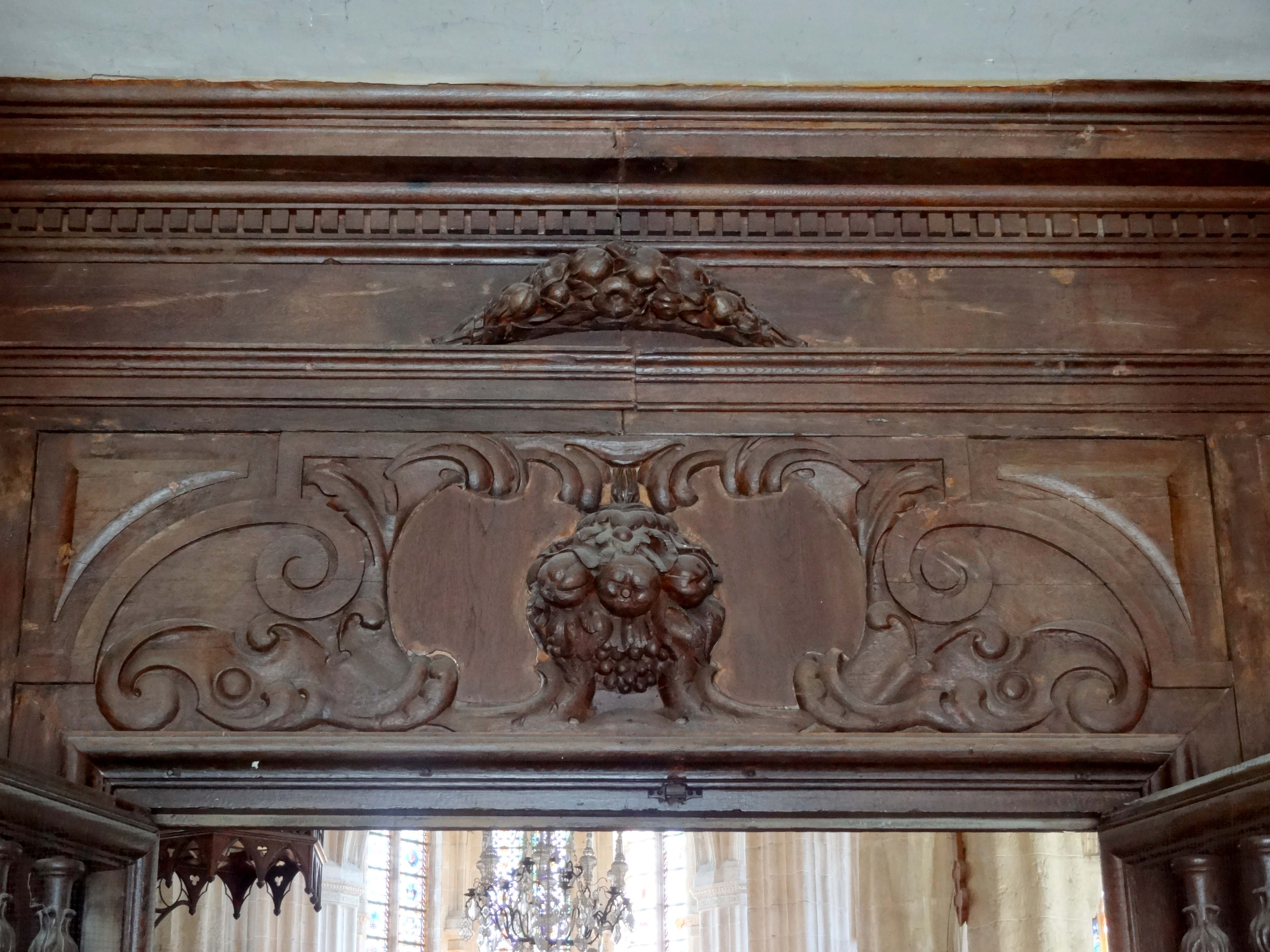
Tribune, travée médiane, côté narthex.
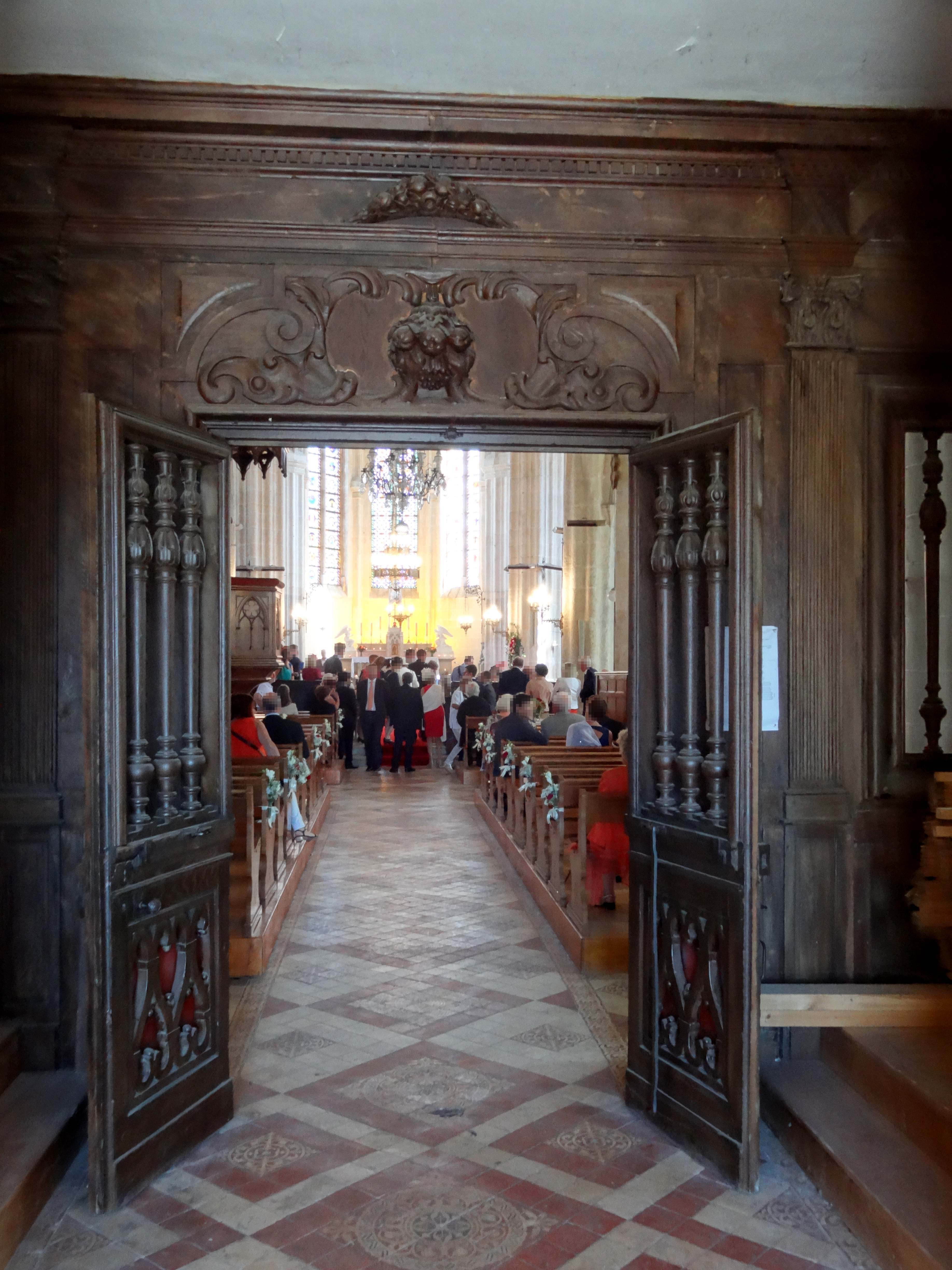
Tribune occidentale, vue depuis le narthex.
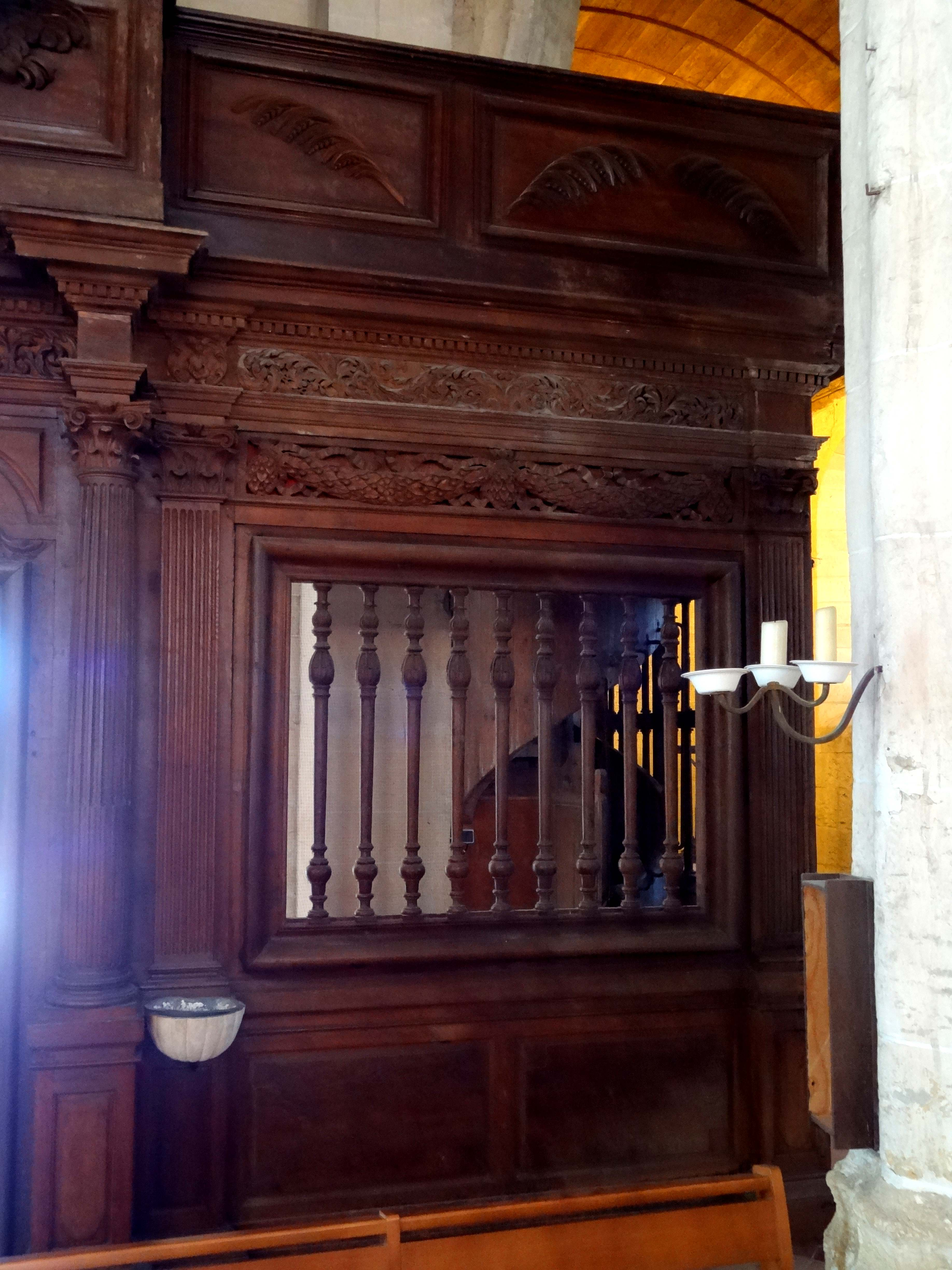
Tribune occidentale, 3e travée de la « façade ».
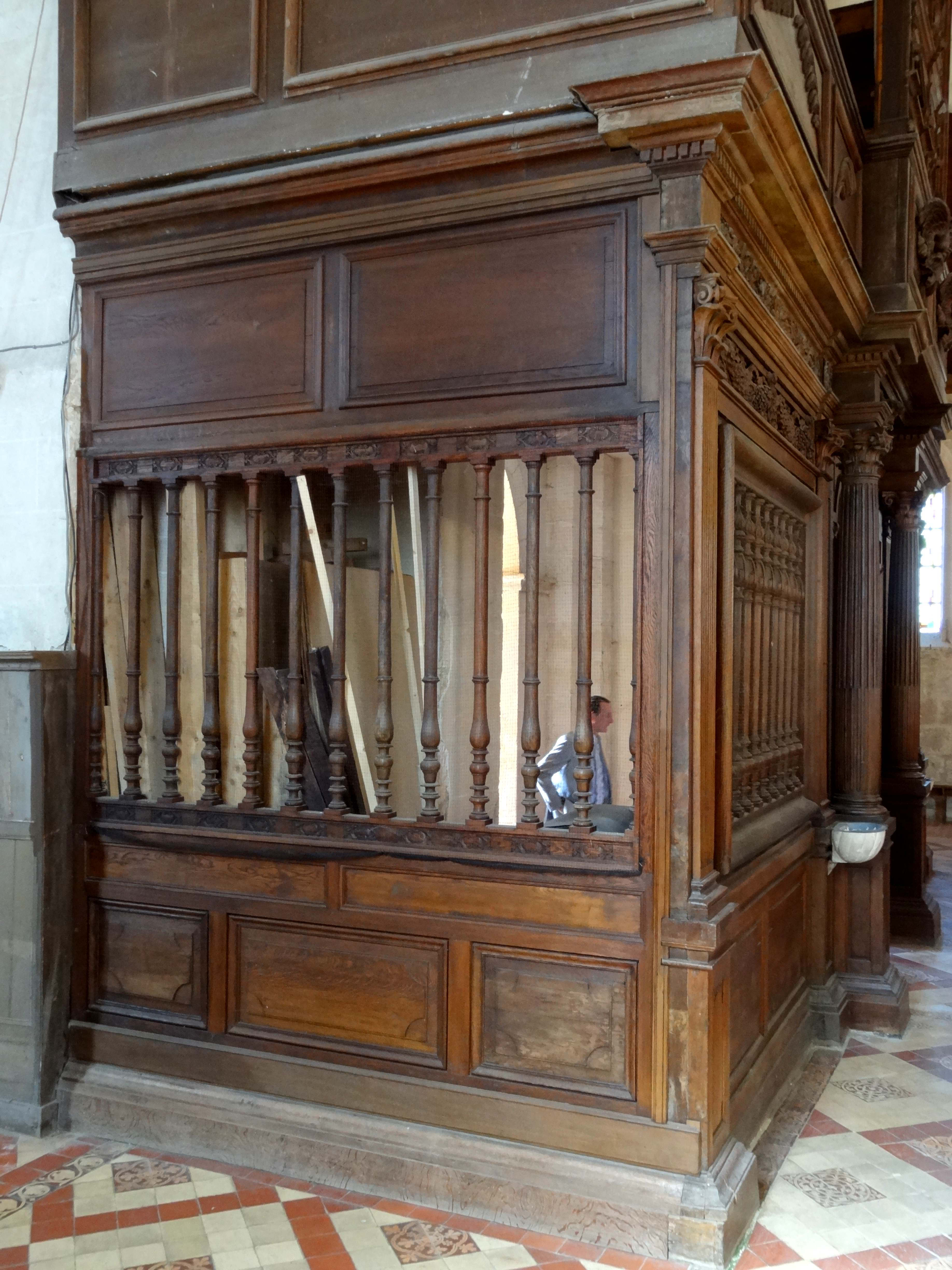
Tribune occidentale, vue depuis le sud.
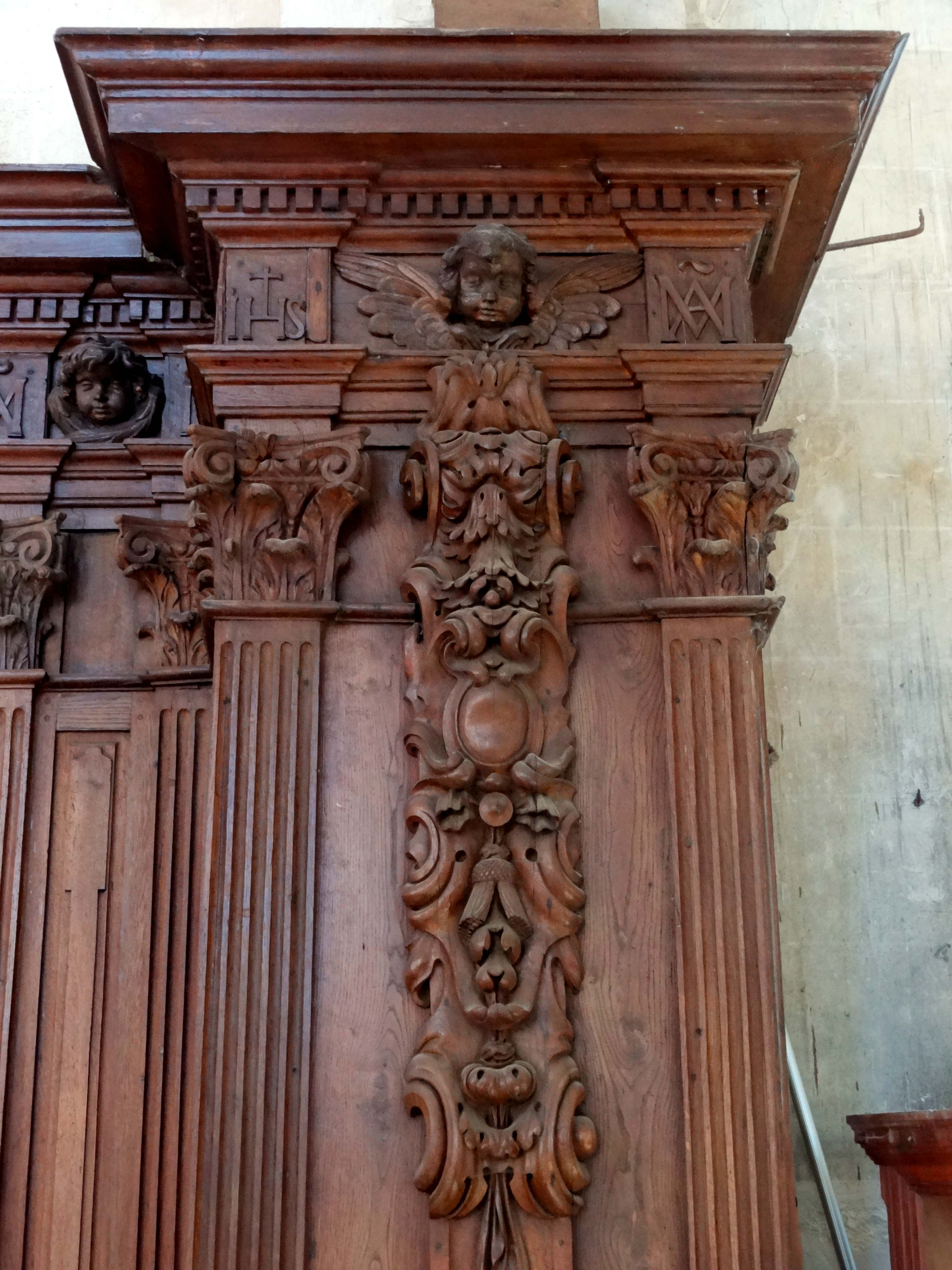
Boiseries du croisillon sud, détail.
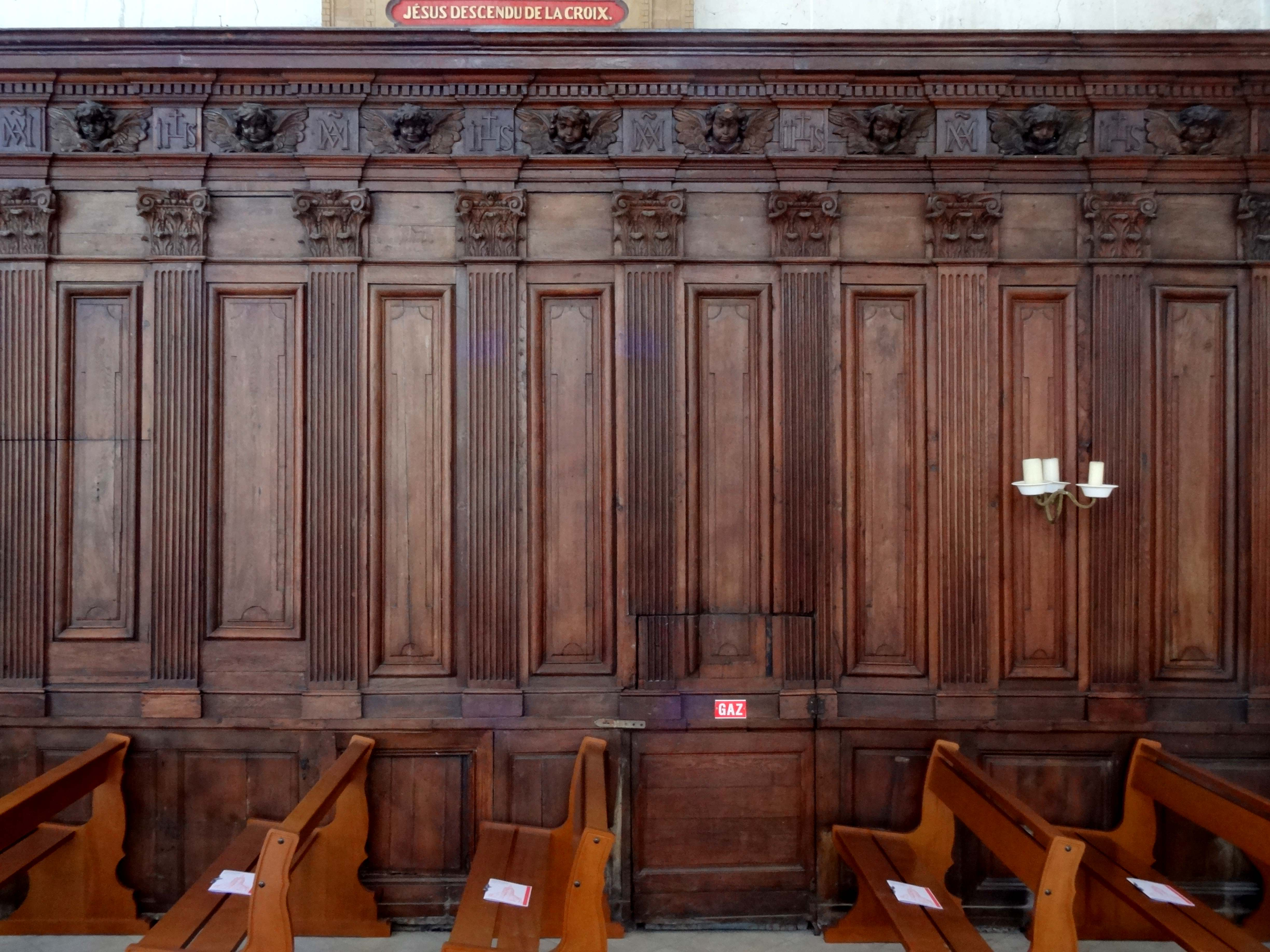
Boiseries du croisillon sud.